# Guilvinec
Le Guilvinec redirige ici.
Guilvinec (/ɡilvinɛk/ ; nom officiel), très souvent appelée Le Guilvinec, est une commune du département du Finistère, en région Bretagne, en France.
Chef-lieu du quartier maritime qui porte son nom, Guilvinec est en 2019 le premier port de pêche artisanale de France en valeur débarquée de bateaux français.

## Géographie

### Situation et site
Guilvinec est située à la pointe sud-ouest de la Bretagne dans le Finistère Sud, en pays Bigouden. La commune est implantée au sud-ouest du Finistère dans le canton de Pont-l'Abbé, en bordure de l'océan Atlantique. Elle est située à 12 km au sud-ouest de Pont-l'Abbé et à 31 km au sud-ouest de Quimper, son chef-lieu d'arrondissement.
|                  | Plomeur          |                  |
| Penmarch         | Guilvinec        | Treffiagat       |
| Océan atlantique | Océan atlantique | Océan atlantique |

La superficie de la commune n'est que de 246 ha ; son altitude varie entre 0 et 17 mètres. L'exiguïté de son territoire, due à la création tardive de la commune, explique qu'un certain nombre de ses équipements sont situés dans des communes voisines ; par exemple le lycée maritime professionnel de Guilvinec est en fait situé sur le territoire de la commune de Treffiagat, à proximité de l'arrière-port de Léchiagat.
Jadis la commune ne possédait que quelques hameaux disséminés comme Kerléguer, Kerfriant, Kervennec... qui tendent désormais à être englobés dans l'agglomération qui occupe la presque totalité du finage communal et en déborde même, déployant un long tentacule sur le territoire de la commune de Plomeur dont les quartiers de Robiner et Pendreff situés le long de la RD 57 en direction de son bourg.
La commune de Guilvinec est limitée à l'est par l'estuaire du Steir, une ria, est à l'origine de l'essor de l'agglomération née sur ses deux rives, Guilvinec sur sa rive droite, Léchiagat sur sa rive gauche, ainsi que du port. À l'ouest, un minuscule fleuve côtier, le « Dour Red » sépare Guilvinec de la commune de Penmarc'h.
La façade littorale, outre les installations portuaires de la ria du Steir, comprend la pointe de Men Meur formée de falaises basses et d'un platier rocheux et, à l'ouest, la « Grève Blanche », une zone de dunes basses et une plage, qui forme en fait le début de la longue plage du Stêr, située sur le territoire de la commune de Penmarc'h.
Sur le platier rocheux, notamment entre le môle-abri du port et la pointe de Men-Meur, ainsi qu'à proximité de la Grève Blanche, des cicatrices circulaires dans la roche attestent de l'existence entre la fin du Moyen Âge et le XVIIe siècle de carrières de socles de croix et de meules pour moulins en raison de la présence d'une roche (un granite à gros grains et à deux micas dont l'orientation des fissures est proche de l'horizontale) favorable à cette activité.

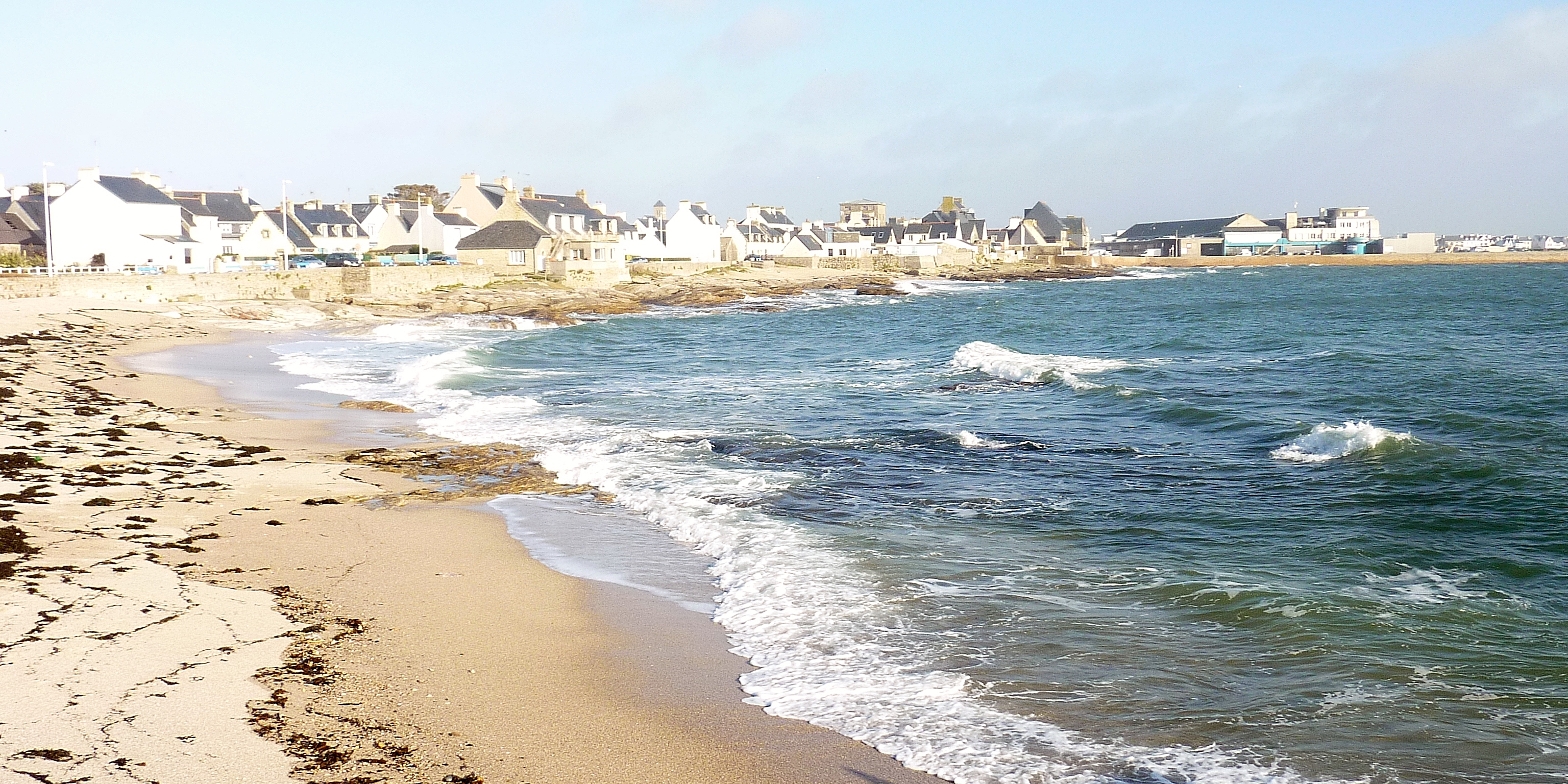
Guilvinec vu de l'ouest depuis la rue de Men-Meur.
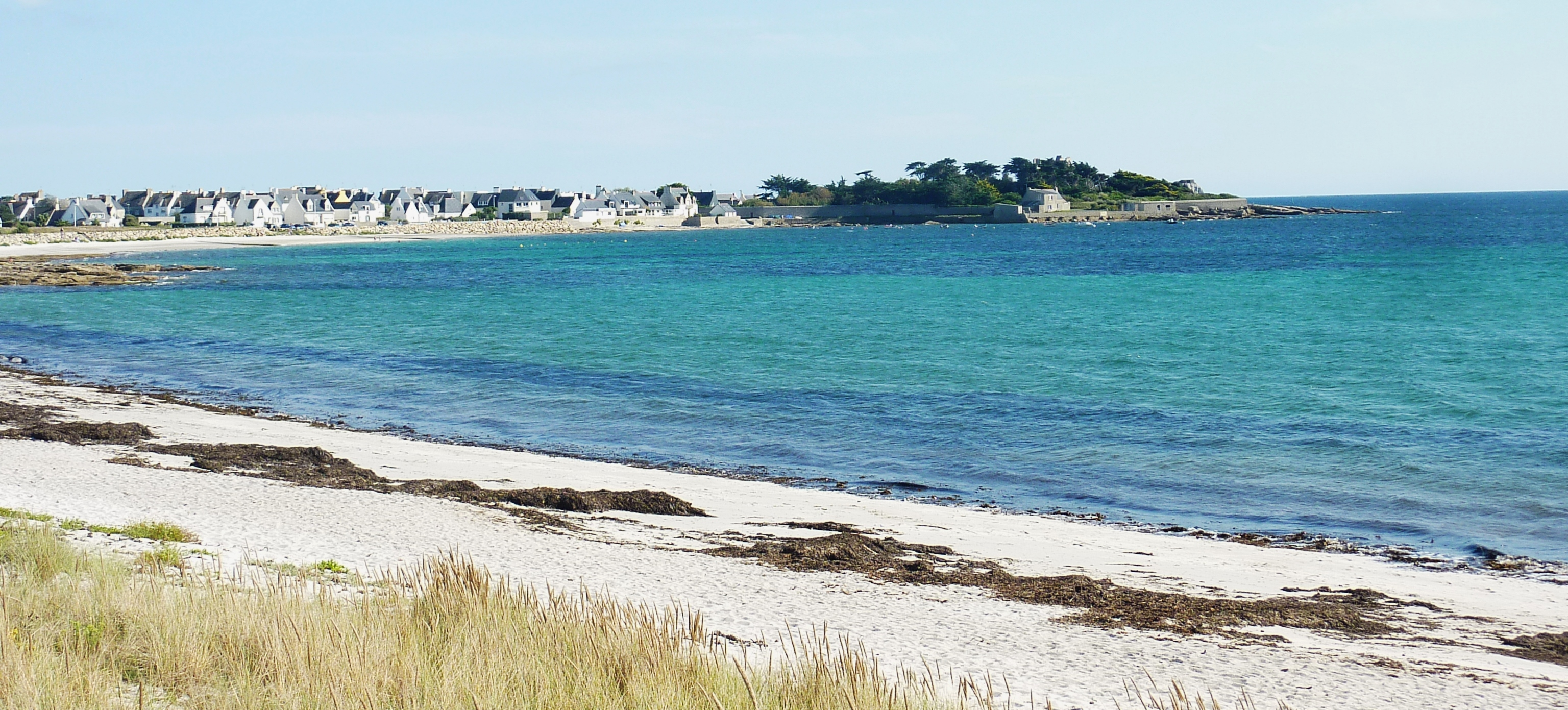
Guilvinec : la pointe de Men Meur vue de la plage du Stêr en Penmarc'h.
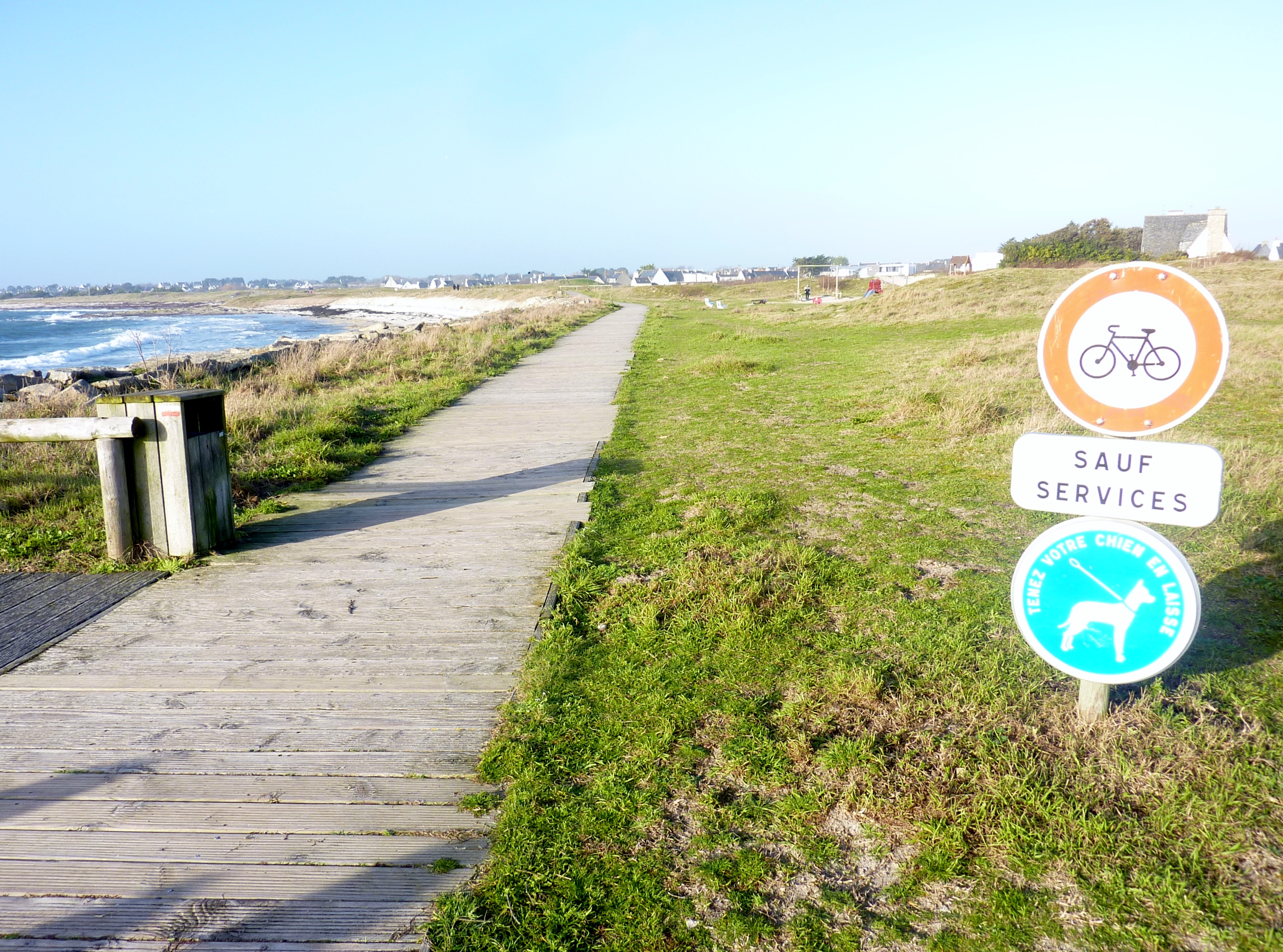
Le GR 34 aménagé avec un platelage en bois sur les Dunes de la Grève Blanche à l'ouest du Guilvinec.
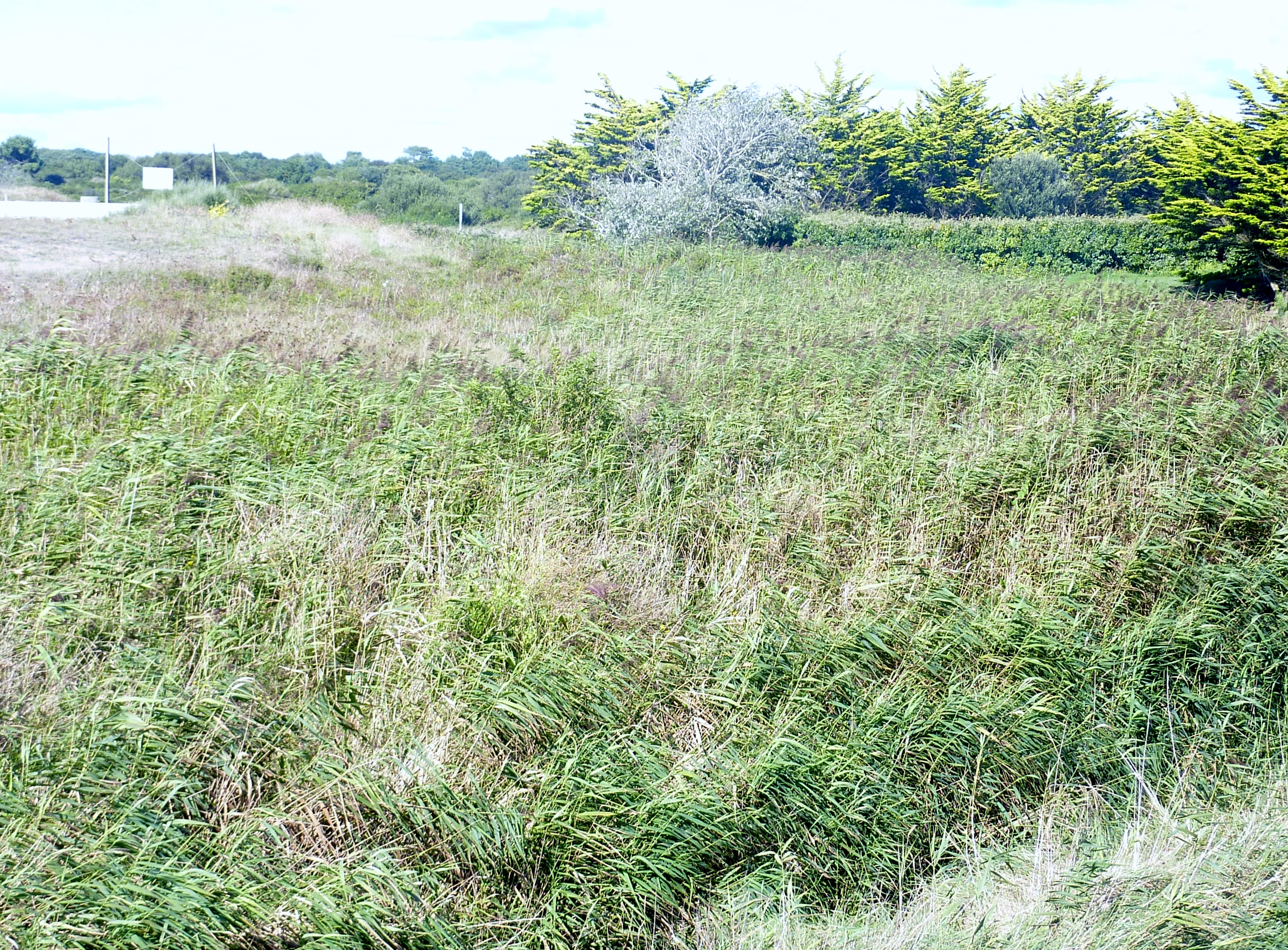
La roselière de la Dour Red palud situé à la limite communale entre Penmarc'h et Guilvinec près de la plage du Stêr.
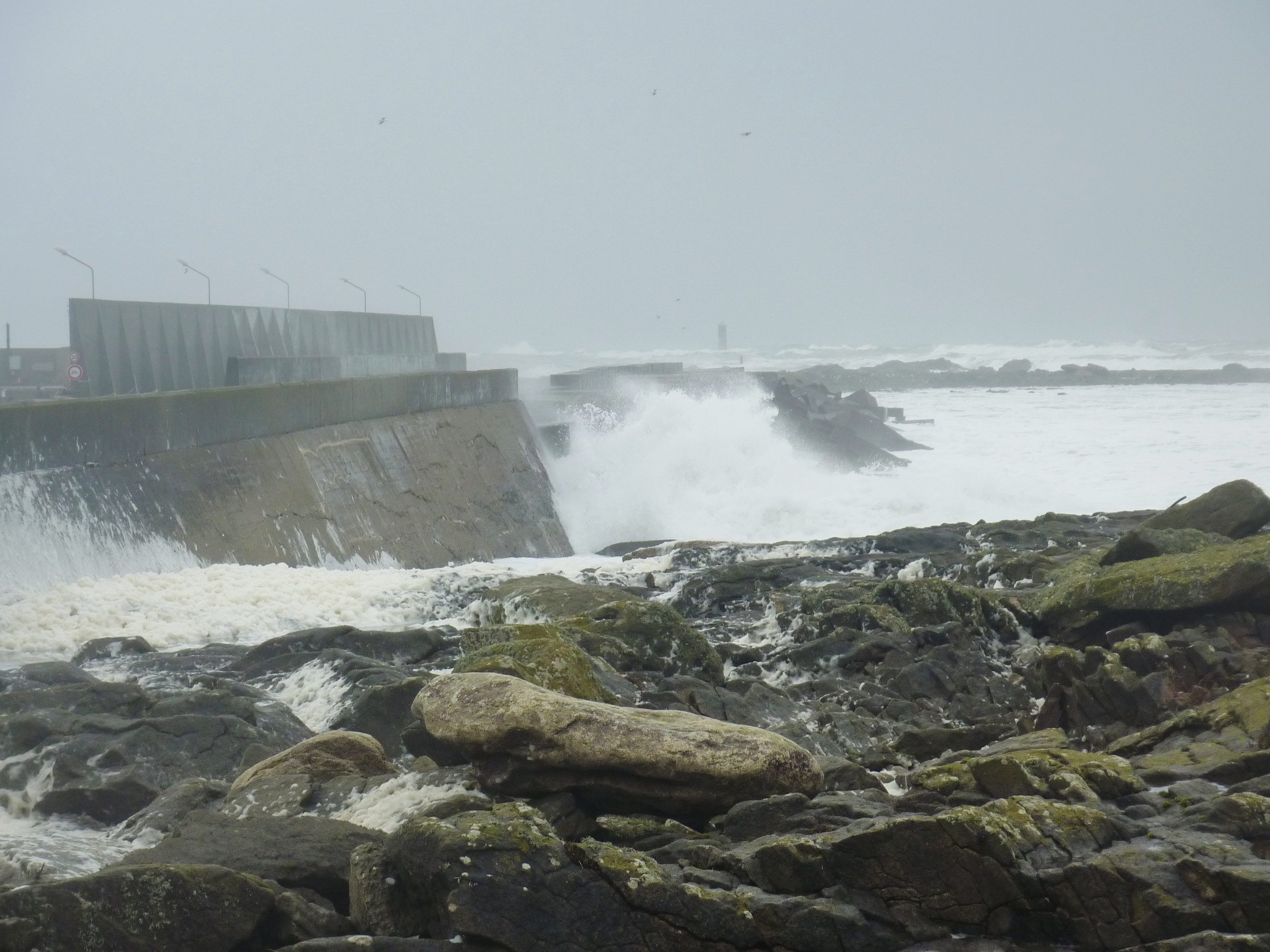
La tempête du 26 janvier 2014 à Guilvinec : vagues à l'assaut de la digue protégeant le port -1
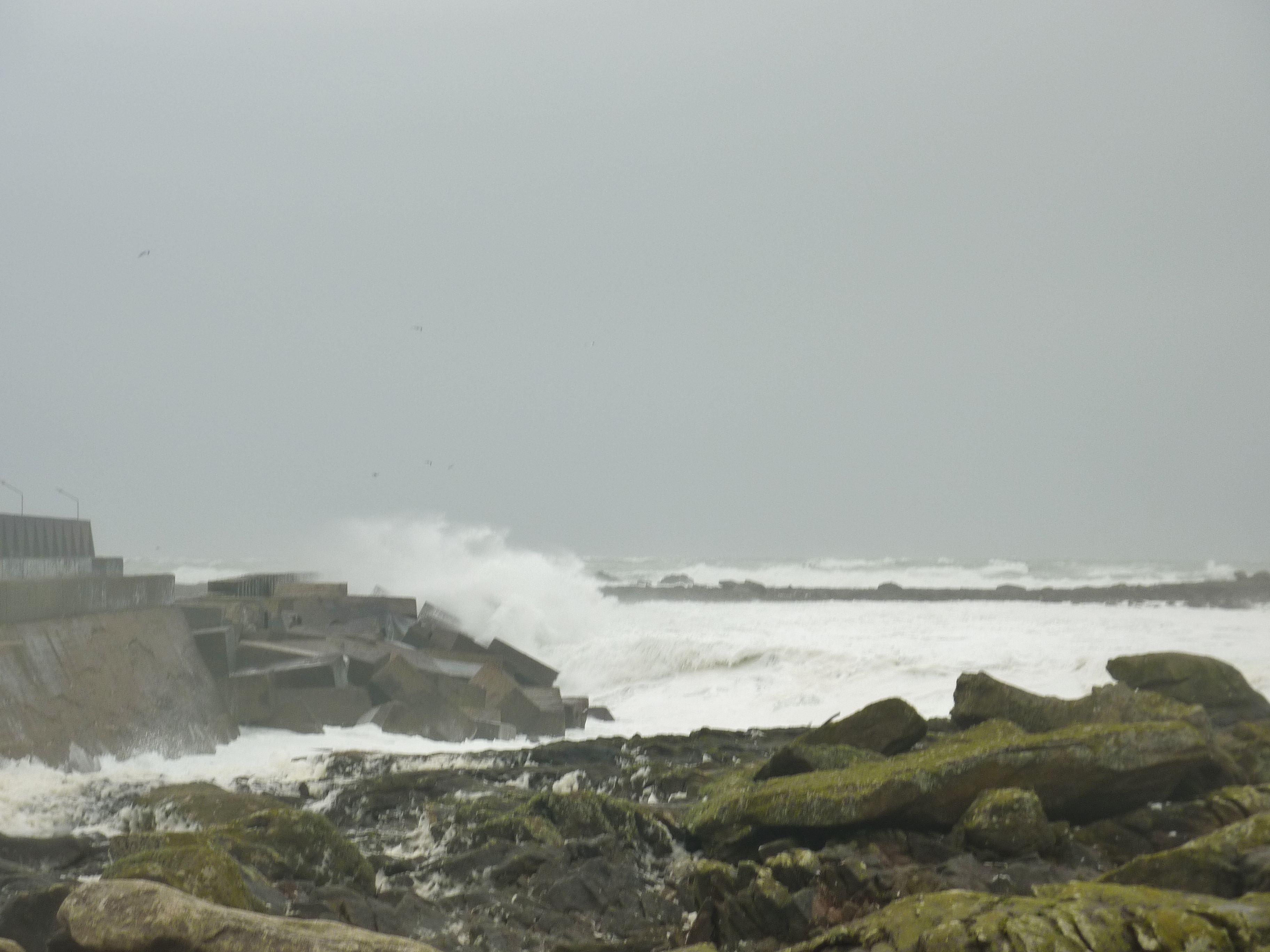
La tempête du 26 janvier 2014 à Guilvinec : vagues à l'assaut de la digue protégeant le port -2

Linguistiquement, Guilvinec se situe dans la zone du breton cornouaillais.

### Risque de submersion marine
Selon un index global correspondant à l'agrégation de 5 critères effectué en 2011 par l'Observatoire National des Risques Naturels, Guilvinec est la septième commune du Finistère la plus exposée au risque de submersion marine avec 27,5 % de sa population totale concernée  (835 habitants) et 8,65 hectares de bâti exposé au risque de submersion.

### Géologie
Guilvinec, ainsi que les communes voisines de Plobannalec, Loctudy, Treffiagat, Pont-l'Abbé, Combrit, formant les deux-tiers sud de Plomeur et une partie de Penmarch sont constitués de roches leucogranites dites de Pont-l'Abbé.

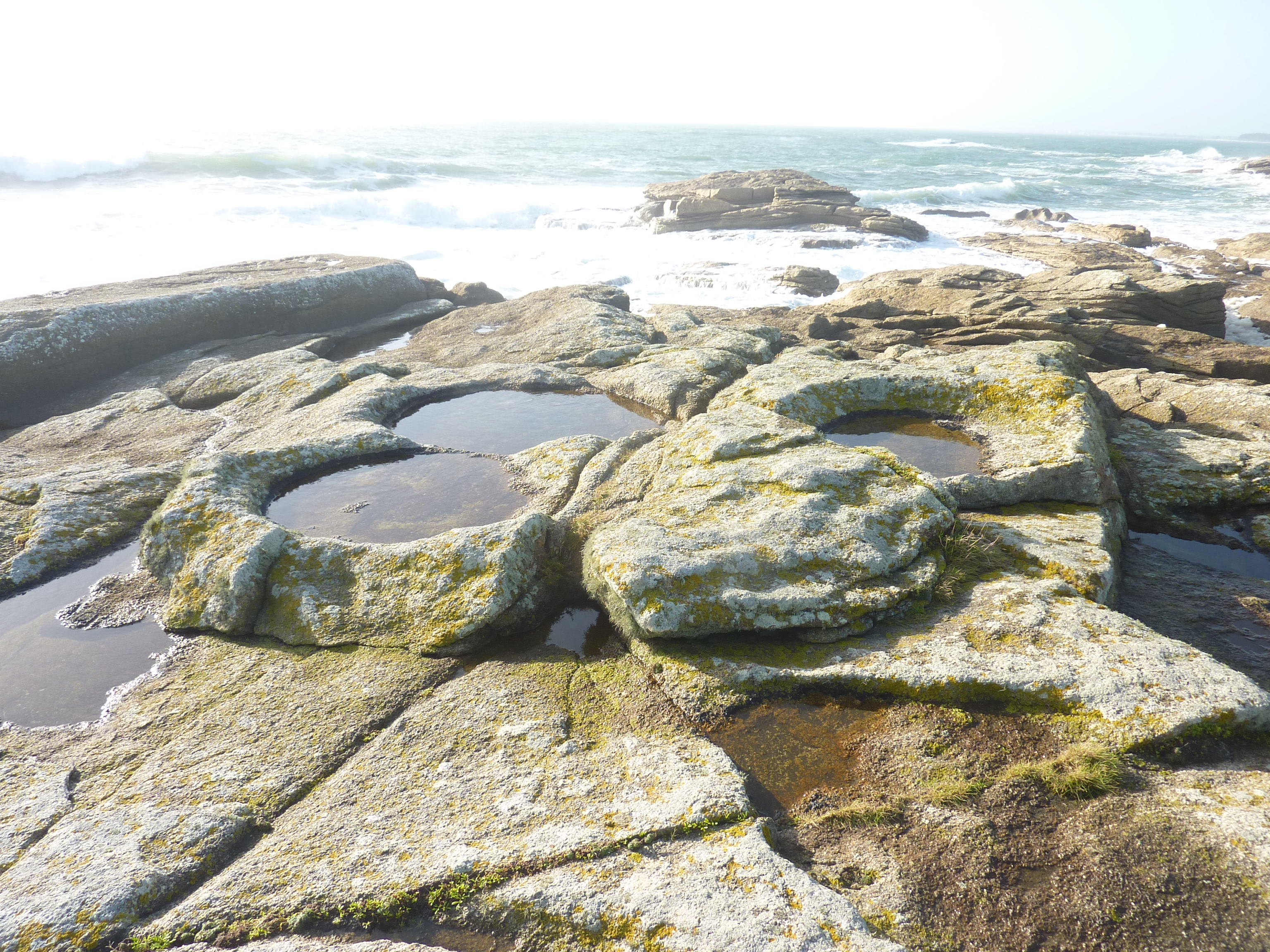
Trous circulaires sur l'estran rocheux granitique à Men-Meur, qui correspondent à la découpe et l'extraction de socles pour la construction de calvaires ou de croix.
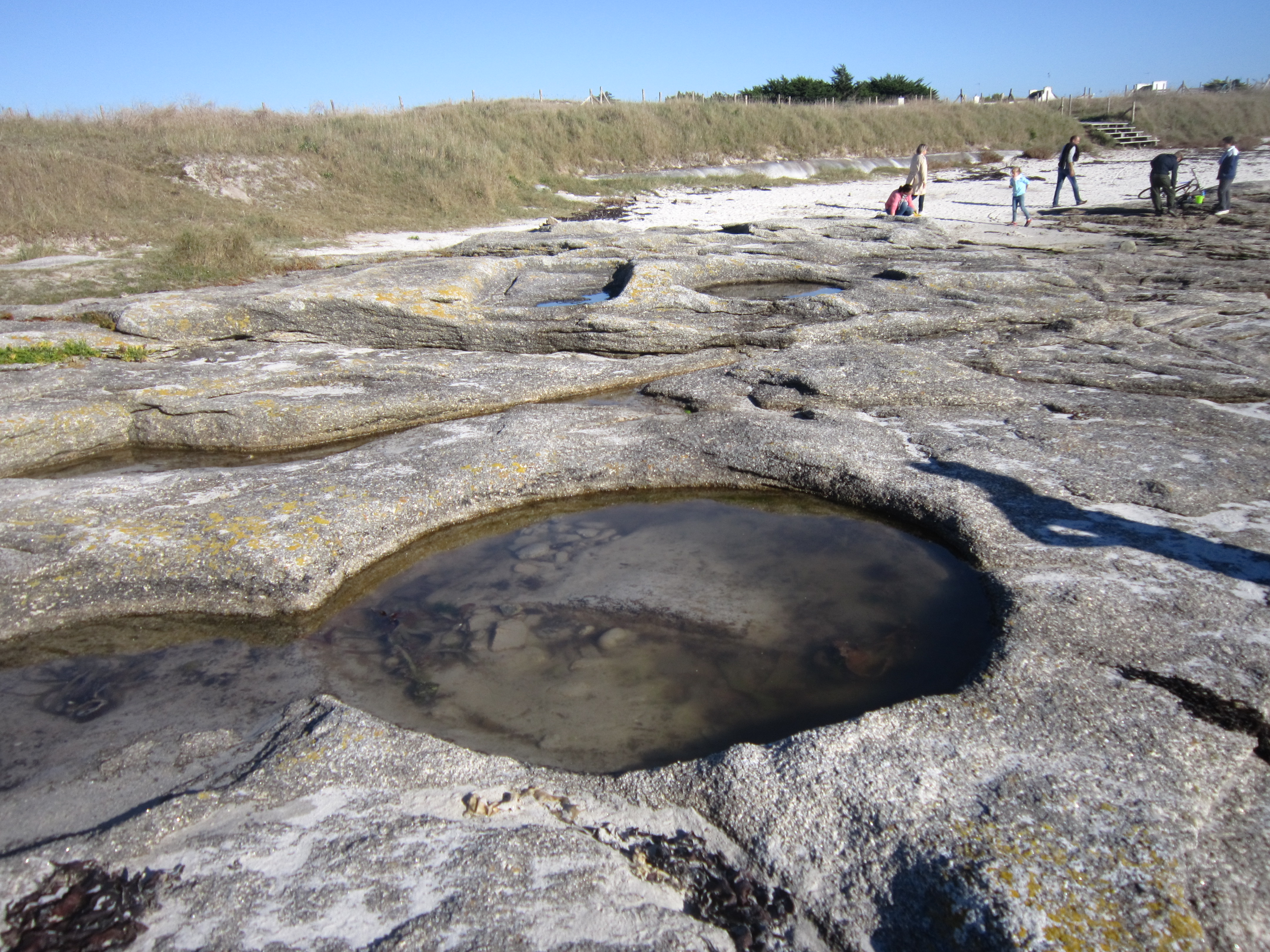
Trous circulaires sur l'estran rocheux granitique à l'ouest de Guilvinec, qui correspondent à la découpe et l'extraction de socles pour la construction de calvaires ou de croix.
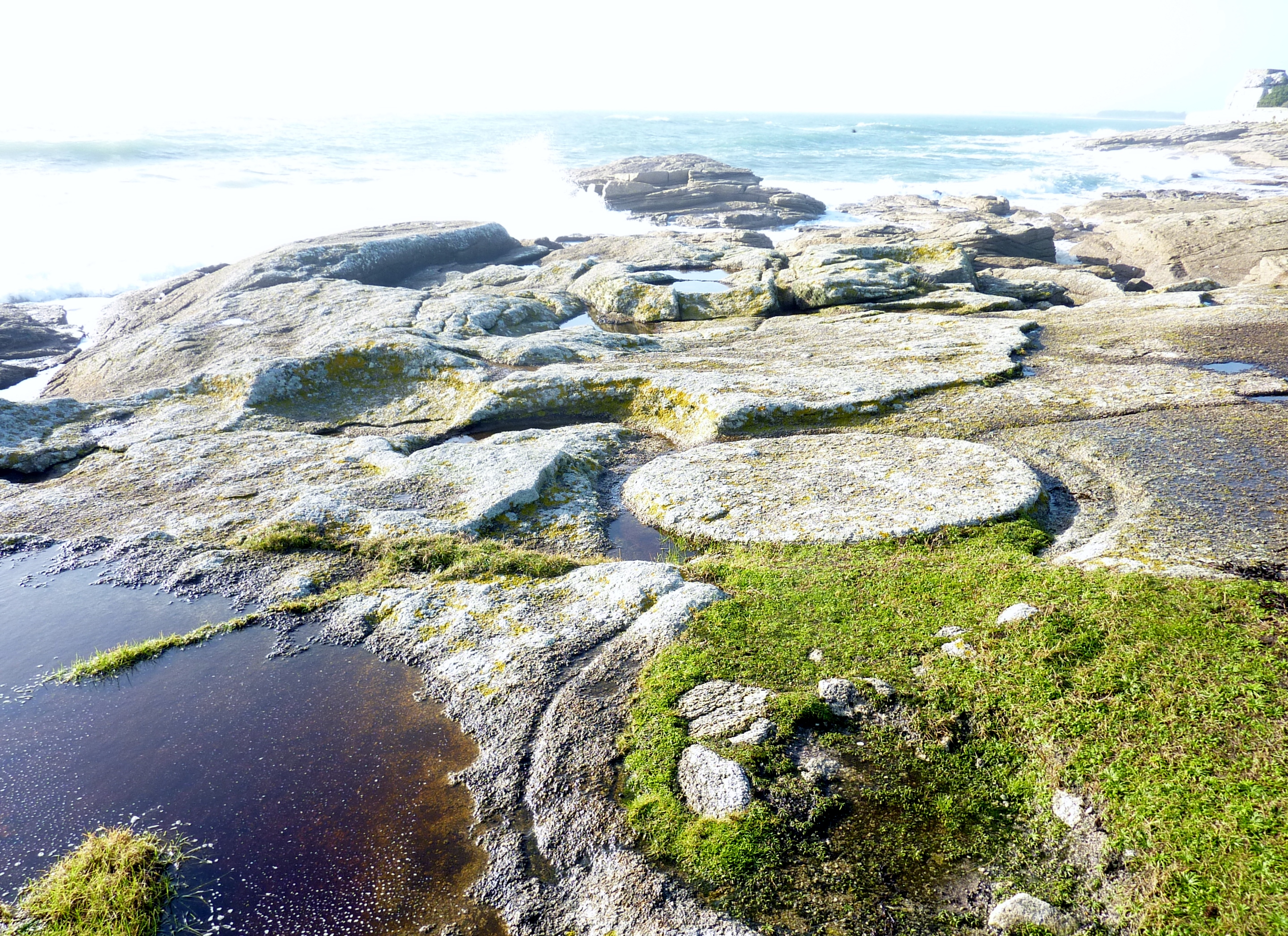
Abandon en cours d'extraction d'un socle de calvaire.
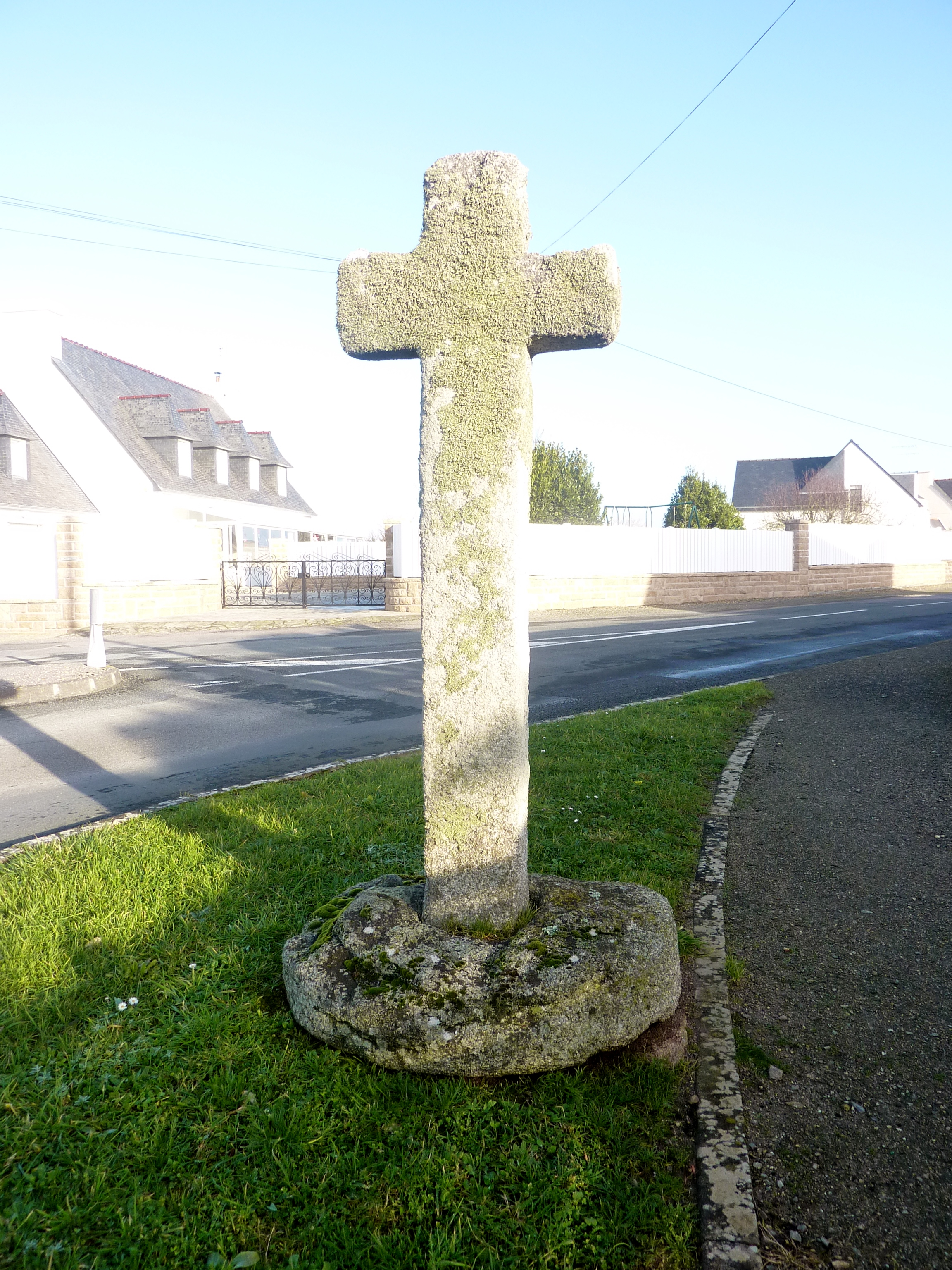
La croix de Lanvar, à socle circulaire mais à fût de section carrée (XVIe siècle probablement).

### Le port et le quartier maritime

#### Le quartier maritime de Guilvinec
Le quartier maritime de Guilvinec qui avait remplacé le 31 mars 1919 l'ancien quartier maritime de Quimper, est désormais depuis 2010 quartier d'immatriculation GV, rassemble les ports de pêche du Pays Bigouden : Saint-Guénolé, Guilvinec-Léchiagat, Lesconil, Loctudy. C'est le premier quartier maritime de France pour la pêche tant en nombre de marins (environ 1 000 marins) qu'en valeur de la production de poissons débarquée, qui représente 17,5 % de la pêche française.
La côte rocheuse de la presqu'île de Penmarc'h, prolongée par un plateau continental en pente très douce sous la surface de l'Océan, en fait un lieu de pêche remarquable, qui explique à l'origine le dynamisme de la pêche bigoudène.
En 2011, le quartier maritime d'immatriculation GV comptait 253 bateaux de pêche professionnelle, 125 de petite pêche, 40 de pêche côtière, 73 de pêche au large en nombres inscrits ; la filière pêche représentait en tout environ 3 000 emplois dans le quartier maritime de Guilvinec, en comptant les emplois des trois criées de Saint-Guénolé, Guilvinec et Loctudy, la cinquantaine d'entreprises de mareyage, et les sous-traitants de la dizaine de chantiers navals, etc.

#### Le port de Guilvinec

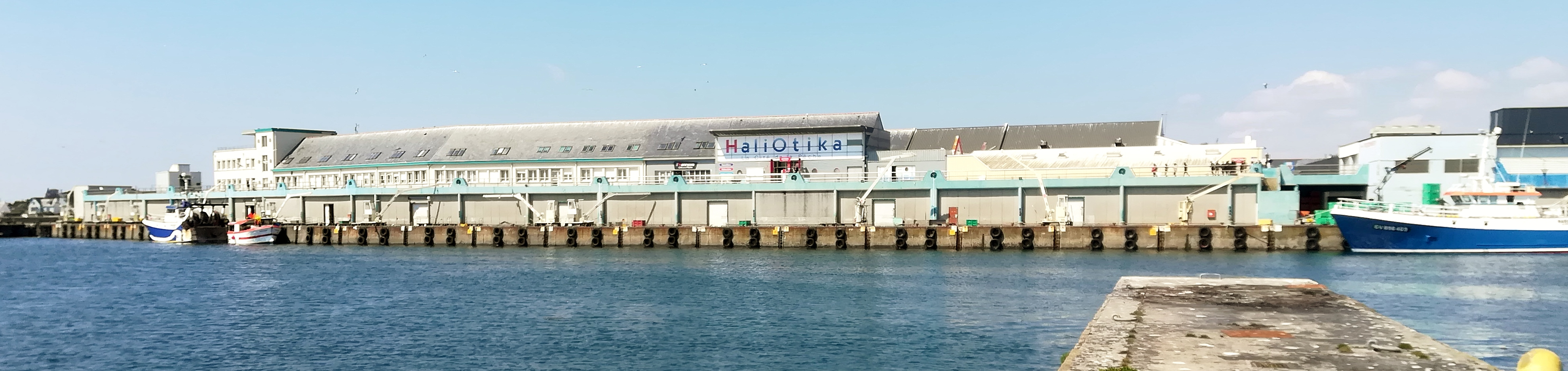
La criée et Haliotika vus depuis la pointe de Léchiagat.

À l'origine simple port d'échouage situé dans le fond de l'estuaire du Ster, le port a étendu ses quais et ses infrastructures sur les deux rives de la partie aval du dit estuaire, principalement sur la rive droite, côté Guilvinec, mais également sur la rive gauche, côté Léchiagat.
Guilvinec-Léchiagat est le 3e port de pêche français, derrière Boulogne-sur-Mer et Lorient, tant en tonnage qu'en valeur marchande  du poisson débarqué, principalement baudroie, raie, merlan, cabillaud, langoustine, mais le premier port français de pêche artisanale. Ses 125 bateaux, 70 hauturiers, 40 côtiers et 15 fileyeurs, font travailler 570 marins - chiffres de 2003.
En 2020, le port était le troisième port de pêche avec un tonnage de 13 338 tonnes.

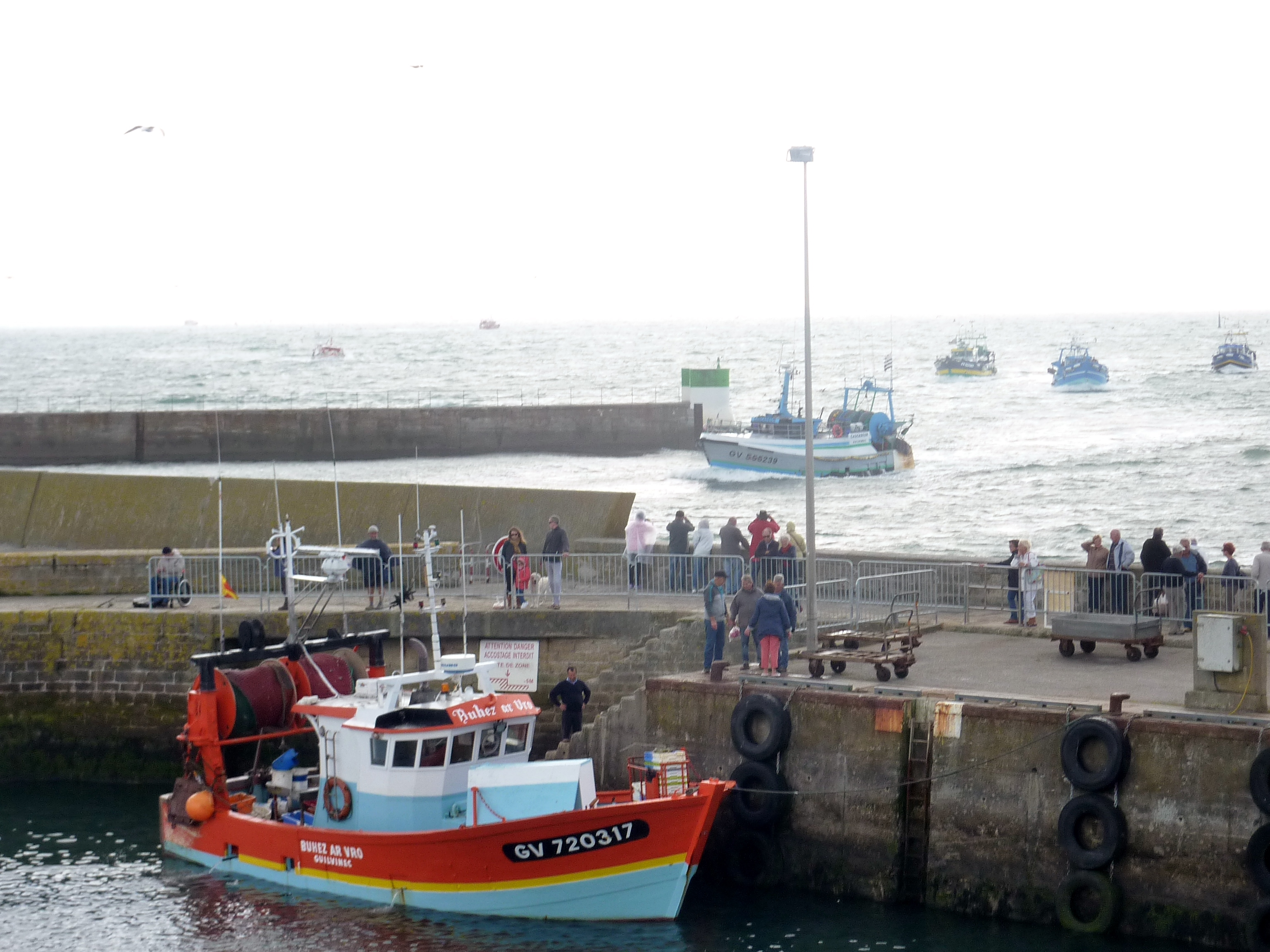
Chalutiers rentrant dans le port du Guilvinec
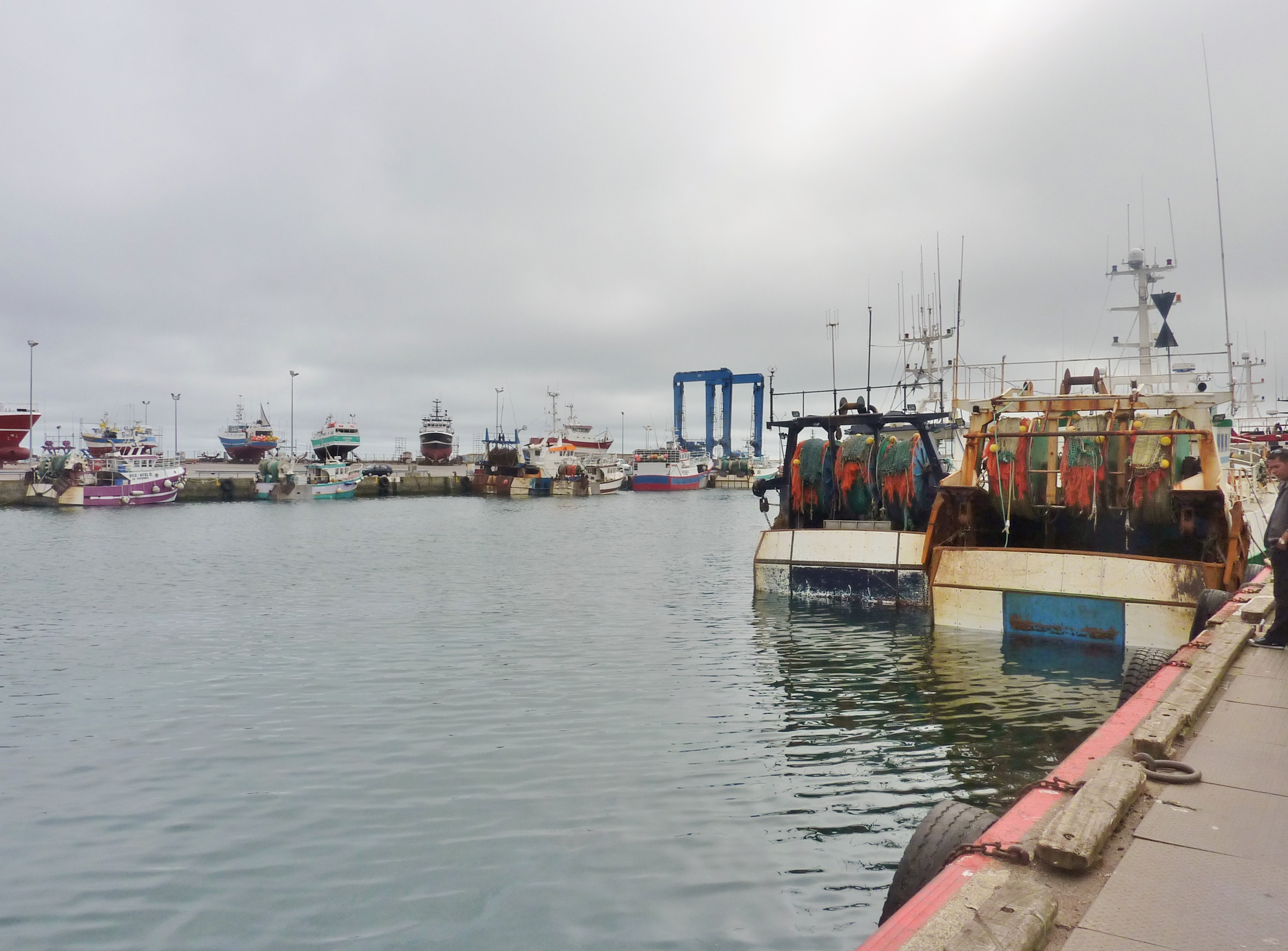
Chalutiers dans le port du Guilvinec
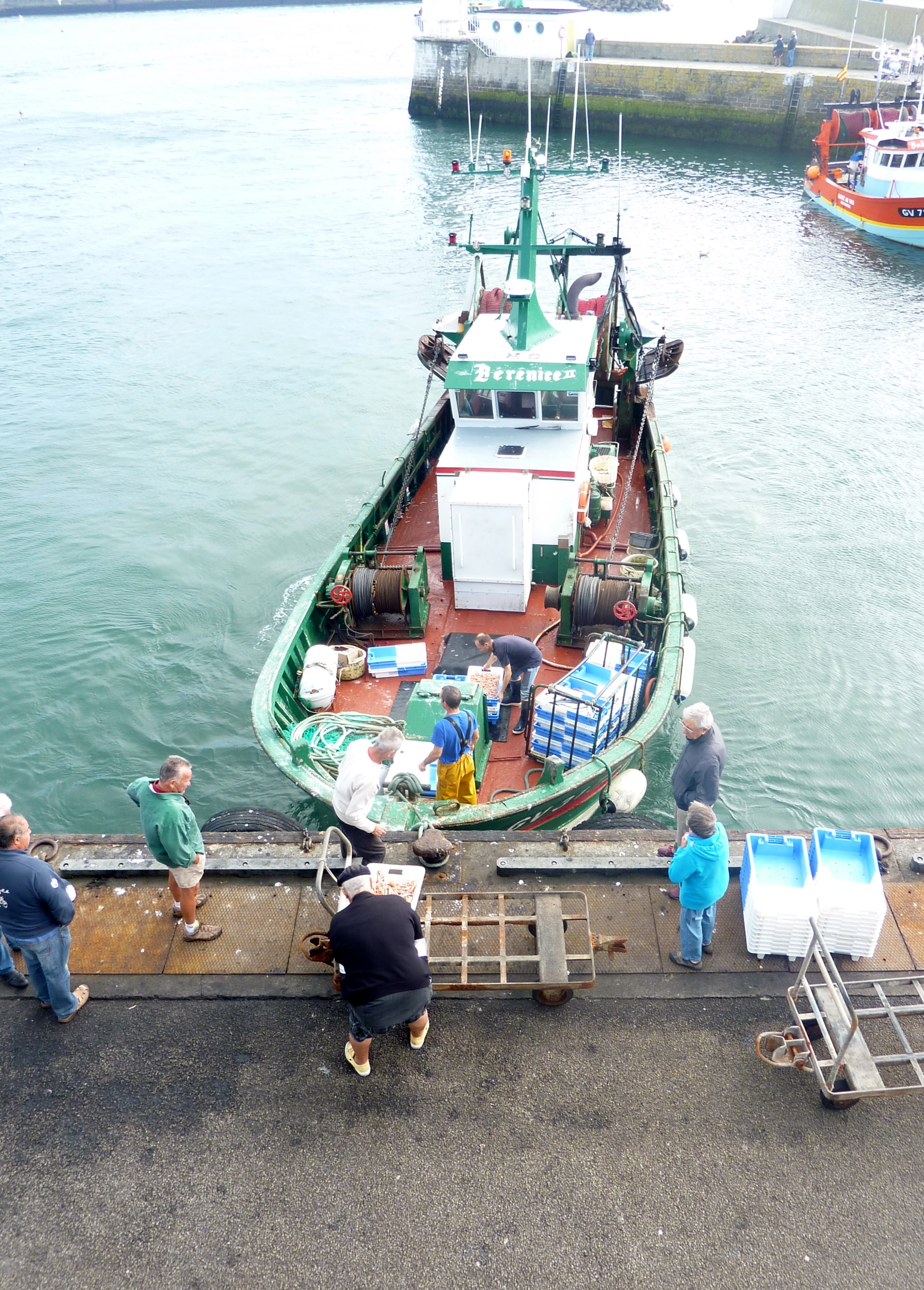
Guilvinec : préparation du déchargement du poisson et des langoustines pêchés par le chalutier Bérénice
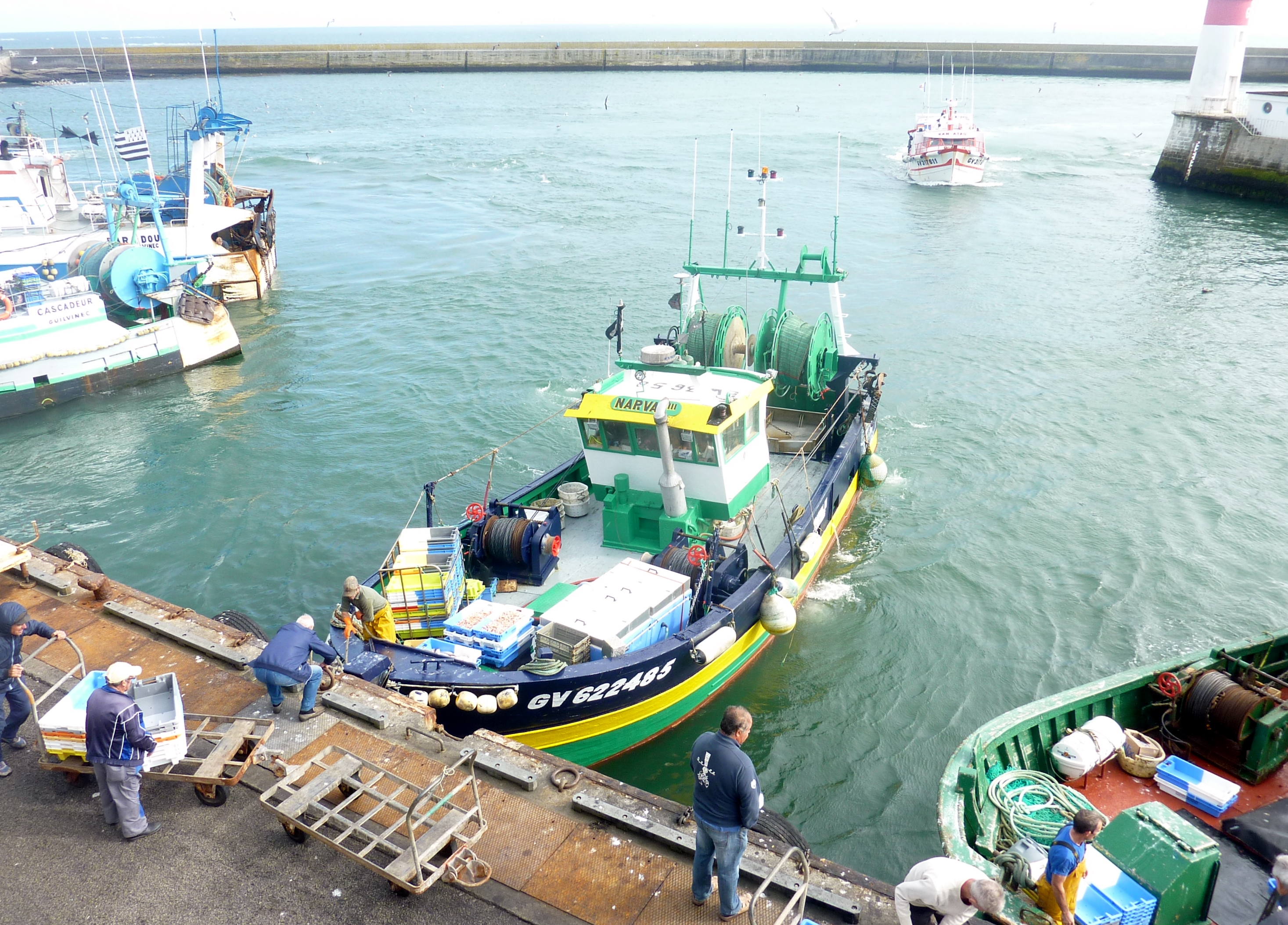
Guilvinec : déchargement du poisson et des langoustines pêchés par le chalutier Narval 1
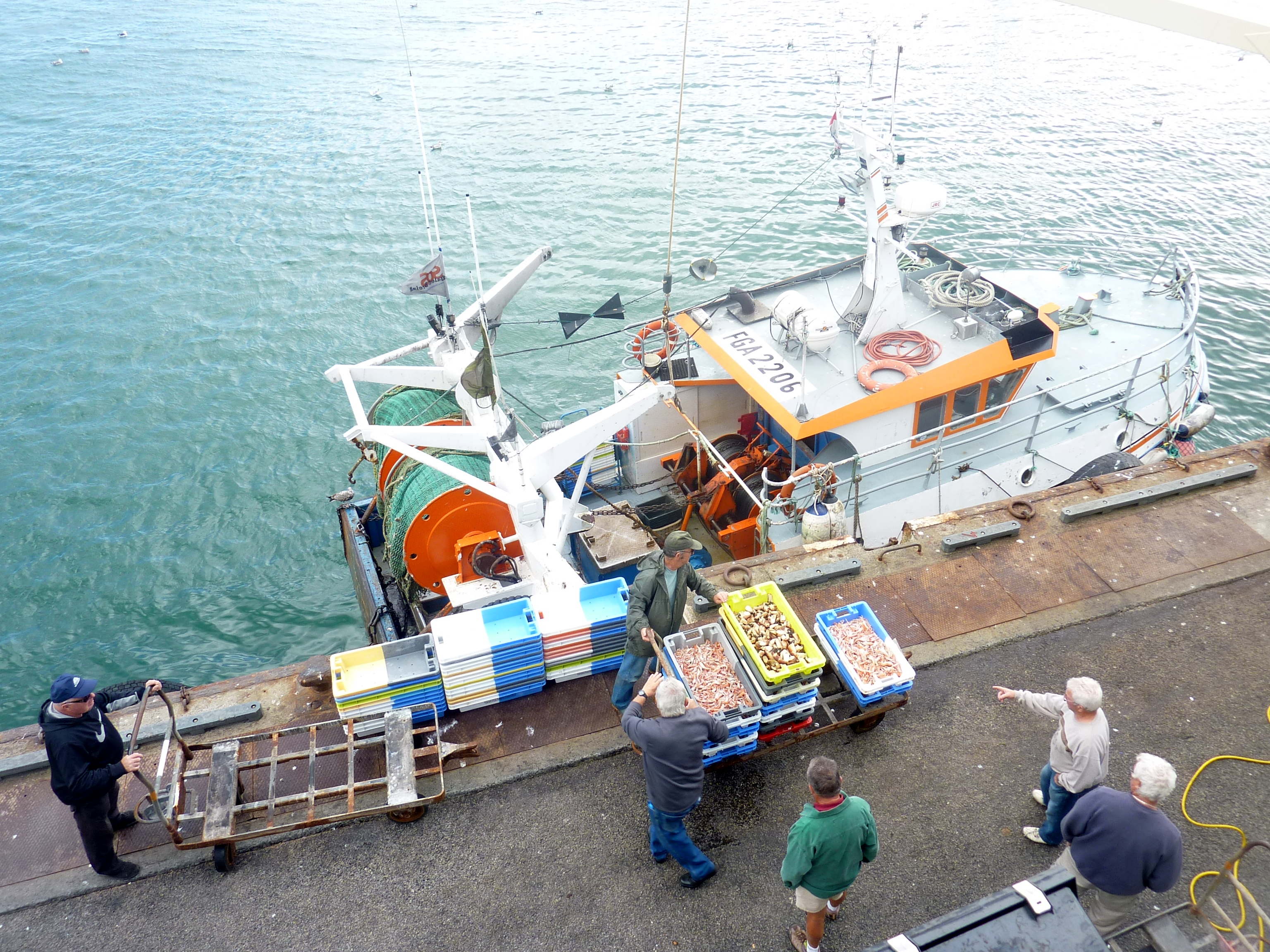
Guilvinec : déchargement du poisson et des langoustines pêchés par le chalutier Narval 2
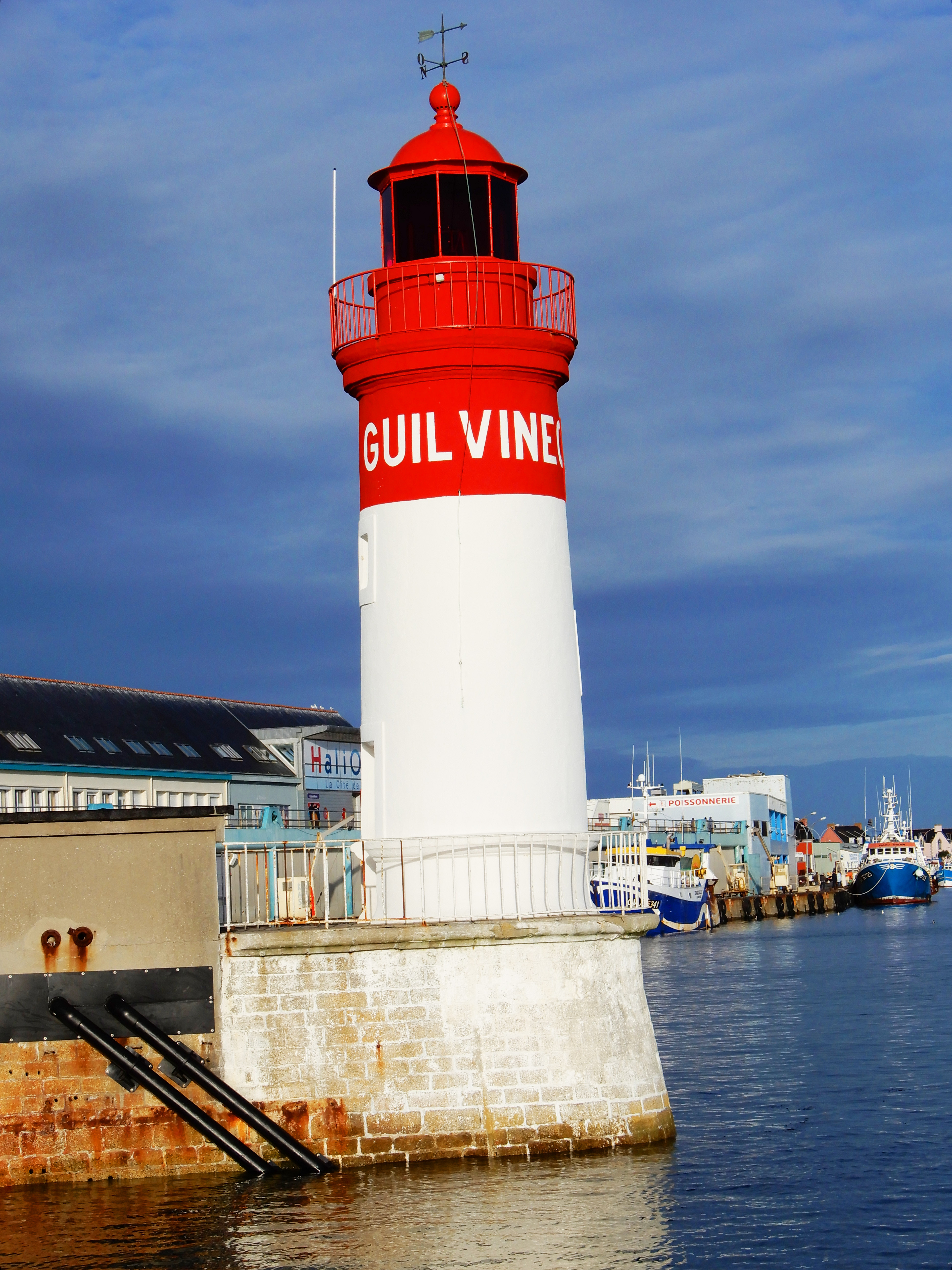
Le Guilvinec - Le phare à l'entrée du port

### Voies de communication et transports

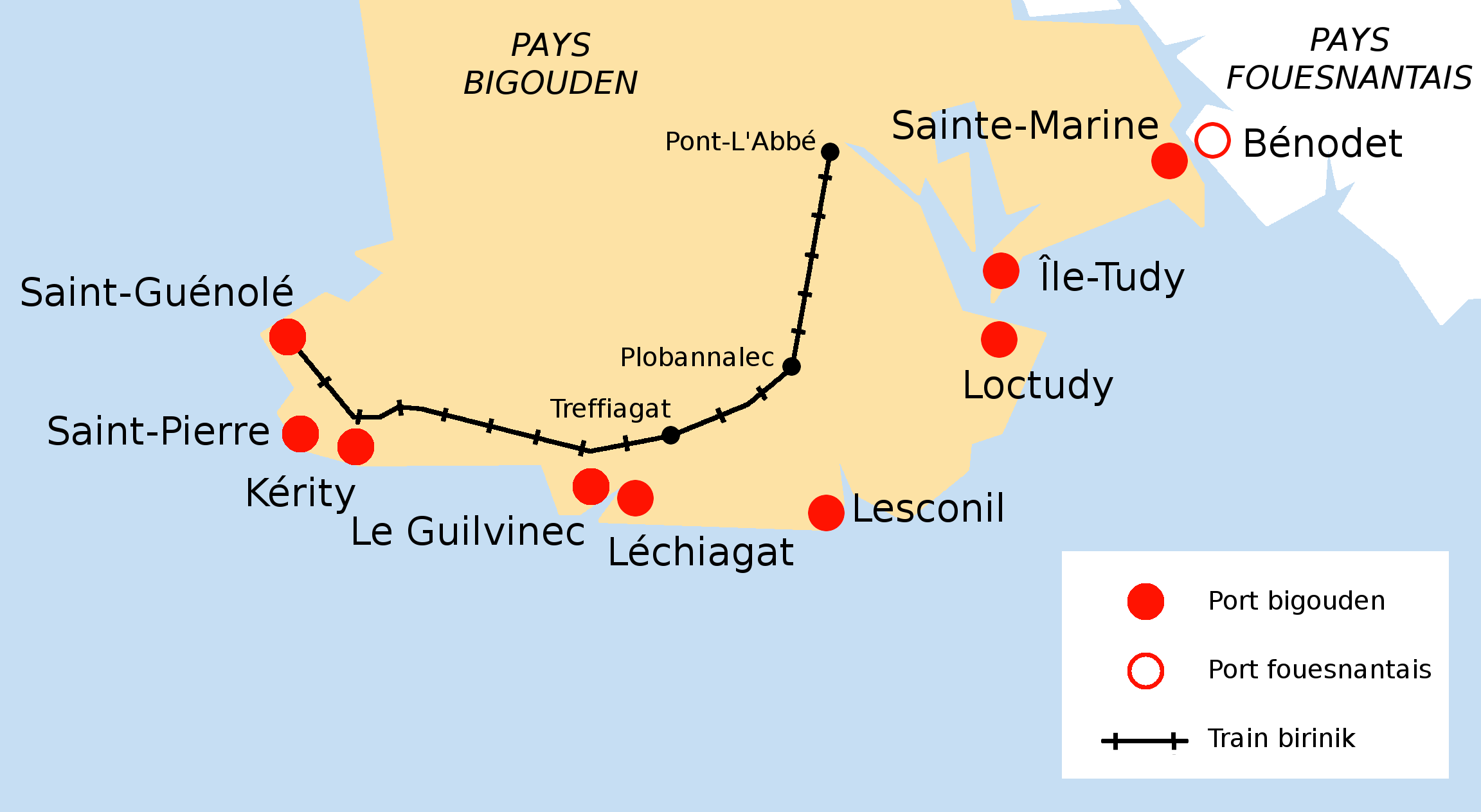
Les ports du pays Bigouden et la ligne du train birinik (1907-1963), qui faisait office de train de marée.

Guilvinec a dû en grande partie son essor à l'arrivée du chemin de fer: la mise en service en 1863 de la voie ferrée Paris-Quimper par la Compagnie du chemin de fer d'Orléans a facilité l'acheminement des produits de la pêche, puis la construction de la voie étroite du train birinik desservant la cote, faisant office de train de marée, fonctionna de 1907 à 1963. Désormais, Guilvinec, relié par la RD 57 à Plomeur, puis par la RD 785 à Pont-l'Abbé, bénéficie maintenant d'un certain désenclavement routier, grâce à la rocade de Pont-l'Abbé et à la voie express trans-bigoudène qui va jusqu'à Quimper, où elle se raccorde à la RN 165, voie express en direction de Nantes vers l'Est et Brest vers le Nord.

### Le pont reliant Guilvinec et Léchiagat et l'arrière-port
Dès le 23 septembre 1926, le maire de Treffiagat, Étienne Le Donge, décide le principe de la construction d'un chemin reliant directement Léchiagat et Guilvinec en évitant un détour de 6 km à marée haute, le passage à gué étant possible, mais incommode, à marée basse ; le projet est repris juste avant la Seconde Guerre mondiale, mais n'aboutit qu'en 1949.
Construit en 1951, un pont - autrefois seul le passage en canot assuré par des passeurs ou le détour par un passage formé de grosses pierres posées dans l'eau qu'il fallait enjamber, situé au fond de l'arrière-port, permettaient de rejoindre Le Guilvinec - relie désormais Léchiagat au Guilvinec, mais complété par deux endiguements à ses deux extrémités, il constitue un obstacle pour la circulation des chalutiers lancés depuis les 2 chantiers navals : Gléhen et Les Charpentiers Asssociés de l'arrière-port, et le rétrécissement du passage engendré par sa construction, a accéléré et accentué l'ensablement et l'envasement de cet arrière-port et son déclin, le transformant principalement en cimetière à bateaux pour les anciens chalutiers ou malamoks.

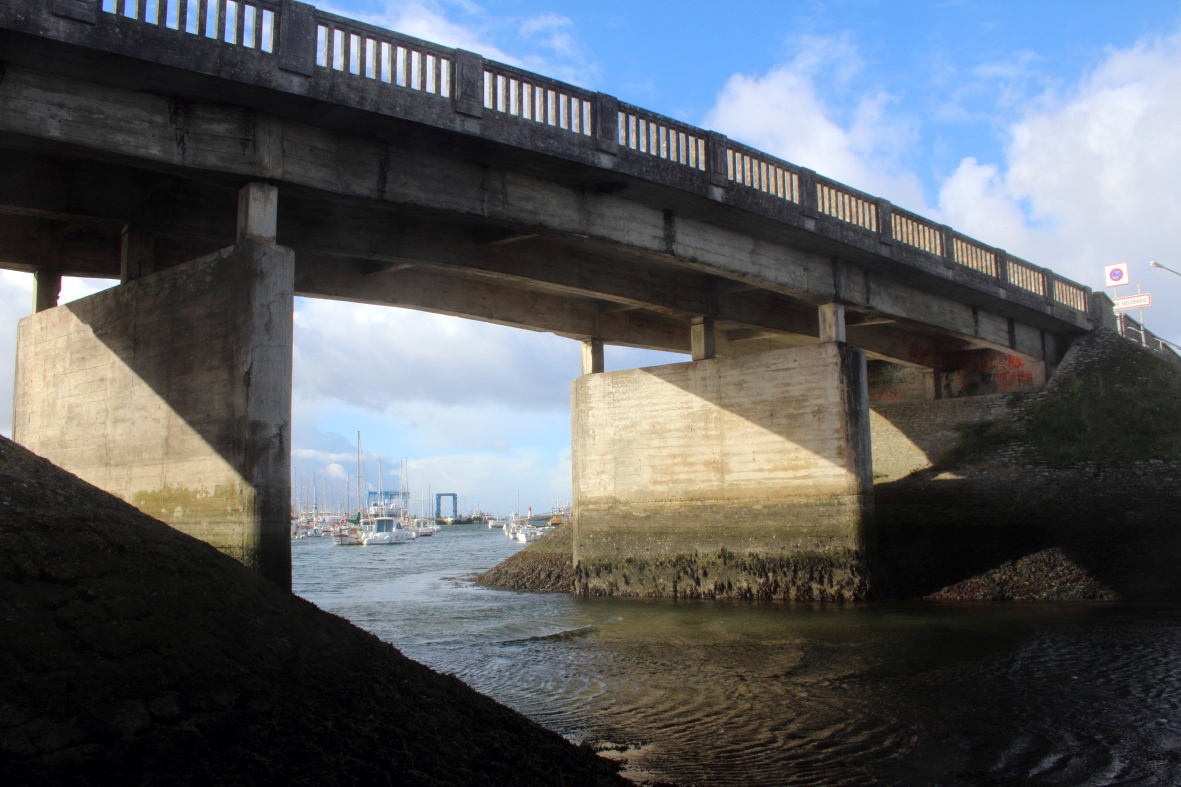
Le pont reliant Léchiagat au Guilvinec.
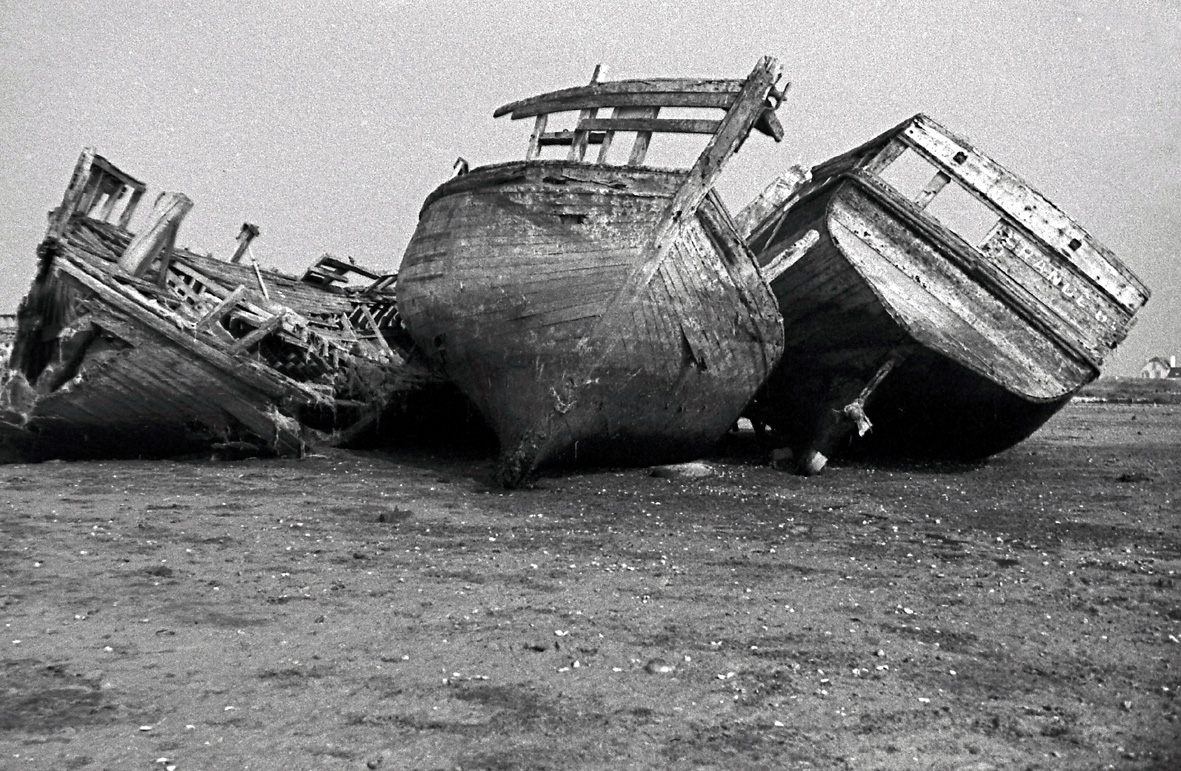
L'arrière-port du Guilvinec-Léchiagat : vieilles carcasses de bateaux  aux environs de 1975.
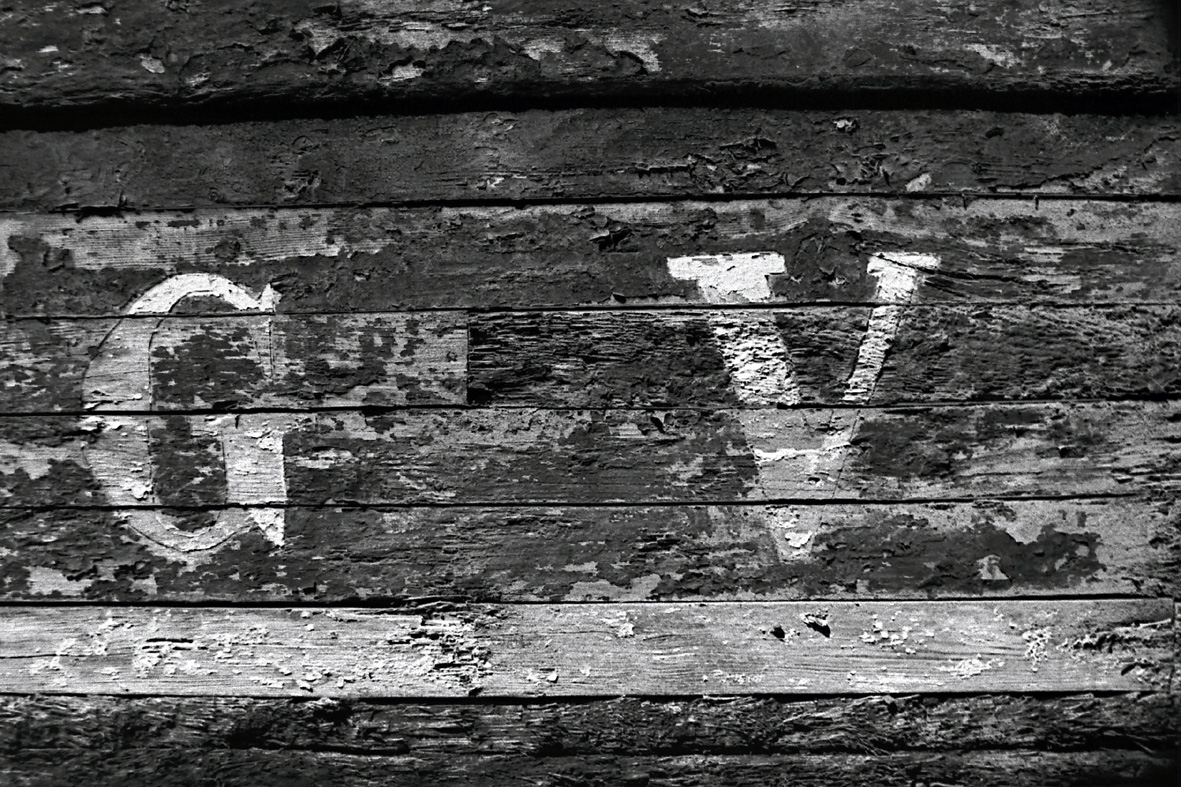
L'arrière-port du Guilvinec-Léchiagat : carcasse de « malamoks » avec les initiales du quartier maritime du Guilvinec.
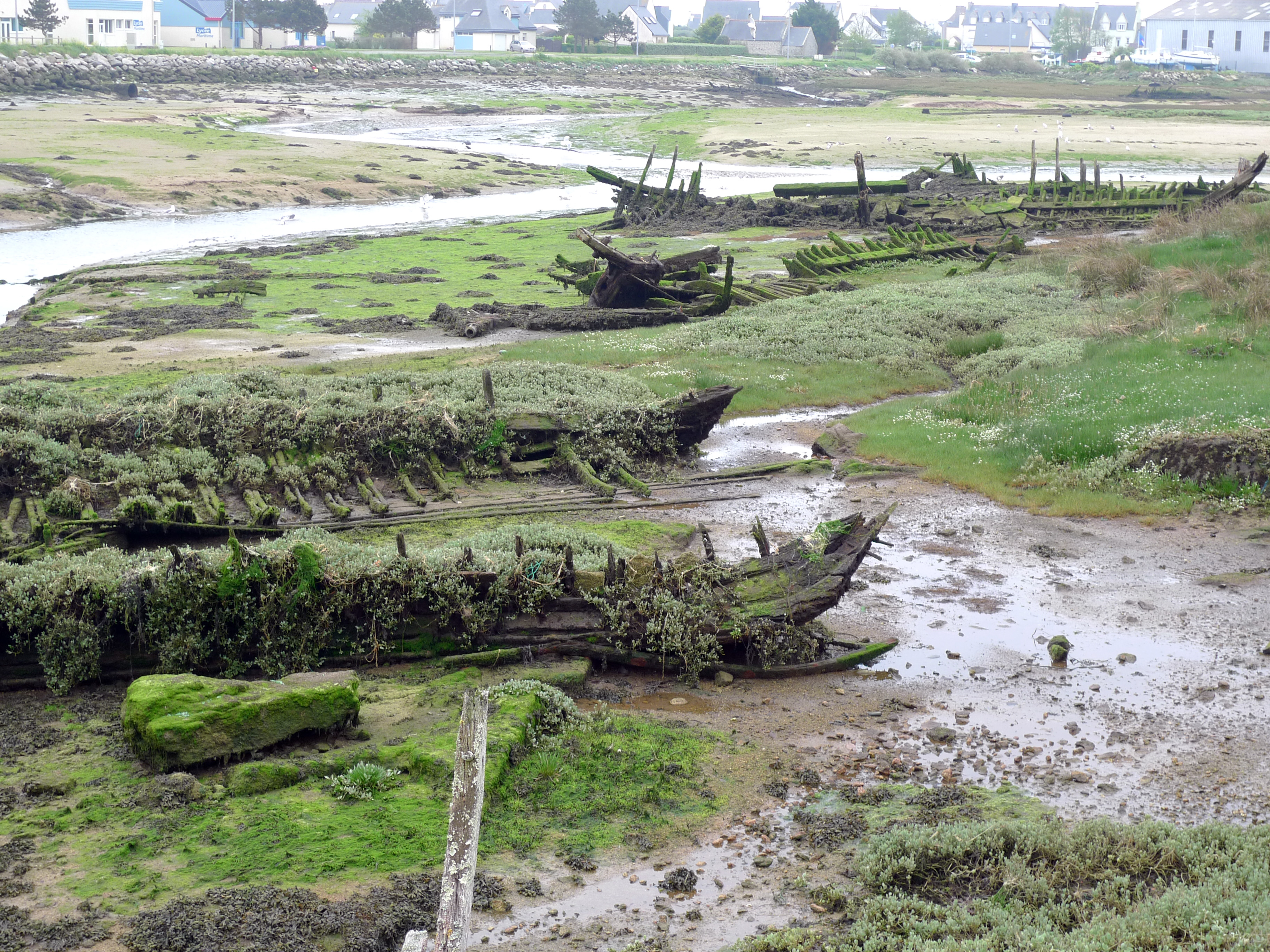
L'arrière-port du Guilvinec-Léchiagat : le cimetière à bateaux en 1990.
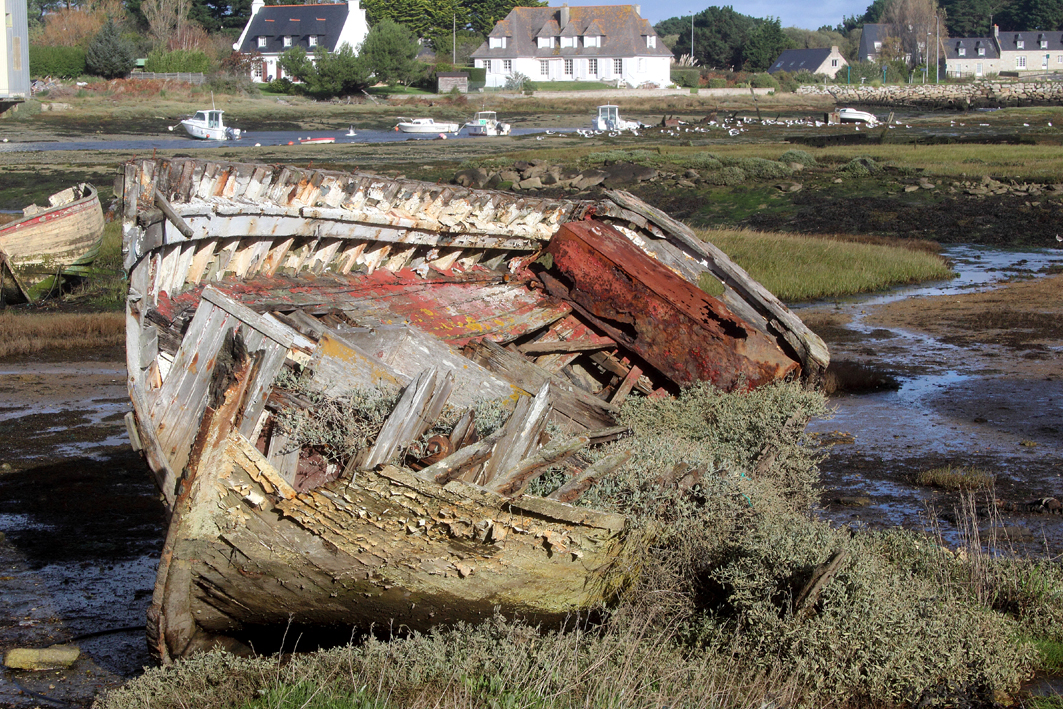
Le fond de l'arrière-port du Guilvinec-Léchiagat : épave d'un malamoks 1.
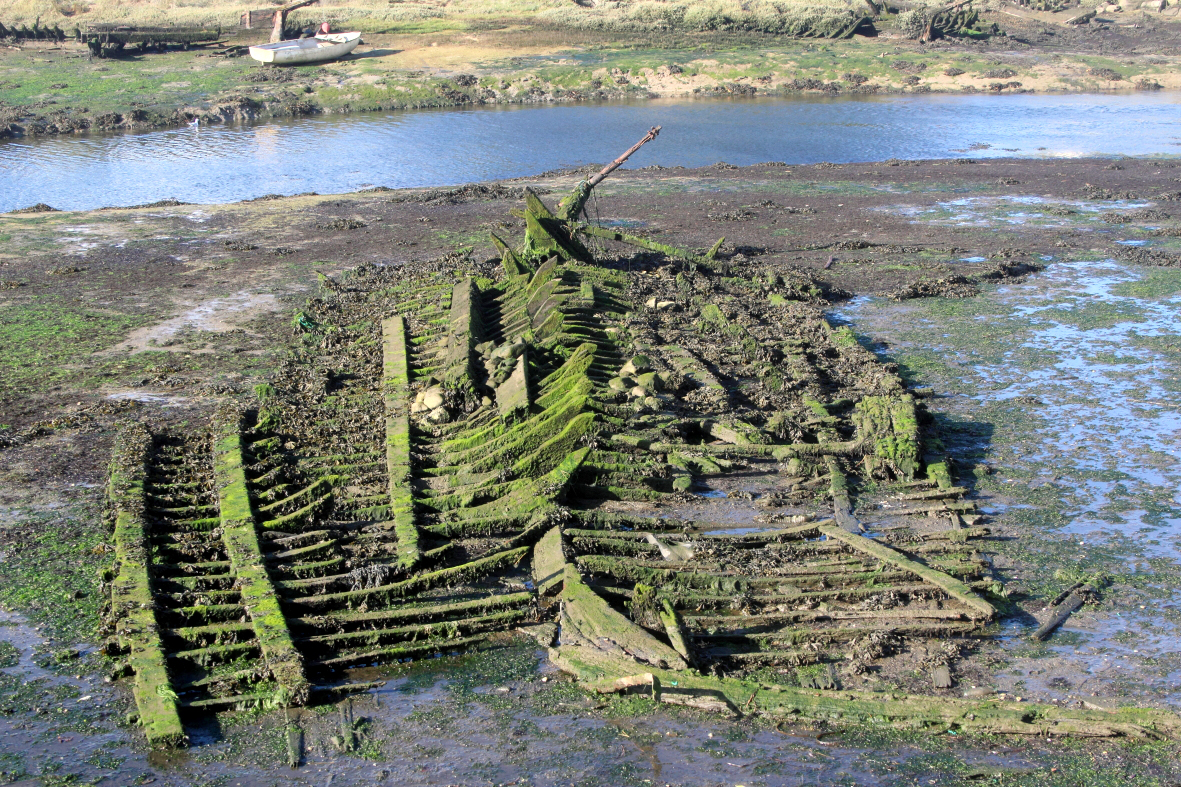
Le fond de l'arrière-port du Guilvinec-Léchiagat : restes d'un malamoks 2.
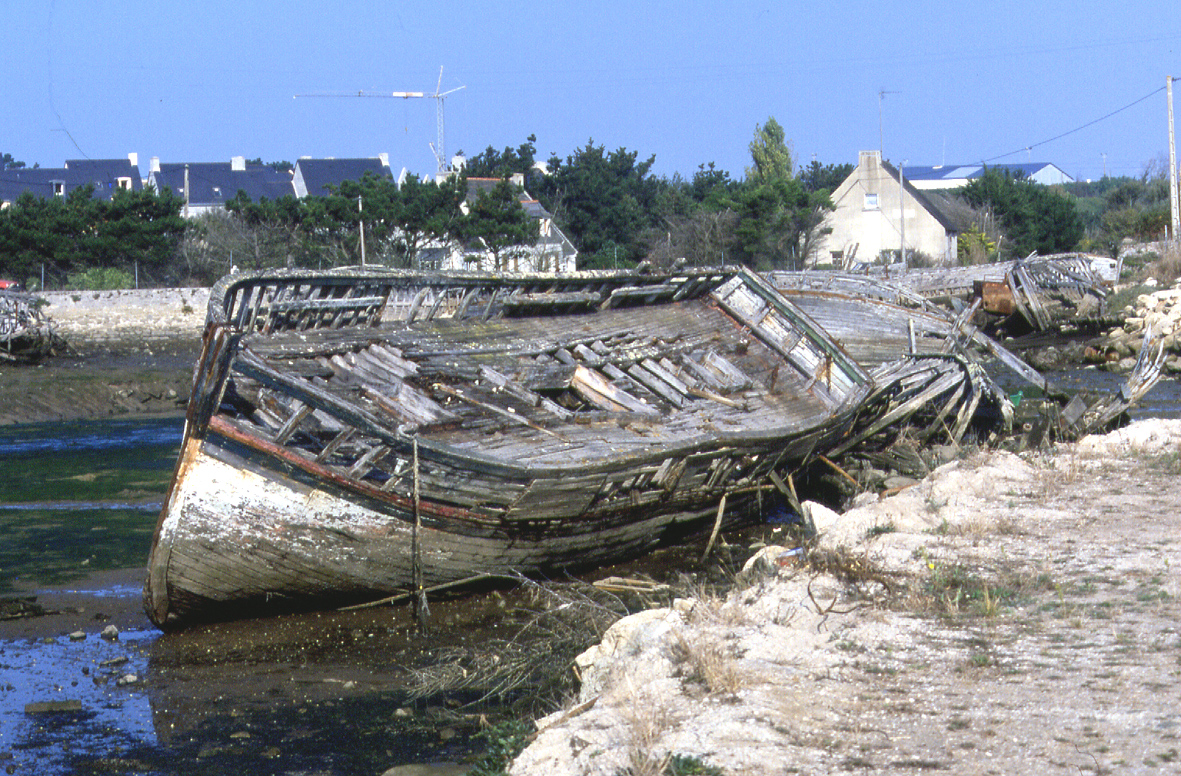
L'arrière-port du Guilvinec-Léchiagat : vieille carcasse de malamoks

Ce pont présente en 2023 une vétusté certaine, notamment une forte oxydation des aciers apparents de sa structure ; des morceaux de béton chutent de son tablier, d'où un risque sécuritaire pour les plaisanciers qui passent dessous pour entrer dans ou sortir de l'arrière-port. Il nécessite une surveillance régulière et ne peut plus être emprunté par les poids lourds.

### Hydrographie
Pour un article plus général, voir Réseau hydrographique du Finistère.
La commune est située dans le bassin Loire-Bretagne. Elle est drainée par le ruisseau dour red et un autre petit cours d'eau,.

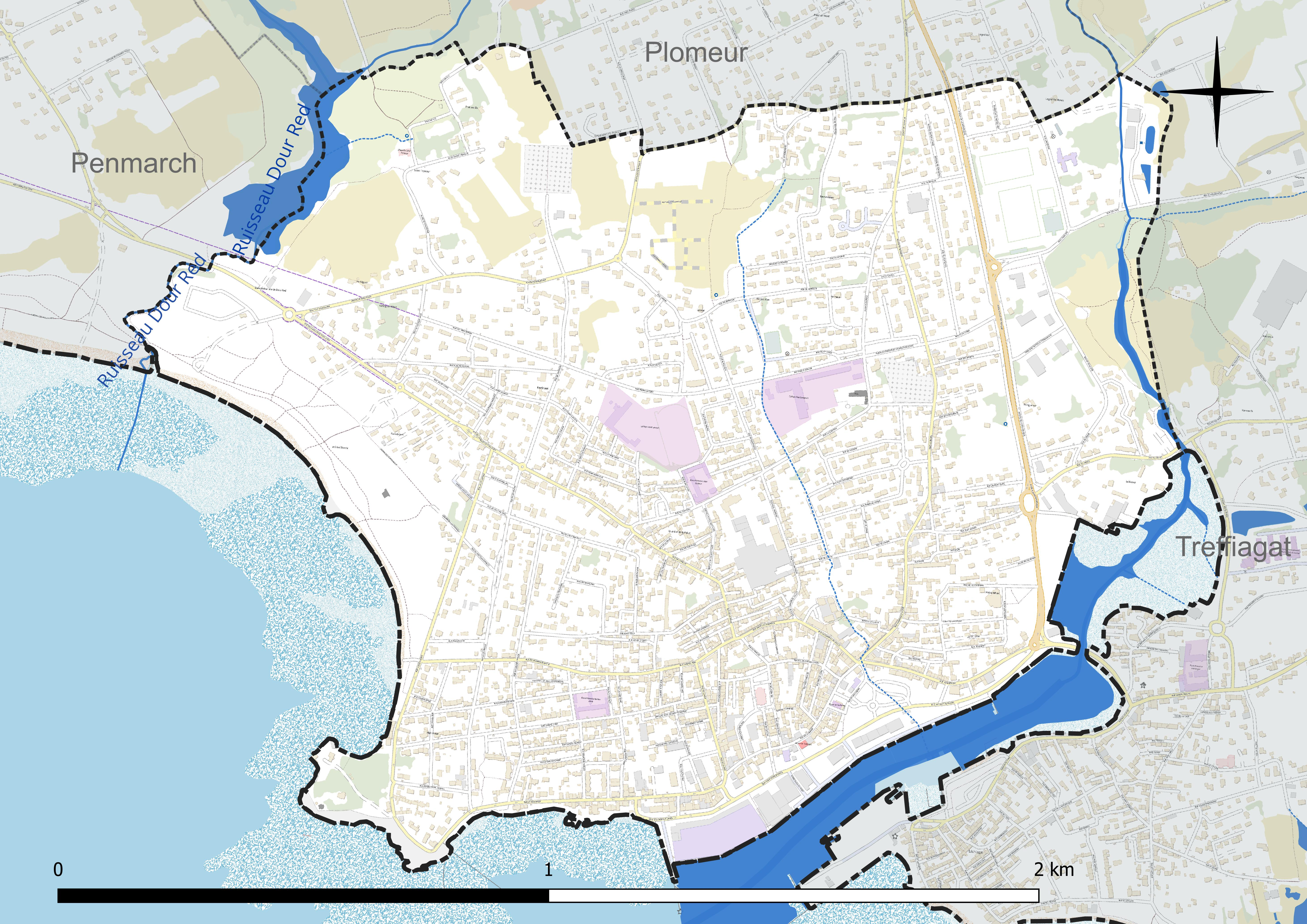
Réseau hydrographique de Guilvinec.

### Climat
Pour des articles plus généraux, voir Climat de la Bretagne et Climat du Finistère.
En 2010, le climat de la commune est de type climat océanique franc, selon une étude du CNRS s'appuyant sur une série de données couvrant la période 1971-2000. En 2020, Météo-France publie une typologie des climats de la France métropolitaine dans laquelle la commune est exposée à un climat océanique dans la région climatique  Bretagne orientale et méridionale, Pays nantais, Vendée, caractérisée par une faible pluviométrie en été et une bonne insolation. Parallèlement l'observatoire de l'environnement en Bretagne publie en 2020 un zonage climatique de la région, s'appuyant sur des données de Météo-France de 2009. La commune est, selon ce zonage, dans la zone « Littoral », exposée à un climat venté, avec des étés frais mais doux en hiver et des pluies moyennes.
Pour la période 1971-2000, la température annuelle moyenne est de 12,3 °C, avec  une amplitude thermique annuelle de 10,2 °C. Le cumul annuel moyen de précipitations est de 894 mm, avec 15 jours de précipitations en janvier et 6 à 8 jours en juillet. Pour la période 1991-2020, la température moyenne annuelle observée sur la station météorologique la plus proche, située sur la commune de Pont-l'Abbé à 9 km à vol d'oiseau, est de 13,0 °C et le cumul annuel moyen de précipitations est de 1 012 mm,. Pour l'avenir, les paramètres climatiques de la commune estimés pour 2050 selon différents scénarios d'émission de gaz à effet de serre sont consultables sur un site dédié publié par Météo-France en novembre 2022.

## Urbanisme

### Typologie
Au 1er janvier 2024, Guilvinec est catégorisée petite ville, selon la nouvelle grille communale de densité à 7 niveaux définie par l'Insee en 2022.
Elle appartient à l'unité urbaine de Penmarch, une agglomération intra-départementale dont elle est ville-centre,. La commune est en outre hors attraction des villes,.
La commune, bordée par l'océan Atlantique, est également une commune littorale au sens de la loi du 3 janvier 1986, dite loi littoral. Des dispositions spécifiques d'urbanisme s'y appliquent dès lors afin de préserver les espaces naturels, les sites, les paysages et l'équilibre écologique du littoral, tel le principe d'inconstructibilité, en dehors des espaces urbanisés, sur la bande littorale des 100 mètres, ou plus si le plan local d'urbanisme le prévoit.

### Occupation des sols
L'occupation des sols de la commune, telle qu'elle ressort de la base de données européenne d'occupation biophysique des sols Corine Land Cover (CLC), est marquée par l'importance des territoires artificialisés (83,8 % en 2018), en augmentation par rapport à 1990 (75,7 %). La répartition détaillée en 2018 est la suivante : 
zones urbanisées (83,8 %), milieux à végétation arbustive et/ou herbacée (8,9 %), zones agricoles hétérogènes (4,4 %), espaces ouverts, sans ou avec peu de végétation (2 %), zones humides côtières (1 %). L'évolution de l'occupation des sols de la commune et de ses infrastructures peut être observée sur les différentes représentations cartographiques du territoire : la carte de Cassini (XVIIIe siècle), la carte d'état-major (1820-1866) et les cartes ou photos aériennes de l'IGN pour la période actuelle (1950 à aujourd'hui).

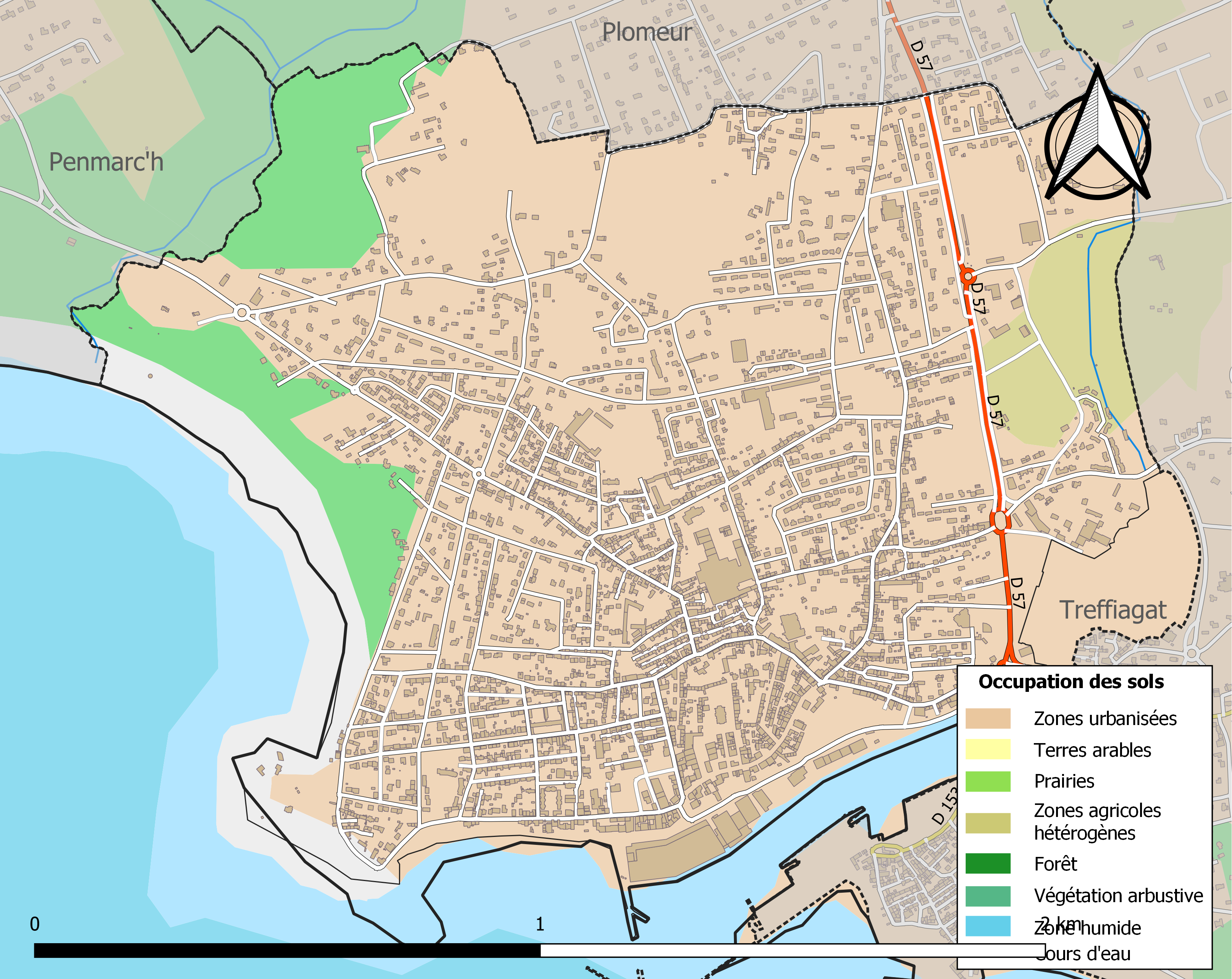
Carte des infrastructures et de l'occupation des sols de la commune en 2018 (CLC).

### Logement
En 2009, le nombre total de logements dans la commune était de 2 605, alors qu'il était de 2 197 en 1999.
Parmi ces logements, 60,1 % étaient des résidences principales, 28,4 % des résidences secondaires et 11,5 % des logements vacants. Ces logements étaient pour 81,5 % d'entre eux des maisons individuelles et pour 18,0 % des appartements.
La proportion des résidences principales, propriétés de leurs occupants était de 72,8 %, légèrement en baisse par rapport à 1999 (76,2 %).

## Toponymie
Le nom s'est écrit Kerluineuc en 1381, Guelmennec (Ker Maenek) en 1383, Guelvynec en 1540, Le Guilfinec, Quilvinnec au XVIIIe siècle.
L'étymologie du nom est incertaine : peut-être provient-il du mot breton golbinoc (« pourvu d'un bec ») ou des mots bretons ker (village) et maenek (pierreux).
Le nom officiel français de la commune est bien « Guilvinec » même si l'usage de l'appellation « Le Guilvinec » est très largement répandu car en breton la commune se nomme Ar Gelveneg. Les panneaux d'entrée de ville eux-mêmes indiquent « Le Guilvinec », ce qui ajoute à la confusion. L'adresse web de la mairie est également : http://www.leguilvinec.com. L'ancienne gare, toujours debout, présente pourtant bien sur son fronton : « Guilvinec », et la poste indique comme boîte postale « Guilvinec ».

## Histoire

### Préhistoire et Antiquité

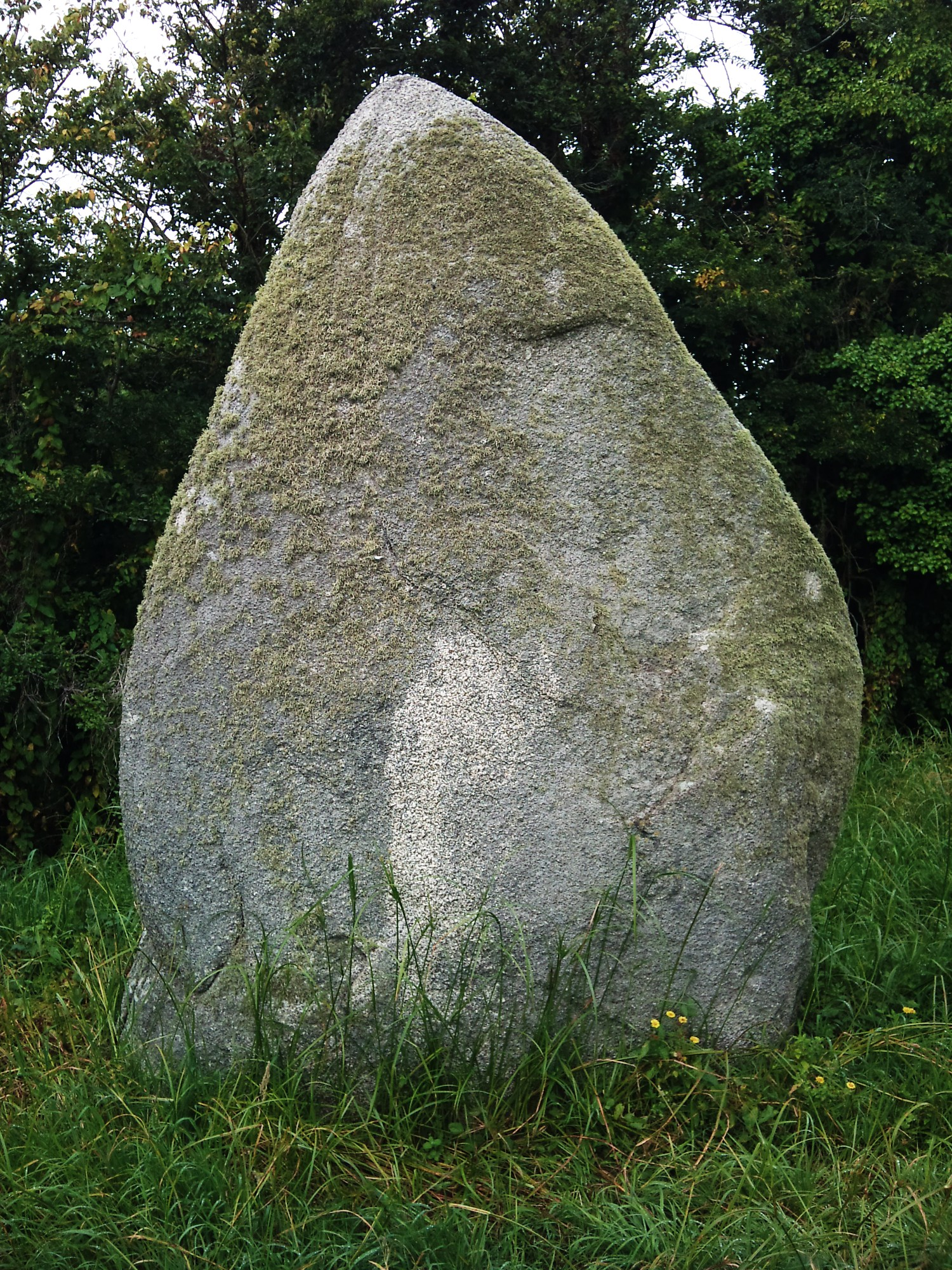
Le menhir de Lanvar

L'estuaire du Steir a constitué de tout temps un abri naturel, donc un site attractif, déjà pour les hommes préhistoriques. De petits outils en silex ont été découverts lors du dragage du chenal et des traces d'un tumulus, ainsi qu'une allée couverte enfouie dans le sable de la dune, ont été identifiées à Men-Meur et fouillés en 1926 par Marthe et Saint-Just Péquart (l'allée couverte a été détruite lors de l'urbanisation du quartier). Un menhir a été redressé à Lanvar.
Des pierres sacrées datant au moins de l'époque gauloise existent à Saint-Trémeur et des traces d'exploitation de fours à sel ont été trouvées dans l'anse de Kervarc'h au fond de la ria du Steir.

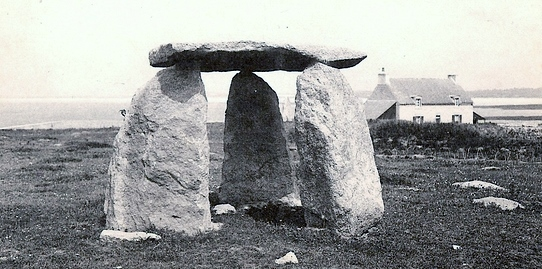
Guilvinec : ancien dolmen photographié vers 1905 (disparu depuis)
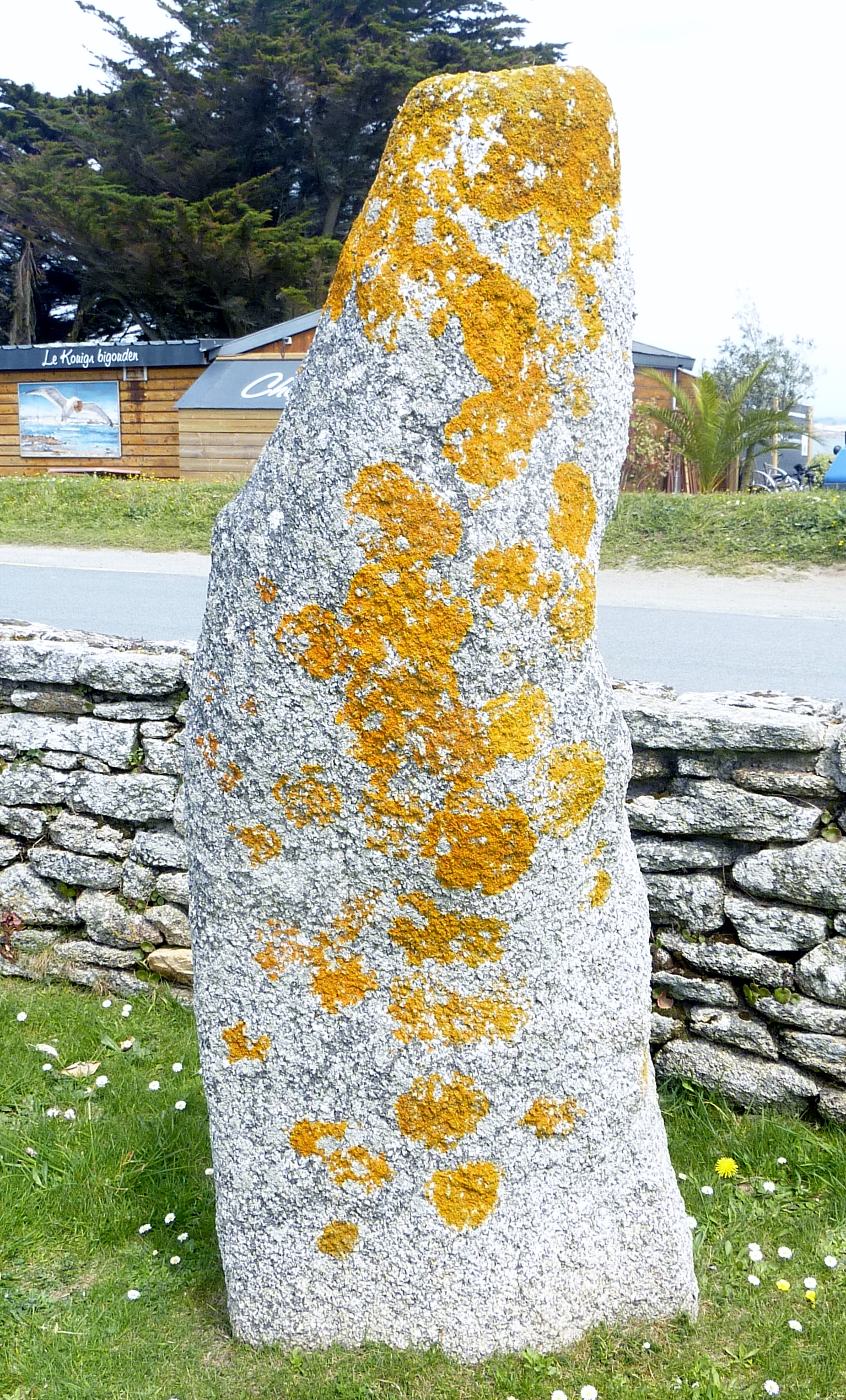
Le menhir de Men-Meur (réimplanté au Musée de la préhistoire finistérienne de Penmarch)

### Révolution française
En 1792, Lesconil et Guilvinec (simple port sur le territoire de la commune de Plomeur) n'avaient qu'une chaloupe, Sainte-Marine 3, Treffiagat et Kérity 4 chacun, L'Île-Tudy 8, Concarneau 250 et Douarnenez 275 environ.
Joseph de Derval, lieutenant au régiment du roi, lieutenant du régiment du Dresnay, né le 11 décembre 1765 au château de Kergos [Kergoz], alors en Plomeur [désormais en Guilvinec], qui avait participé au débarquement de Quiberon, fut fusillé à Vannes le 15 thermidor an III (2 août 1795).
Le 24 avril 1796, le lougre L'Écureuil, parti de Bénodet, attaqué par la frégate anglaise Niger, alla s'échouer volontairement au fond de l'anse de Quilvinet (Guilvinec) où le bateau anglais continua de la canonner, contraignant l'équipage à l'abandonner ; les Anglais, ne pouvant déséchouer le bateau, l'incendièrent.

### XIXesiècle

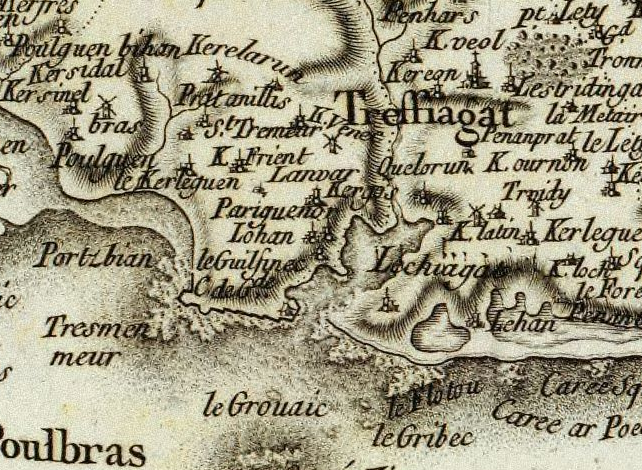
Guilvinec et Treffiagat sur la feuille 172 de la carte de Cassini (levés faits en 1783, publiée en 1789).

#### La batterie de Guilvinec
Le 7 novembre 1809, une frégate et des péniches anglaises tentèrent de s'emparer du lougre l'Oreste. Les deux seuls canonniers de la batterie de Guilvinec qui étaient à leur poste tirèrent sur l'ennemi sans prendre le temps d'écouvillonner les deux canons, si bien qu'ils eurent les mains déchiquetées par leur explosion. La canonnade fit toutefois fuir les Anglais et l'Oreste fut sauvé.

#### Guilvinec en 1840
En 1840, le bourg d'Ar Gelveneg, sur la commune de Plomeur, ne compte que 72 habitants, répartis dans une douzaine de chaumières, au nord de Tal ar Groas, face à l'anse de Men Krenn, aujourd'hui comblée. À bord d'une dizaine de chaloupes, les hommes pêchent le merlu, le maquereau, la sardine ainsi que les crevettes et les coquillages.

#### L'essor du port pendant la seconde moitié duXIXesiècle
Vers 1860, le port de Guilvinec était encore de faible importance, possédant seulement une douzaine de barques de pêche ; en 1860, l'industriel nantais Louis Pichot y crée une unité de production avec presse à sardines et salaisons, magasin de marée, dépôt de vente de rogue de Norvège, magasin d'avitaillement, service d'expédition du poisson, armement de chaloupes. C'est le début de l'essor de Guilvinec. En 1866 « ce point jadis désert, tend à s'accroître de jour en jour. Il renferme déjà tout un village qui a été construit en 3 ans et, au moment de la pêche au maquereau, les barques de Douarnenez, d'Audierne, de Concarneau s'y réunissent et forment une agglomération de plus de 2 000 habitants » est-il écrit dans un rapport de 1866. Un autre rapport de 1869 fait état de 900 bateaux, surtout douarnenistes, présents dans les parages pendant la saison de pêche.

« Les vieux décrivent à qui veut les entendre ces départs de Douarnenez vers le mois de mai, sur des camions à chevaux où étaient juchés les canots de pêche, avec les meubles et toute la marmaille. La famille s'installait jusqu'à la mi-novembre et repartait semblablement. Certains ont transformé leur migration temporaire en migration définitive. (...) En 50 ans, à la place d'une lande déserte, s'est élevée une agglomération de 4 500 habitants. »

En 1863, l'arrivée du chemin de fer à Quimper provoque l'essor de Guilvinec. Son havre, à proximité des lieux de pêche du maquereau, attire jusqu'à 300 chaloupes de toute la Cornouaille. Les mareyeurs organisent un service d'expédition rapide vers la gare de Quimper. Guilvinec devient le premier port de France dans l'expédition du maquereau frais. En 1867, le port compte 77 navires de pêche immatriculés :
- 52 chaloupes non pontées (4,86 à 8,12 m, deux mâts, taille-vent au grand mât) ;
- 25 canots à voile non pontés (3,88 à 4,20 m, un mât)[b 1].

En 1869, on construit la première cale, longue de 40 m, et en 1886 une seconde, longue de 80 m, un premier terre-plein ayant été édifié entre-temps. Entre 1896 et 1901, un môle-abri de 180 m de long, destiné à protéger le port, est construit à la place de la cale de 1869, remplacée par une nouvelle cale. Les pierres de taille de ces différents ouvrages proviennent des carrières de Men Meur et de déroctages effectués dans le port même.
En 1870, deux usines de conserverie à l'huile ouvrent. La flottille locale se développe. Après la saison du maquereau, elle se livre à la pêche à la sardine. En 1879 et 1880, six nouvelles usines voient le jour. Les conserveries sont cinq en 1902 ; en 1910 ces cinq usines (Aubin-Salles, Chacun, Chancerelle, Delory, Société brestoise) emploient en tout plus de 350 ouvriers, principalement des ouvrières, et 60 soudeurs (qui assurent la fermeture des boîtes de conserve). Trois d'entre elles sont mixtes, c'est-à-dire qu'elles fabriquent aussi des conserves de légumes.
Mais l'équilibre économique de la commune de Plomeur se trouve bouleversé par cette montée en puissance. Les pêcheurs, de plus en plus nombreux (Guilvinec compte maintenant 2 000 habitants), sont las de voir les décisions municipales prises par des paysans aux intérêts différents des leurs. En 1880, ils obtiennent d'être séparés de Plomeur. Le 6 avril, Guilvinec devient une commune,.
En 1893, Guilvinec possède plus de 100 bateaux et reçoit, d'avril à juin, plus de 300 bateaux venus d'autres ports ; on compte 360 femmes employées dans les usines de Guilvinec. De 1897 à 1900, le port est doté d'une digue de 175 m, d'un terre-plein pavé, d'un quai, d'une nouvelle cale.

#### L'indépendance communale en 1880
Le port de Guilvinec obtint son indépendance communale par rapport à Plomeur le 6 avril 1880 ; les antagonismes entre les pêcheurs et ouvriers de Guilvinec, républicains, et la majorité paysanne, conservatrice, de Plomeur, rendait cette séparation inéluctable.

#### L'épidémie de choléra de 1885
Dans le courant de la seconde moitié du XIXe siècle, en raison de conditions hygiéniques déplorables, le choléra a sévi à plusieurs reprises au Guilvinec, de même que la fièvre typhoïde, qui paraît avoir été alors endémique à Guilvinec, alors que ces épidémies épargnaient Léchiagat.
Des cas de choléra (126 cas provoquant 72 décès) sont signalés à Guilvinec au début du mois de novembre 1885. « L'intensité du fléau (...) atteint son maximum aux environs du centre de l'ellipse (...) occupé par le lavoir qui constituait une sorte de bourbier » écrit Henri Monod. Il poursuit : « Le défaut absolu de fosses d'aisance, l'absence de pente, de tout égout, transforme les rues en une série de cloaques (...). Le lavoir public (...) mérite une mention spéciale : c'est une mare d'eau fétide, croupissante et noire, accessible à tous les animaux. Au moment de ma visite, j'ai vu plusieurs femmes trempant leur linge dans ce liquide absolument infect ». Le journal Le Figaro écrit : « Une misère épouvantable règne à Le Guilvinec. Presque tous les habitants ont pris la fuite ».
Un rapport publié alors évoque les difficultés de la lutte contre l'épidémie :

« La misère, dont la première conséquence est une alimentation insuffisante pour des gens qui se livrent au dur métier de la pêche, y est très commune. J'ai pu constater dans bien des cas que les malades avaient à peine de quoi se nourrir, qu'ils manquaient de vêtements et d'objets matériels de première nécessité. L'humidité, l'encombrement des logements, leur malpropreté, celle des habitants, sont encore des conditions fort communes. Enfin les excès alcooliques, véritable plaie du pays, auxquels se livrent les hommes et les femmes. Pendant les premiers temps du choléra, la population a été continuellement ivre et il a fallu l'arrivée de la gendarmerie pour réprimer ces excès, en dressant des procès-verbaux contre les personnes en état d'ivresse, et contre les débitants qui restaient ouverts toute la nuit. Il n'existe pas moins d'une trentaine de débits dans le village (...). Enfin il existe dans cette population un fond de superstition qui leur fait accepter tous les événements malheureux sans qu'ils essaient de réagir. "Dieu le veut" disent-ils, "rien n'empêchera la mort d'arriver'". Aussi ils assistaient, impassibles, à l'agonie d'un des leurs, répondaient oui à toutes les recommandations, mais n'exécutaient aucun prescription. »

En 1894, une nouvelle épidémie de choléra fit 32 morts à Guilvinec. En août 1895, un réseau de distribution d'eau potable ouvre à Guilvinec.
L'interdiction en 1886 d'héberger chez l'habitant, afin d'éviter la propagation de l'épidémie de choléra, les marins venus d'ailleurs pour la saison de la pêche au maquereau, provoqua de sérieux troubles, les guilvinistes se plaignant du manque à gagner. Il fallut faire venir une cinquantaine de soldats pour maintenir l'ordre et sécuriser les tentes qui avaient été installées pour abriter temporairement ces pêcheurs.

#### La construction de l'église paroissiale
En 1883, la paroisse des Glénan, qui n'a plus de prêtre titulaire, est transférée à Guilvinec. Jean-Baptiste Coataudon de Kerdu en devient le chapelain, et reste à Guilvinec jusqu'en 1901, ou on le retrouve recteur de Plounéour-Trez. La paroisse de Guilvinec n'est officiellement créée qu'en juin 1892, et le père Coataudon en devient le premier recteur. Faute d'église dans un premier temps, et la chapelle Saint-Trémeur étant trop excentrée, les messes sont célébrées dans l'usine Chancerelle.
Guilvinec, en raison de son développement rapide, ne possédait pas alors d'église, comme en témoigne cet extrait d'une délibération du conseil de fabrique datant de 1885 :

« La population du Guilvinec est chrétienne et digne d'intérêt. Elle est composée de familles de pêcheurs. Nos intrépides marins, après avoir passé six jours en mer dans leurs pauvres barques, exposés à toutes les intempéries des saisons et aux périls de la mer, réclament légitimement un abri pour remplir leurs devoirs religieux le dimanche. Pour avoir une église, ils sont prêts à tous les sacrifices. »

L'église paroissiale Sainte-Anne est construite en 1887 avec du granite à gros grain, extrait du grand rocher de Guilvinec dénommé "Chapeau de Cardinal", qui était situé en plein cœur du bourg et servait d'amer ; son clocher resta inachevé par manque d'argent.

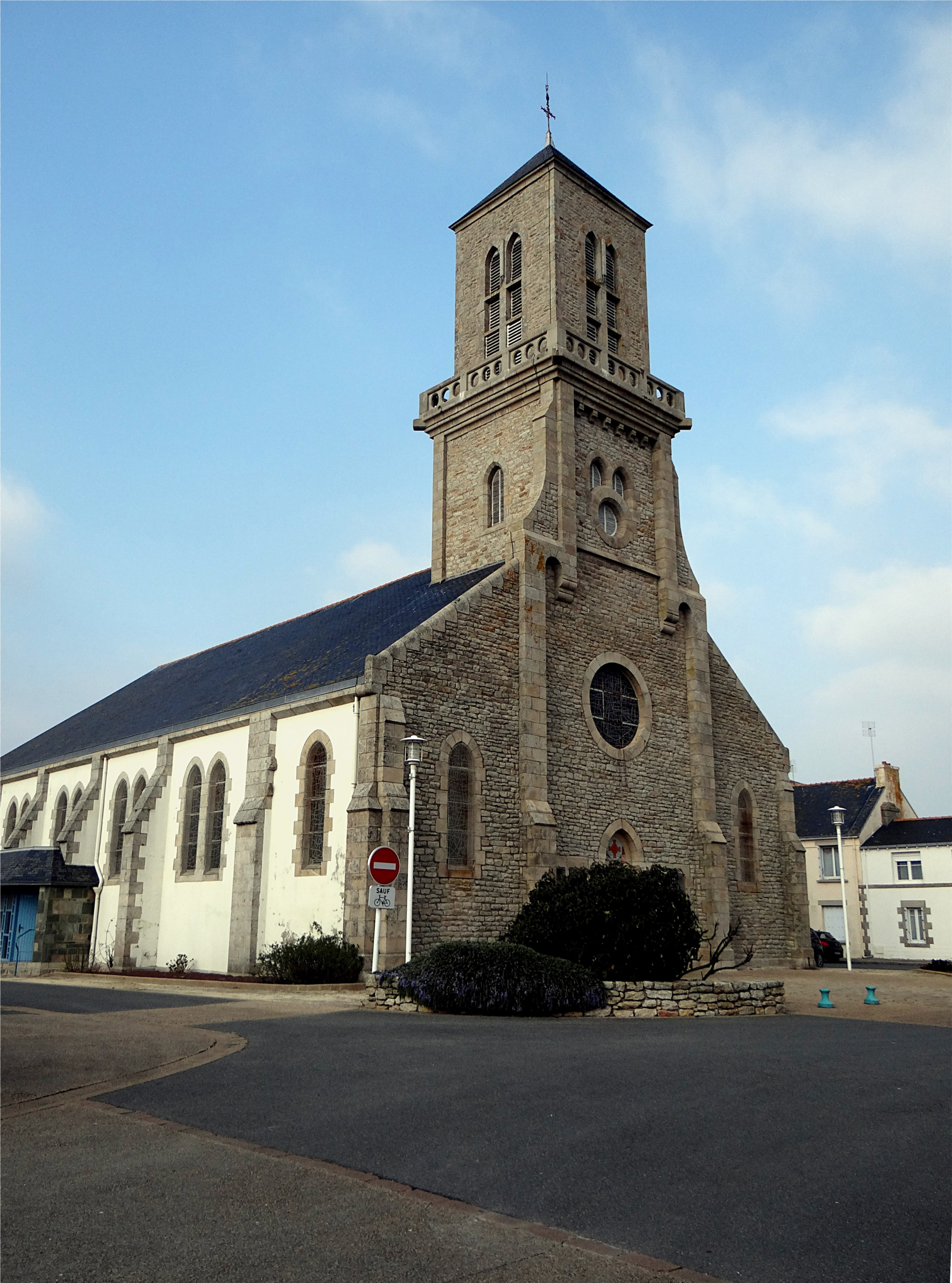
L'église paroissiale Sainte-Anne
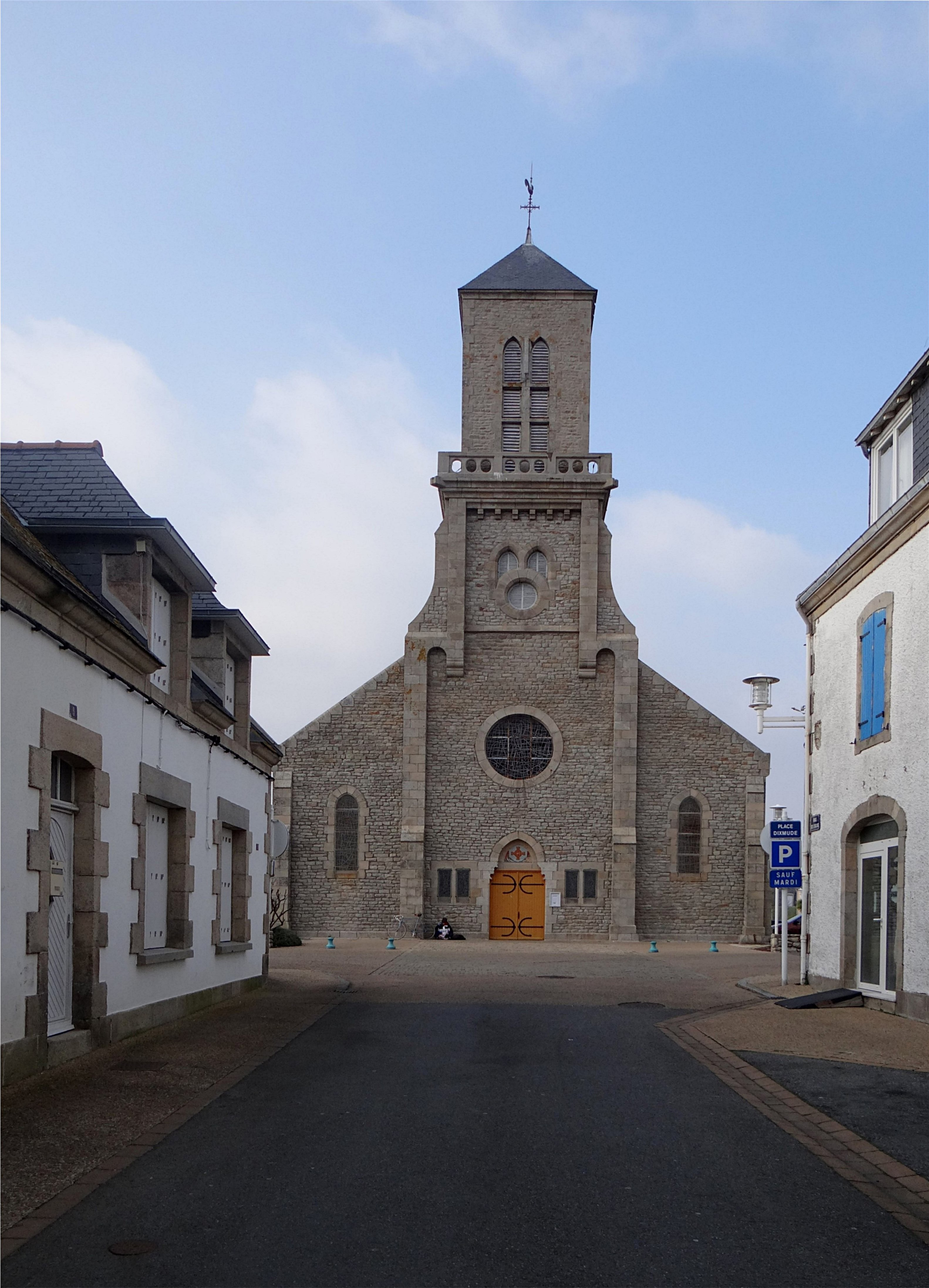
La façade de l'église paroissiale Sainte-Anne

Un cantique des marins de Guilvinec, écrit en 1886, en breton, dit en traduction française :
 (...) Tout comme vous grands apôtres

 Nous allons tous les jours sur la mer bleue.

 Notre pauvre petit bateau est souvent bien balloté

 Et c'est miracle qu'il ne sombre pas (...)

 Sainte Anne, pendant toute notre vie

 Soyez notre mère, soyez notre patronne ;

 Du péché, des écueils

 Préservez les habitants de Guilvinec

#### Le problème de l'alcoolisme
Gabriel Puig de Ritalongi décrit en 1894 le fléau de l'alcoolisme chez les marins, écrivant notamment : « l'homme boit, boit, et ne se soutient que par l'alcool » ; il décrit aussi la perversité de l'engrenage : « À Guilvinec (...) l'alcoolisme y est obligatoire, imposé comme chose nécessaire aux transactions. Les gros mareyeurs sont tous négociants en liquides, les patrons de barques, les autorités du lieu, tiennent presque tous un débit : c'est la carte forcée. Dans les transactions commerciales, l'alcool entre comme monnaie courante et on y parle de litres d'eau-de-vie, comme ailleurs on donnerait un pourboire en numéraire ».

#### Descriptions de Guilvinec vers la fin duXIXesiècle
Benjamin Girard écrit en 1889 : « Par suite de l'extension qu'a prise l'industrie de la pêche sur cette partie de la côte du Finistère, depuis que les chemins de fer y ont pénétré, le nombre des bateaux (...) appartenant à cette localité et pratiquant la pêche s'élève à plus de cent. (...) Des fabriques de sardines à l'huile et des établissements pour la salaison du poisson y ont été créés ces dernières années. Le port, de même que le bourg, est d'origine récente. Comme, il y a quelques années, il ne possédait aucun ouvrage [équipement], il devint urgent d'en créer. Le premier besoin auquel on songea à donner satisfaction fut l'éclairage de l'entrée où, en 1868, on plaça deux feux (...). En même temps se fit l'étude d'une cale de 40 mètres de longueur, dont la construction s'est terminée en 1870, et qui sert aux marins de lieu de débarquement (...). On a construit en aval un terre-plein à deux étages pour le lavage et l'emballage du poisson. Une autre cale a été récemment construite dans l'intérieur du port. Le port du Guilvinec n'est qu'un port de pêche qui, pendant l'été présente une très grande animation. Du mois de mars au mois de juin de chaque année, il est fréquenté, indépendamment des bateaux de la localité, par environ 300 bateaux étrangers, qui viennent faire la pêche au maquereau dans ces parages ».
Anatole Le Braz fait en 1896 cette description de Guilvinec : « Nous entrions à Guilvinec. Partout, au seuil des logis, des filets couleur de tan étendus à sécher sur des poteaux ; dans l'air, une odeur forte, ce relent particulier aux cités de la sardine. (...) Il y a trente ans, Guilvinec n'était qu'un misérable havre où dormaient les trois-quarts du temps, renversés sur le sable, une demi-douzaine d'esquifs trop sommairement gréées pour affronter les risques du large. C'est aujourd'hui une ville de la mer, avec ses phares, ses quais, ses môles, son peuple d'usiniers, de mareyeurs et sa flottille (...) de quelque quarante gabares solidement équipées ».
Le 31 décembre 1899, le Saint-Jean, un deux-mâts français basé à Anvers, en route pour Lisbonne, heurta dans la tempête une roche au large du Guilvinec et coula partiellement ; les canots de sauvetage de Léchiagat et Guilvinec parvinrent à sauver 11 des membres de l' équipage. L'épave a été retrouvée, officiellement identifiée en 2022.

### XXesiècle

#### L'Abri du marin de Guilvinec
L'Abri du marin de Guilvinec est construit en 1900 (il fut le premier des 15 abris construits sur le littoral breton), financé par l'usinier lorientais Georges Ouizille. Jacques de Thézac a choisi ce port en premier car il était fréquenté à l'époque par de nombreux équipages migrateurs qui se trouvaient loin de leurs foyers et devaient donc apprécier ce gîte d'accueil mis à leur disposition. Il ferma en 1985.
En janvier 1903, face à la crise sardinière, Mme Joseph Chancerelle, dont l'époux possédait une conserverie au Guilvinec (mais il était installé principalement à Douarnenez), ouvrit un fourneau économique nourrissant de 500 à 600 personnes par jour et dirigé par les Sœurs des Filles du Saint-Esprit ; en 1906 les Sœurs ouvrent un ouvroir de dentelles, dirigé par Sœur Pauline de Jésus, dont la production est commercialisée par la maison Pichavant de Pont-l'Abbé.

#### Les tensions politico-religieuses de laBelle Époque
Les Sœurs de la congrégation des Filles du Saint-Esprit, arrivées à Guilvinec en 1894 pour soigner les malades du choléra, créèrent une école (l'école Sainte-Anne) et enseignaient en 1902 à environ 150 élèves répartis en trois classes. Cette école fut fermée sur décision du gouvernement Combes par un décret en août 1902.

« À Le Guilvinec, le commissaire de police est arrivé à cinq heures du matin avec une brigade de gendarmerie. La population était surexcitée. Deux mille personnes protestaient contre l'expulsion des sœurs en criant : « Vive la liberté ! À bas Le Bail ! À bas Combes ! ». Le propriétaire de l'école a protesté contre l'apposition des scellés. »

Après l'inventaire des meubles, les scellés furent apposés sur la porte d'entrée mais arrachés par des inconnus. L'école rouvrit en octobre 1902, mais avec des enseignantes en habit laïc.
Le 12 mars 1906, le fonctionnaire chargé de l'inventaire fut accueilli à Guilvinec au son du tocsin qui rameuta trois mille fidèles déjà sur le pied de guerre. Il ne put remplir sa mission. La confiscation des biens de l'église de Guilvinec apparut aux fidèles comme une injustice flagrante compte tenu de la construction récente de l'édifice en partie réalisée grâce aux dons de ces derniers. L'inventaire eut lieu lors d'une seconde tentative en novembre 1906.
Mais la déchristianisation a déjà commencé au Guilvinec : en 1909, 1 000 personnes, pour une population totale de 2 700 âmes, s'abstiennent de faire leurs Pâques.

#### La Première Guerre mondiale

##### Événements locaux
Pendant la Première Guerre mondiale le prix du poisson augmenta et il était abondant : « Il y eut des jours d'hiver [1916-1917] où Guilvinec fut envahi par des amas de poissons comme il n'en avait jamais vu, ce qui n'est pas peu dire : les cales, la digue, les quais, tout était englué de leur bave, maculé de leur sang. Les charrettes et les camions des mareyeurs les portaient immédiatement au train, à destination des halles parisiennes ou autres. Cette pêche abondante s'est poursuivie tout l'été ».
« Aux premiers jours de 1917, début de la saison du maquereau, deux chaloupes du Guilvinec disparurent mystérieusement, sans laisser d'autre trace qu'un bout de mât déchiqueté comme par un obus (...) victimes de sous-marins allemands ».

##### Bilan humain
Le monument aux morts de Guilvinec porte les noms de 161 soldats et marins morts pour la France pendant la Première Guerre mondiale ; parmi eux 21 au moins sont des marins disparus en mer, dont Eugène Pichavant, Yves Le Rest, Louis Kerviel, Jean Kernéis, René Daoulas, Henri Courtes, etc. ; 8 soldats au moins sont morts sur le front belge lors de la Course à la mer (défense de Dixmude notamment) tels  Emmanuel Berrou, Étienne Biger, Corentin Biguais, René Folgoas ; 3 sont décédés dans les Balkans lors de l'expédition de Salonique (Pierre Guirriec à Vlaklar (Macédoine), Félix Join à Salonique (Grèce), Pierre le Drenn en Serbie) et 3 en Turquie lors de l'expédition des Dardanelles (François Vigouroux, Jean Biger et Germain Moullec, ces deux derniers lors de la bataille de Sedd-Ul-Bahr) ; il faut y ajouter Pierre Coupa, décédé le 3 juillet 1916 à l'hôpital de Nice, mais mort des suites de ses blessures reçues lors de l'expédition des Dardanelles ; Pierre Le Pape est mort à l'hôpital de Brindisi (Italie) et Jean Stéphan dans un hôpital de Lisbonne (Portugal); la plupart des autres sont décédés sur le sol français.
Par ailleurs, Joseph Cabon, a été tué le 13 novembre 1914 lors de la Bataille d'Elhri au Maroc et Corentin Peton est mort le 22 juin 1921 à Landau (Allemagne), alors qu'il faisait partie des troupes françaises d'occupation en Allemagne après le traité de Versailles.
Parmi les survivants, Abraham Le Pape, lequel, issu du milieu maritime, fait 5 ans de service militaire entre 1897 et 1902 et est envoyé au Tonkin et, marin à bord de la canonnière La Comète participe à l'expédition contre les Boxers. Il prend part à la Première Guerre mondiale dans les rangs du 6e régiment d'infanterie coloniale, participant notamment à la Bataille de Sedd-Ul-Bahr.
Jean-Louis Bataille, marin à bord du Cerisoles, un chalutier armé de la classe Navarin, venant d'être construit par les Canadiens à Fort William, fait partie des victimes de la disparition de l' Inkerman et du Cerisoles lors de leur traversée du Lac Supérieur alors qu'ils s'apprêtaient à rejoindre la France le 24 novembre 1918.

##### La construction du monument aux morts

###### Les débats du conseil municipal
Le conseil municipal du 5 décembre 1920 décide de l'érection d'un "monument aux enfants de la commune de Guilvinec morts pour la France", et nomme six membres du conseil chargés d'une quête pour financer sa construction. C'est le statuaire Jean Joncourt, demeurant au 24 de la rue Saint-Marc à Quimper qui est choisi pour ériger le monument. L'emplacement, à proximité de l'église, est retenu après délibération du conseil municipal du 27 février 1921. Un premier devis est proposé à la municipalité en septembre de la même année, portant sur la somme de 7 000 francs. Ce devis fait suite à un premier courrier de  Jean Joncourt (en) au maire (26 mai 1921), qui propose à l'édile trois projets de monument, respectivement de 12 000, 10 000 et 4 500 francs, puis d'un second (29 juin 1921) dans lequel l'entrepreneur propose deux projets, l'un en kersanton à 10 500 francs et l'autre en granite du pays à 7 200 francs. Le projet en granite du pays est retenu par le conseil municipal à la réunion du 11 septembre 1921. Il porte sur un monument en granite du pays, avec croix de guerre en relief, branches de laurier entrelacées et plaques de marbre blanc avec inscriptions "jusqu'à mille lettres". Parallèlement, les archives communales présentent une correspondance entre la serrurerie Charles Piguet d'Aubervilliers et l'adjoint Joseph Biguais, pour un projet de "grille en fer pour monument commémoratif", projet non retenu, l'entrepreneur quimpérois s'en chargeant également, mais signalant son impossibilité de commencer les travaux immédiatement, dans une lettre au maire en date du 28 septembre 1921. Le 13 novembre, le conseil municipal réfléchit à un emplacement pour dresser le monument, l'emplacement à proximité de l'église ne plaisant pas à tout le monde. Le vote ne résolvant pas le problème, la moitié des 16 conseillers s'étant abstenus, le maire demande l'avis de la préfecture, car les travaux doivent commencer sous peu. Le conseiller de préfecture qui répond rappelle la règle de la majorité pour tout vote, mais ajoute que la préfecture doit "certifier conforme" le projet de monument avant que les travaux puissent commencer.

###### Les interventions préfectorales
Le projet de l'entrepreneur Joncourt est approuvé par la préfecture le 25 mars 1922 et, un mois et demi plus tard, ce dernier écrit au maire pour lui demander la liste des morts de la commune. Les archives communales présentent diverses listes de victimes, indiquant les difficultés à dresser avec certitude un inventaire fiable des morts pour la France de la ville. Le 24 décembre, le conseil se réunit en séance extraordinaire pour décider s'il y a "lieu de graver une croix sur les côtés du monument". Le débat étant partagé, deux votes successifs ont lieu (7 pour, 5 contre, puis 7 pour, 6 contre) et le maire, Jean Le Cleac'h, écrit alors à la préfecture le 28 décembre pour obtenir son aval. Dans sa réponse du 5 janvier 1923, le préfet Joseph Desmars en personne rappelle au maire la loi de séparation des Églises et de l'État, et refuse donc la possibilité de faire graver une croix sur les côtés du monument.

###### L'érection du monument
Un traité de gré à gré entre le maire de Guilvinec et le statuaire Joncourt est signé le 31 janvier 1923, et un procès-verbal de réception des travaux le 16 février suivant ; le monument est donc érigé dans la première quinzaine du mois de février 1923. Le devis final date du 27 février suivant, une fois les travaux achevés, et se monte à 9 824 francs, accepté par les services de la préfecture le premier mars. Entre-temps, le monument a été inauguré. Le 11 mai, le préfet informe le maire Le Cleac'h que le ministre de l'Intérieur Maurice Maunoury attribue à la commune la subvention de 960 francs "à titre de participation de l'État aux dépenses d'érection du monument élevé dans votre localité."

#### Naufrages et sauvetages
La liste ci-après est fournie seulement à titre d'exemple, loin d'être exhaustive car les naufrages ont été très nombreux dans les parages.
Le 15 janvier 1869, la chaloupe de pêche Marie-Louise qui revenait de Bénodet, chargée de bois de chauffage, coule, malmenée par la tempête, entre Loctudy et Lesconil ; ce naufrage fit un rescapé (parvenu à nager jusqu'à la côte) et trois noyés (trois frères).
Le Journal officiel de la République française du 4 avril 1871 évoque une tempête qui vient de survenir : « Trois chaloupes seraient perdues, deux autres auraient disparu sans qu'on sache ce qu'elles sont devenues. Le Pierre, de Kérity, était monté de huit hommes qui ont tous péri. Sept de ces malheureux étaient pères de famille et laissent entre eux jusqu'à trente enfants qui vont se trouver sans ressources. Une seconde chaloupe, commandée par Bérou, du Guilvinec, compte sept morts. La troisième, nommée Daniel, jetée sur les sables de La Torche par la tempête, a été sauvée sans que les hommes aient péri ».
Le 16 mai 1877, la barque de pêche Le Bon Dieu est coupée en deux à la suite d'une collision avec le vapeur Le Fauconnier, de Dunkerque : six des neuf marins à bord périssent.
En 1890, le vapeur Louise Jenny s'échoue près du Guilvinec. Plusieurs pêcheurs de Guilvinec furent surpris par les gardes maritimes en train de piller la cargaison du navire et poursuivis en justice.
Le 2 juin 1892, le Saint-Louis, de Guilvinec, se perd corps et biens près des Étocs (8 disparus). Le 27 octobre 1892, le Louvre, un caboteur propulsé à la fois à voile et à vapeur, de Nantes, fait naufrage entre Lesconil et Guilvinec après avoir heurté la roche Ar Guisty au sud du Guilvinec(12 noyés, 3 rescapés). Le 1er décembre 1892, le Saint-Trémeur se perd corps et biens, faisant 3 victimes marins-pêcheurs.
Fin mai 1897, le Sainte-Anne, de Guilvinec, qui était parti pêcher le homard dans l'archipel des Glénan, disparut avec ses 4 hommes d'équipage ; le même jour disparut le bateau de pêche Saint-Jean, de Léchiagat, parti relever ses casiers, disparu avec son équipage de 8 marins-pêcheurs.
La tempête du 24 septembre 1896 provoqua la disparition de six chaloupes, faisant en tout 44 disparus laissant 32 veuves et 85 orphelins, basées dans les ports de la région dont trois étaient de Léchiagat et trois de Guilvinec : le Saint-Joseph (6 noyés), le Pont-L'Abbiste (8 noyés), le Saint-Fiacre (6 noyés). Dans le Journal des débats du 10 novembre 1896, Anatole Le Braz écrit à propos des naufrages survenus lors de cette tempête : « Sur aucun point du littoral, les « victimes de la mer » n'ont été plus nombreuses qu'à Guilvinec. Le même jour, dans le même coup de tempête (...) six barques disparaissaient, entraînant dans l'abîme une cinquantaine d'hommes dont on recueille présentement les débris épars, le long de tout le rivage atlantique jusqu'au fond du golfe de Gascogne ». Peu avant, le 26 mai 1896, la chaloupe de pêche Double-alliance, de Guilvinec, avait chaviré à la suite d'une bourrasque à deux milles au large de la pointe de Penmarc'h ; ses neuf hommes d'équipage avaient pu être sauvés. Le 8 août 1898, les huit hommes d'équipage de la chaloupe de pêche La-Mère-de-Dieu, en perdition près de l'île aux Moutons furent sauvés par le gardien du phare de cette île et un autre marin.

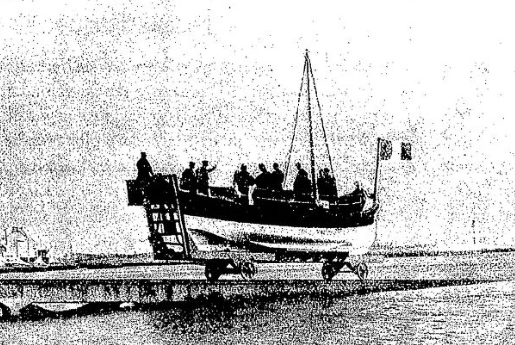
Le canot de sauvetage Vice-Amiral Charles Duperré le jour de son inauguration le 21 octobre 1927

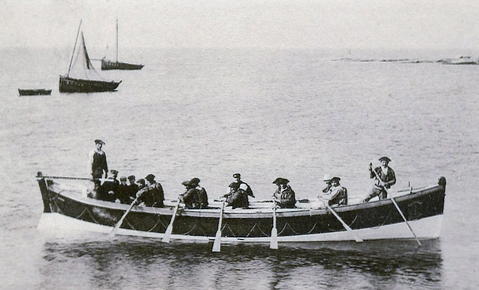
Guilvinec : le canot de sauvetage Alice vers 1915

La station de sauvetage de Guilvinec est créée en avril 1902, le premier canot de sauvetage, à rames, est le Alexandre Van Maseyk ; le 4 août 1902, il fut béni par l'évêque de Quimper en présence d'une foule considérable. Le 26 décembre 1905, ce canot de sauvetage secourut un vapeur en détresse. Ce canot fut transféré au Conquet en avril 1912 et prit le nom de Lieutenant Pierre Géruzez. L'Alice lui succéda en 1913, puis le Vice-Amiral Charles Duperré (le premier canot à moteur) inauguré le 21 octobre 1927, le Jean Louis Courtès  en 1960 et le Patron Léon Avron en 1993 et enfin le Men Meur en 2003.
Le 28 avril 1903, le dundee Marie, de Tréguier, venant de Boulogne et se dirigeant vers Quimper, chargé de ciment, coule sur la roche de Guilvinec. Les quatre hommes d'équipage sont rescapés. Le 6 décembre 1903, le Saint-Gilles coule (7 victimes) et trois jours plus tard un autre naufrage fait 8 disparus à l'entrée du port de Guilvinec. Le 29 mai 1904, le sloop Marie-Yvonne heurte la roche Rouzès à 1 000 mètres environ de l'entrée du port du Guilvinec et sombre ; les deux hommes de l'équipage sont sauvés par le canot de sauvetage. En 1905, le Marengo disparaît corps et biens au large des Étocs avec 11 hommes à bord et l'Amiral Gervais disparut la même année avec 8 hommes à bord, on ne retrouva que ses filets à la dérive.
Le 7 novembre 1922, le canot Gagne tu l'auras, de Guilvinec, chavire alors qu'il revenait de Concarneau en face du rocher Goudoul en Lesconil ; les naufragés furent recueillis par le canot Deux-Frères, de Lesconil, à l'exception du mousse qui se noya.
Le 17 décembre 1923, le vapeur Saint-Nicolas, de Marseille risque de s'échouer sur les roches « Les putains » alors que, pris dans la tempête et non maître de sa manœuvre, il était pris en remorque par le remorqueur Mastodonte. Il refuse toutefois le secours du canot de sauvetage Alice, de Guilvinec, mais finit par être jeté à la côte entre la pointe de Bénodet et la pointe de Mousterlin.
Dans la nuit du 29 au 30 décembre 1929, en raison d'un violent ouragan, le trois-mâts polonais Pomorze, un navire-école, vint s'échouer sur les Étocs, près du Guilvinec. L'équipage ne fut sauvé que grâce au courage des sauveteurs.
Le 27 septembre 1935, le vapeur anglais Brumhall, perdu dans la brume avec son compas déréglé en raison du minerai de fer qu'il transportait depuis Bilbao en direction de Middlesbrough, s'échoue sur le plateau rocheux des Fourches à 2 milles environ de Guilvinec. L'équipage se réfugia dans une baleinière qui fut prise en remorque par des bateaux sauveteurs. Le navire fut perdu.
En juillet 1936, la barque Croas-Malo, de Guilvinec, heurte un rocher et coule près de Belle-Île-en-Mer ; les trois membres de l'équipage furent sains et saufs.
La forte tempête du 1er décembre 1937, les pinasses armées à la drague pour la pêche à la langoustine du port de Guilvinec, des bateaux de 16 à 18 m de long, de 25 à 30 t de jauge brute, qui se tenaient à l'entrée du port, prêtes à prendre la mer le lendemain, chassèrent sur leurs ancres et furent drossées à la côte, côté Léchiagat : deux bateaux furent perdus, six subirent des avaries graves et une quinzaine des avaries plus légères ; les langoustiers, qui occupaient l'arrière-port du côté de Léchiagat, ne subirent que de légères avaries.
En 1939, une cinquantaine de réfugiés républicains espagnols arrivèrent au Guilvinec ; ils furent logés dans l'ancienne poste, mais aussitôt mis en quarantaine en raison des maladies qu'ils étaient susceptibles de véhiculer ; la municipalité et la population leur vinrent toutefois en aide. Ils restèrent jusqu'à la fin de l'année 1939 et furent alors transférés dans une ancienne usine à l'Île-Tudy.
En 1947, le jeudi 3 avril, une tempête de force 10 provoquait le naufrage de plusieurs bateaux : les "Rosier fleuri", "Edith Cawell" et "Louis et Alice". À proximité des Étocs, le "Rosier-fleuri", pinasse de Léchiagat, est renversé par une vague déferlante : sur les quatorze marins seuls quatre seront saufs. Ils rentreront avec leur pinasse équipée d'un gréement de fortune. L' "Edit Cawell", palangrier de 8 m fut aussi perdu avec son équipage complet de 4 hommes. Le "Louis Alice" pinasse de 11 hommes fut perdu avec son équipage complet.
Le 26 février 1965 le caboteur Côte de Grâce, chargé de 500 tonnes de ciment à destination de Quimper, heurte la roche "Krouguet" sur le plateau des Fourches et coule ; l'équipage, qui a pris place dans un canot de sauvetage, est recueilli par le canot de sauvetage du Guilvinec.

#### La pêche et les usines de poisson avant la Seconde Guerre mondiale

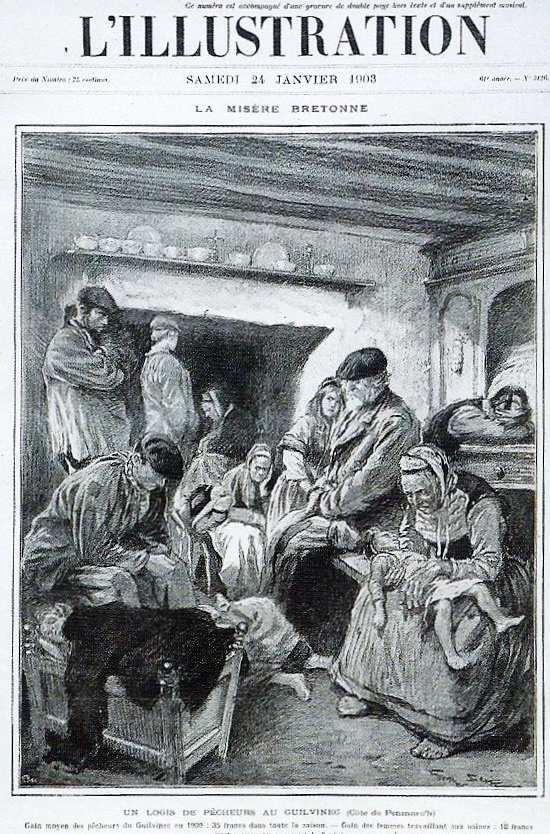
La crise sardinière à Guilvinec (dessin publié dans la revue L'Illustration du 24 janvier 1903)

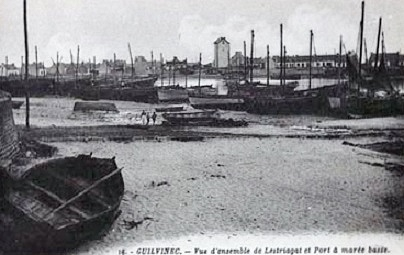
Le port de Lestriagat (Léchiagat) et de Guilvinec au début du XXe siècle

En 1901, Guilvinec compte 3 884 habitants. Cette année-là, débute la crise sardinière : la sardine quitte les parages de Bretagne pour une dizaine d'années. Les usines ferment, la misère s'installe. Le directeur de l'école des garçons et la directrice de l'école des filles écrivent conjointement, dans une lettre publiée par le journal La Lanterne du 1er février 1903 :

« Vous n'ignorez pas l'extrême misère où sont plongés nos marins bretons. Ici, à Guilvinec, port de pêche, la détresse est navrante (...). Dans nos écoles communales, qui comptent pour le moins un millier d'enfants, c'est une pitié de les voir venir en classe mal vêtus, grelottant de froid.La plupart même d'entre eux manquent totalement d'effets et sont forcés de garder le lit, ne pouvant se présenter à l'école de manière décente et n'ayant pas le moyen de payer les fournitures de classe. Des secours sont distribués journellement ici (...) consistant en bons de pain (...). Ne serait-il pas possible d'assurer la fréquentation scolaire en donnant des fournitures, gratuitement, à tous les enfants dont les parents sont tous dans le plus complet dénuement ? »

Une religieuse du Saint-Esprit, sœur Pauline, introduit alors le point d'Irlande à Guilvinec, en activité de complément. Toutes les familles, enfants compris, se mettent à produire du picot bigouden (de la dentelle). En 1906, le port du Guilvinec compte 288 bateaux de pêche et 1 422 pêcheurs qui pêchent cette année-là 971 t de maquereaux, 556 t de sardines, 115 t de poissons divers, 10 t de homards et de langoustes. En 1914, la pêche procure 2 380 emplois à Guilvinec : 1 480 emplois à bord des bateaux, 900 emplois à terre (6 mareyeurs procurent 72 emplois dont 36 féminins, 7 emplois dans la fabrication des cordes et voiles, 7 emplois dans celle des filets, 15 emplois dans les 3 chantiers navals, 4 emplois dans l'usine de glace, 10 emplois au dépôt de sel, des emplois dans les conserveries, etc.) ; la commune vit alors quasi exclusivement de la pêche. Dans les années 1912-1914, des canots dragueurs de Guilvinec commencent à pêcher la langoustine. Mais cela reste une pêche d'appoint, car il faut un bon vent pour traîner la drague.
Le caractère saisonnier de la pêche sardinière impose une émigration temporaire des pêcheurs vers Quiberon, Le Croisic et même plus loin : « Les Bretons débarquent leurs cargaisons à Noirmoutier, à Port-Joinville, aux Sables, à Croix-de-Vie, à La Rochelle, à Ars-en-Ré, à Royan » laissant alors un bourg temporairement presque vide de ses habitants.
En 1919, l'inscription maritime est transférée de Quimper à Guilvinec, qui devient chef-lieu du quartier maritime. En 1924, Louis Le Cleac'h, patron pêcheur qui avait déjà innové en embarquant une glacière, installe un moteur sur son annexe, puis sur sa chaloupe. Les autres patrons l'imitent.
Des fêtes nautiques étaient organisées : en 1926 à lieu l'élection de la première "Reine de la langoustine"; cette fête perdure jusqu'à près la Seconde Guerre mondiale.
En 1926, les ouvrières de Lesconil venues manifester à Guilvinec sont rejointes par 370 ouvrières des usines locales. À partir de cette année, les pêcheurs bigoudens remplacent la chaloupe par la pinasse arcachonnaise. Vers 1930, des pêcheurs guilvinistes migrent vers les ports sardiniers de Quiberon, de Belle-Île et du Croisic. De 1930 à 1932, on construit un môle de 320 mètres. En 1934, les frères Félix et Marcel Quiniou gréent le premier malamok guilviniste, l'Ernest Zégut, avec fermes, treuil, panneaux et chalut.

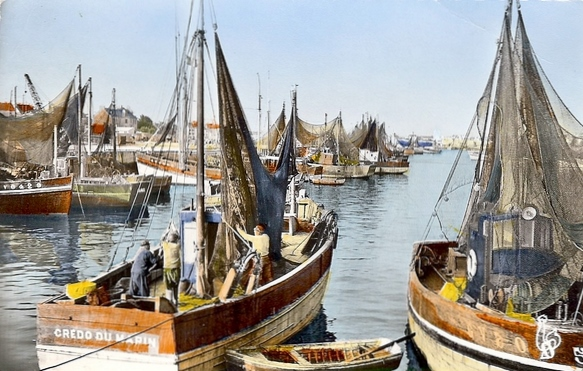
Bateaux de pêche dans le port de Guilvinec (vers 1925)

Dans un article paru le 20 janvier 1933 et intitulé La grande misère des pêcheurs des côtes bretonnes, le journal Ouest-Éclair décrit la grande misère des pêcheurs de Guilvinec et de Penmarch contraints d'émigrer ou de s'engager dans la Marine nationale et ajoute : « Il faut ajouter aux deux ports précédemment cités ceux de Lesconil, l'Île-Tudy et Sainte-Marine, qui ne sont pas mieux partagés tant s'en faut ».

« Comment avec des gains aussi insuffisants un pêcheur peut-il réussir à nourrir sa nichée, à la vêtir ? On nous a cité des cas navrants parmi beaucoup d'autres. Voici un père de famille de quatre enfants qui a gagné en tout et pour tout dans son année 1 500 francs, 300 francs à la pêche au maquereau (1 200 francs à celle à la sardine). Depuis longtemps, il n'y a plus un sou à la maison. Que fait-il ? Car on ne peut tout de même pas se laisser mourir de faim. Il va chez le commerçant et prend à crédit ce dont il a besoin, c'est-à-dire le strict minimum, on peut le croire. L'un de ces commerçants nous a confié qu'à lui seul, il comptait quarante familles auxquelles il devait, dans ces conditions, fournir denrées alimentaires et vêtements. (...) Et quand le commerçant sera-t-il payé ? À la prochaine campagne de pêche, si celle-ci est un tant soit peu fructueuse. Mais que l'année qui vient présente une situation semblable à celle de 1932, ce sera la famine chez les marins car les commerçants ne pourront tenir le coup. (...) Nous pourrions multiplier les exemples de détresse, des gains infimes en cette pointe tragique de Penmarch. Nous avons vu les hommes du Labrador gagner de 30 à 40 francs par semaine, d'autres encore moins, tel ce Jacques B., père de quatre enfants, qui a tiré de son année de pêche 1 000 francs. (...) Aucune économie bien entendu. Deux usines seulement travaillent le sprat. Peu de femmes y sont employées. Il fut un temps où, grâce au "picot", cette dentelle élémentaire implantée dans le pays par des âmes charitables lors de la crise de 1903, les familles parvenaient à trouver quelque subsistance, de quoi mettre un peu de beurre sur le pain de temps à autre. Non seulement les femmes, mais les enfants, les hommes s'y mettaient. Dorénavant, on ne fait plus guère de "picot" parce qu'il n'y a plus d'acheteur. (...) Il en est beaucoup, parmi ceux qui sont chargés de famille, qui, découragés par leur triste sort, essaient de se faire réadmettre dans les cadres de la Marine nationale. (...) C'est qu'au Guilvinec comme à Penmarch la misère est profonde : 90 bateaux sardiniers, 45 langoustiers, cela représente un nombre considérable de familles. On dira que les pêcheurs du Guilvinec qui émigrent, soit à Quiberon, soit au Croisic, ont gagné un peu plus que leurs camarades de Penmarch. (...) Le plus grand nombre s'est contenté de 1 500 francs à 2 000 francs. »

En 1935, les communistes remportent pour la première fois les élections municipales emportant au second tour 19 des 23 sièges (Guilvinec fait partie des cinq communes du département du Finistère à avoir cette année-là une municipalité à majorité communiste, les autres étant Concarneau, Douarnenez, Beuzec-Conq et Treffiagat). Marc Scouarnec, patron du canot Karl Marx, est élu maire. En 1939, la ville accueille des réfugiés espagnols jusqu'à la fin de l'année.
En 1934, Guilvinec compte 381 bateaux de pêche (c'est le record jamais dépassé) dont 144 voiliers et 237 bateaux à moteur (les premiers bateaux à moteur sont apparus en 1924). C'est aussi à partir de 1934 qu'apparaissent les premiers malamoks : Guilvinec en abrite 13 en 1936, 70 en 1939, 82 en 1945. Le port compte en 1934 - 6 conserveries (Chacun, Delory, Lecointre, Chemin, Furic, Coopérative de France ; les trois premières citées produisant également des conserves de légumes) et 4 chantiers navals qui construisent cette année-là 45 bateaux de pêche. Selon le journal Ouest-Éclair du 12 avril 1937, le port du Guilvinec compte alors environ 200 gros bateaux dragueurs, qui l'été se transforment en sardiniers ou arment pour d'autres types de pêche, montés par 1 400 marins : leur gain moyen annuel est alors en moyenne de 2 500 francs, « gain manifestement insuffisant, surtout quand la famille compte un grand nombre d'enfants. (...). On compte aussi environ 25 canots de petits pêcheurs, montés généralement par deux hommes et un mousse (...). C'est la misère noire, d'autant que, depuis le début de l'hiver, les sorties [des bateaux] ont été extrêmement rares. (...) La misère est d'ailleurs générale et l'on achète le pain à crédit ».
Paul Nédellec a écrit en 1934 une assez longue description de Guilvinec.

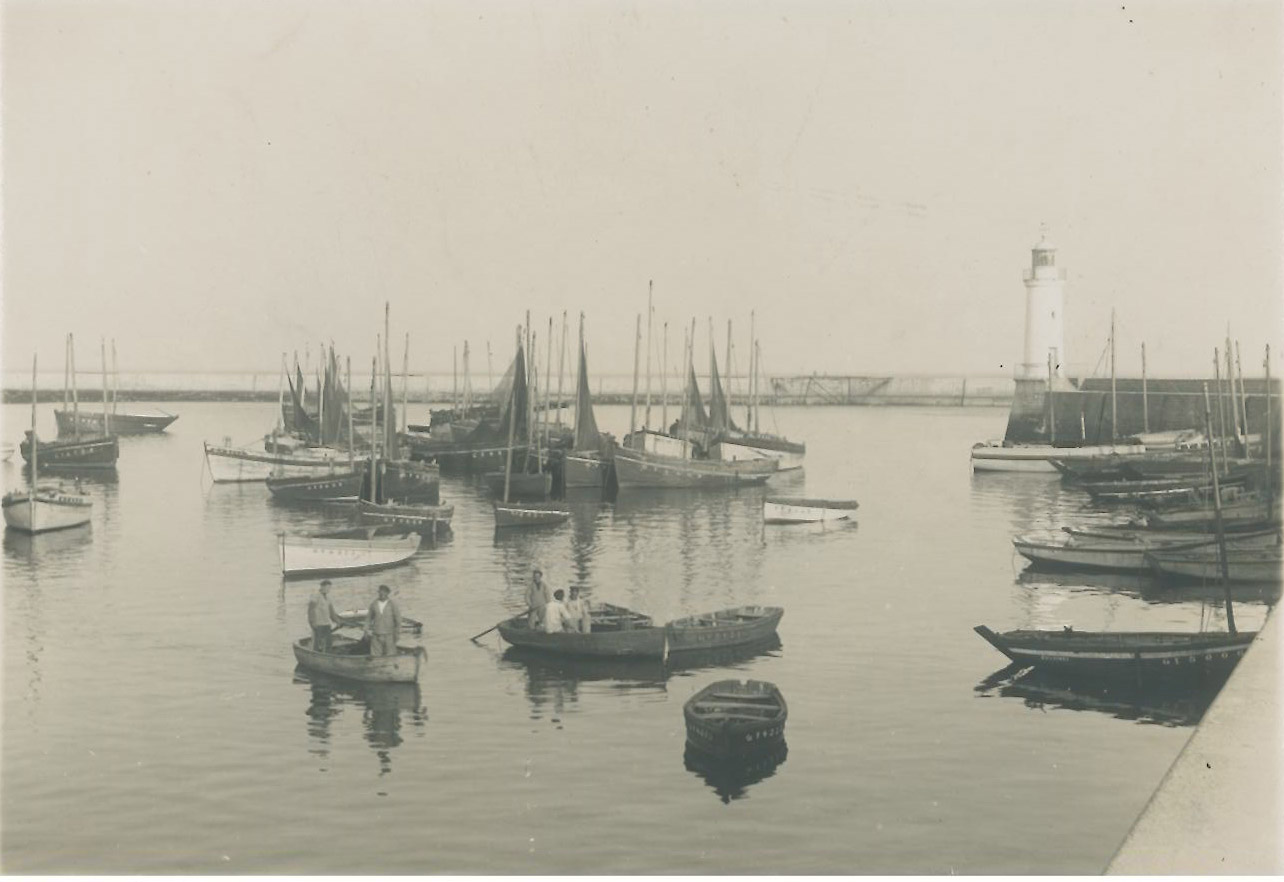
Le port de Guilvinec-Léchiagat dans les années 1930
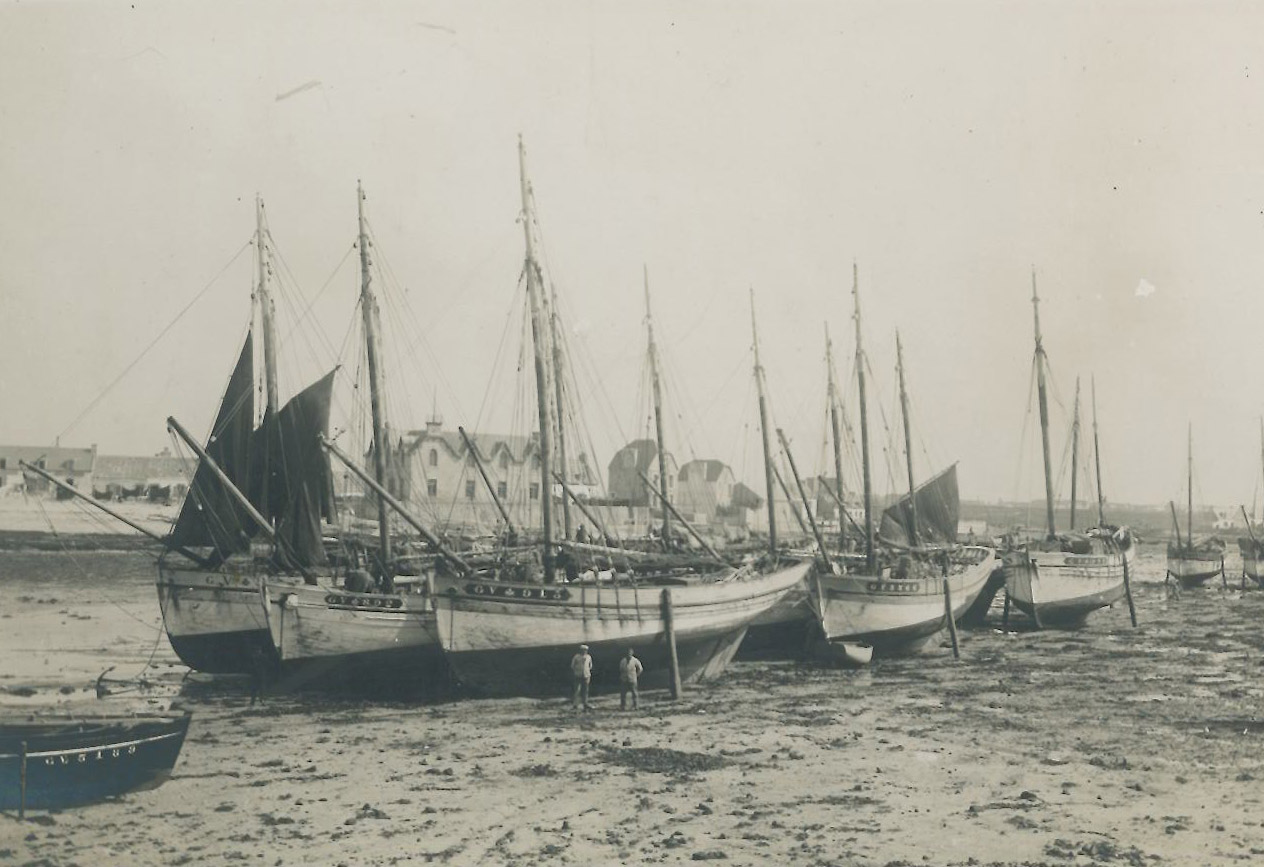
Le port de Guilvinec-Léchiagat dans les années 1930
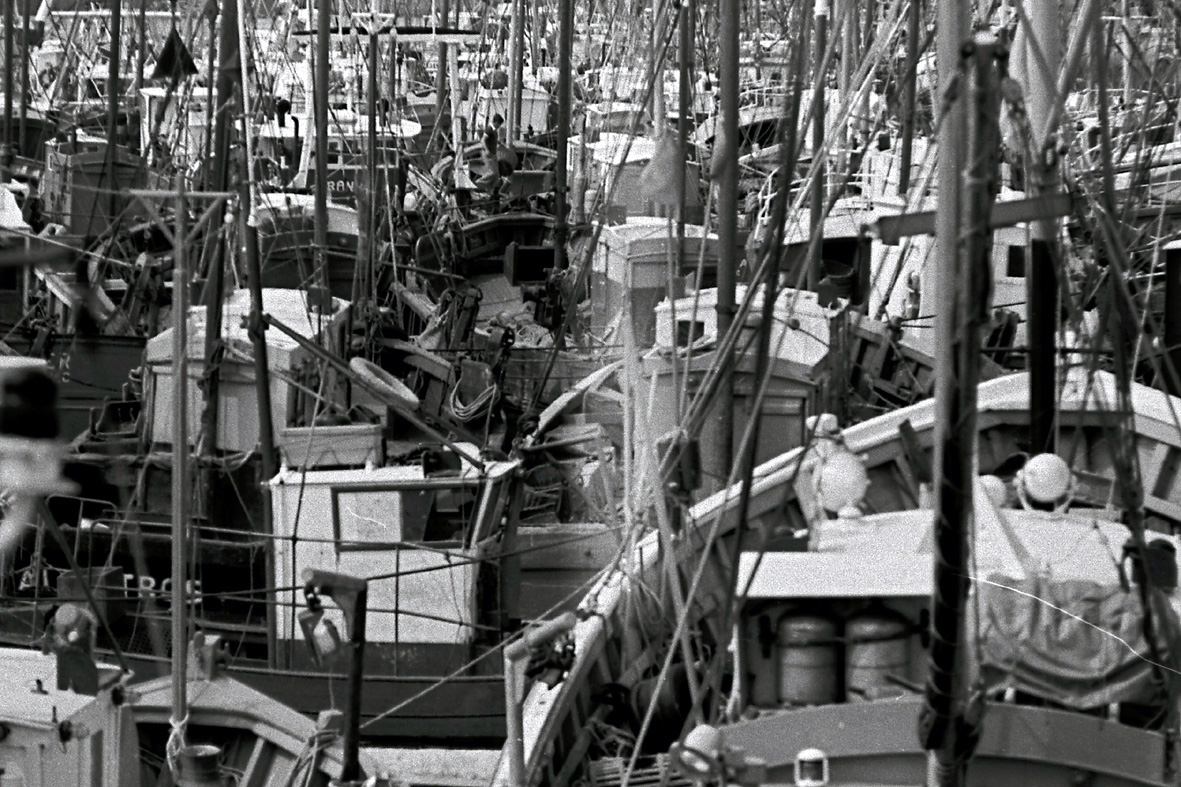
Guilvinec : la flottille des "malamoks" en 1975

Ce n'est que le 29 août 1936 qu'est créée la brigade de gendarmerie à pied de Guilvinec comprenant les communes de Guilvinec, de Treffiagat, Penmarc'h, Plomeur et Saint-Jean-Trolimon, forte de cinq hommes.

#### LaSeconde Guerre mondiale
Le 20 juin 1940, les Allemands arrivent à Guilvinec. Deux « malamoks », le Korrigan et le Mouscoul, ainsi que le canot de sept mètres Petit Manuel quittent le port pour rejoindre la Grande-Bretagne et les Forces françaises libres. Entre juillet et octobre 1940, des pêcheurs guilvinistes opèrent 8 missions entre la Bretagne et l'Angleterre à bord du Rouanez-ar-Peoc'h et ramenant notamment l'agent secret Hubert Moreau, qui participa par la suite au réseau Johnny. La kommandantur allemande à Guilvinec disposait d'une cinquantaine de soldats entre 1940 et 1944.
Le torpillage du cargo Guilvinec en février 1941 fit 17 disparus, dont 13 marins bretons, mais aucun n'était originaire du Guilvinec.
Le 22 octobre 1942, un bateau de Guilvinec ramène quatre aviateurs américains qui ont sauté en mer et que les autorités allemandes arrêtent immédiatement ; le 24 octobre 1942, trois avions survolent Guilvinec à basse altitude et lâchent cinq bombes au lieu-dit Poul Guen.
En 1942, ouvre l'école d'apprentissage maritime (EAM). Grâce à la motorisation, la pêche est en forte croissance. En 1951, un pont relie Guilvinec à la commune voisine de Treffiagat-Léchiagat. La vente sous criée commence en 1957 pour les hauturiers, et en 1959 pour les côtiers.
De nombreux guilvinistes participèrent à la Résistance extérieure : Roger Guillamet fut compagnon de la Libération, Mathieu Bargain était à bord du contre-torpilleur La Combattante qui participa au débarquement de Normandie ; une dizaine de guilvinistes furent membres du 1er bataillon de fusiliers-marins qui combattit notamment à Bir-Hakeim, etc. D'autres, notamment Raymond Le Corre, Marcel Guénolé, Henri Le Goff (ils furent tous les trois déportés à Buchenwald), Michel Baltas, participèrent à des réseaux d'évasion, de renseignements et de trafic d'armes entre la France et l'Angleterre ; Martial Bizien fut membre du réseau Nemrod créé par Honoré d'Estienne d'Orves et fut emprisonné en Allemagne.
D'autres guilvinistes participèrent à la Résistance intérieure : le pharmacien Jean Lavalou, Yves Frelaud, Henri Le Goff et d'autres furent membres du réseau Johnny ; la résistance communiste au Guilvinec fut importante, animée notamment par l'ancien maire Marc Scouarnec jusqu'à son arrestation, Pierre Cossec, Pierre Tanneau, etc. qui constituèrent une cellule communiste clandestine. Jean Le Brun, futur maire du Guilvinec, fut radio dans le réseau d'espionnage Orchestre rouge avant d'être déporté à Buchenwald. À partir de juin 1944, un maquis FTP se forma autour de Meil Corroac'h, constitué principalement d'hommes originaires de Léchiagat et du Guilvinec ; parmi ces derniers Isaac Stéphan, Louis Coupa, Henri Cloarec ; des résistants guilvinistes FTP et FFI participèrent aux combats contre le réduit allemand de Lézongar près d'Audierne, et à ceux de la poche de Lorient.
Un "Comité de Libération" fut mis en place au Guilvinec, une délégation spéciale fut mise en place pour administrer la ville, dirigée par Yvon Morvan et composée d'autres militants communistes comme Pierre Cossec, Basile Larzul qui procédèrent à des actions d'épuration contre des personnes compromises avec le régime de Vichy ou les Allemands, notamment le maire de la période de l'occupation, A. Le Nivez. Quatre femmes furent aussi tondues.
Le monument aux morts du Guilvinec porte les noms de 32 personnes mortes pour la France pendant la Seconde Guerre mondiale : parmi elles, Yves Frelaud, membre du réseau Johnny, mort en déportation au camp de concentration de Mauthausen le 22 mars 1944 et Louis Berrou, résistant, mort en déportation au camp de concentration de Sachsenhausen le 10 octobre 1944 ; des soldats originaires du Guilvinec sont morts au combat comme Eugène Berrou (frère de Louis Berrou), engagé dans les Forces françaises libres dès juin 1940, tué en Syrie ; d'autres sont morts dans des circonstances non précisées comme Henri Gloaguen à Rabat (Maroc), Simon Joncour à Alger, François Le Moigne en Tunisie; huit marins sont disparus en mer, par exemple Joachim Morvan, mort lors du naufrage du cuirassé Bretagne le 3 juillet 1940 à Mers el-Kébir et Eugène Le Cléach, disparu lors du naufrage du sous-marin Protée coulé par les Allemands au large de Cassis le 19 décembre 1943. Un autre résistant, Jean Baudry, fut fusillé le 5 avril 1944 par les Allemands au Mont-Valérien mais il habitait en fait à Léchiagat et son nom n'est pas sur le monument aux morts de Guilvinec, mais sur celui de Treffiagat-Léchiagat.
Les restrictions imposées à la pêche pendant la guerre rendirent la vie quotidienne difficile : les femmes se remirent à faire de la dentelle, les hommes se livrèrent à la récolte du chiendent sur les dunes pour fabriquer des brosses.

#### L'après-guerreet la seconde moitié duXXesiècle
Un soldat originaire de Guilvinec, Joseph Courtes, est mort pendant la Guerre d'Indochine.
En 1951 le port de Guilvinec est doté d'une salle des ventes, en 1953 d'un nouveau terre-plein et en 1957 de magasins de marée et d'une criée. Le chalutage est désormais la principale pêche pratiquée et les bateaux, désormais équipés des moyens de transmission modernes, s'aventurent plus loin, pratiquant la pêche hauturière, allant pêcher langoustines et poissons jusqu'à proximité des côtes des Îles Britanniques.
En 1962, est créé l'Armement guilviniste, présidé par Jules Furic, qui lance les deux premiers bateaux construits en acier de plus de 22 mètres, le Tronoën et le Treminou. L'Armement guilviniste se scinde en deux en 1964, donnant naissance à l'Armement bigouden. Le tonnage mis en vente sous la criée augmente chaque année. Alain Jadé et Soazig Le Gall (fille de Thomas Le Gall qui racheta en 1971 un armement moribond) dirigent l'"Armement bigouden" qui comprenait en 2008 dix chalutiers hauturiers dont les noms commencent tous par "Bara" ("pain" en breton) dont la plupart ont été construits au chantier Glehen de Guilvinec. En 1979, le chantier Glehen lança pour l'Armement bigouden le premier Bara d'une longue série : le Bara Pemdez (le « Pain quotidien »), chalutier acier semi-industriel, à pêche arrière, 24 mètres, 600 chevaux. D'autres suivent, comme le Bara Douz (« Pain doux »), le Bara Man (« Pain beurre »), le Bara Segal (« Pain de seigle »), etc.
En 1982, Guilvinec devient le quatrième port français, et le premier en pêche fraîche. En cette même année, le canton de Pont-l'Abbé, qui couvre jusqu'ici la moitié sud du Pays Bigouden, est dédoublé. La ville devient chef-lieu du canton de Guilvinec. En 1990, Furic Marée devient le premier mareyeur de France.
En 1993, survient la crise de la pêche. En raison des importations extra-communautaires, le prix du poisson s'effondre à Guilvinec de 12 % par rapport à l'année précédente. Les revenus des pêcheurs baissent, les familles sont surendettées. La pêche bigoudène, qui a tiré jusqu'ici sa force du grand nombre et de la grande diversité de ses armements, vit désormais à l'heure de la restructuration. Toute la filière en est réduite à s'adapter. En 1995, le mareyeur Furic crée son propre armement. En 1996, l'usine Paul Chacun ferme.
L' Enez Eussa II, ancien navire à passagers desservant Molène et Ouessant entre 1962 et 1992, qui était à l'abandon dans l'arrière-port de Concarneau, fut volontairement sabordé au large du Guilvinec près de la bouée de Basse Spinec.

### LeXXIesiècle

#### Le naufrage duBugaled Breizh
Le Bugaled Breizh (« Enfants de Bretagne ») est un chalutier de Loctudy, immatriculé dans le quartier maritime de Guilvinec. Il a coulé subitement le 15 janvier 2004 au large du Cap Lizard, provoquant la mort de ses cinq marins.

#### Les difficultés du port de pêche
Le progrès technique et le déclin de la pêche entraînent une diminution des emplois maritimes : Guilvinec comptait 4 025 emplois liés à la mer en 1950, 3 095 en 1965, 2 648 en 1969. Les tonnages pêchés sont toutefois en augmentation (6 439 tonnes en 1950, 12 457 en 1967, 13 817 tonnes en 2014, 18 775 tonnes en 2015, année record). En 2009-2010, 17 chalutiers du Guilvinec ont été arrêtés en raison des plans de sortie de flotte décidés par l'Union européenne. Le port abrite encore en 2014 60 bateaux pratiquant la pêche hauturière et 40 bateaux pratiquant la pêche côtière, mais les quotas imposés par la Commission européenne et le non-renouvellement de la flotte inquiètent ; trois bateaux (dont le Locléade et le Phénix 1) ont été en 2015 vendus à un armement espagnol intéressé principalement par le quota de 1 000 tonnes de droits de pêche que possédaient ces bateaux. Le nombre de marins embarqués dans le quartier maritime du Guilvinec était de 2 344 en 1992, 767 en 2016 et 729 en 2018 (dont 434 au Guilvinec même).
Par contre le mareyage reste dynamique : Guilvinec a su capter le poisson pêché par les bateaux des ports voisins qui ont cessé la commercialisation et aussi, par la vente à distance, de bateaux qui débarquent leur poisson ailleurs. Guilvinec est le port français de référence pour la commercialisation du poisson frais ; pour de nombreuses espèces comme l'églefin, la lotte, la raie, etc., les acheteurs se connectent en premier au Guilvinec. « Le prix moyen est plus fort au Guilvinec parce qu'il y a du volume. (...) Sur les criées hauturières, c'est celle où il existe le plus de vente à distance. (...) Quand les ventes démarrent toutes à 6 h du matin, c'est ici que le prix est fait » déclare Christophe Hamel, directeur de la criée du Guilvinec. Le port possède en 2015 11 magasins de marée sous criée, 128 acheteurs agréés et 98 acheteurs à distance.
En 2018, la criée du Guilvinec a commercialisé 17 929 tonnes de poissons pour une valeur de 72 162 000 euros. En 2019 15 169 tonnes ont été débarquées pour un chiffre d'affaires de 63 100 000 euros, mais seulement12 584 tonnes en 2020.

#### La polémique concernant le projet de transformation de l'arrière-port en port de plaisance
Face au déclin du port de pêche du Guilvinec-Léchiagat et à l'envasement accru de l'arrière-port du Steir (qui n'est plus depuis des décennies qu'un cimetière de bateaux) accéléré depuis la construction du pont-digue reliant Léchiagat au Guilvinec, un projet de dévasement, de construction d'un port de plaisance dans cet arrière-port et de démolition du pont-digue fait polémique depuis 2010, la controverse opposant principalement les écologistes et les professionnels de la mer. Les partisans du projet assurent que la pêche professionnelle restera prioritaire et que le projet d'un port de plaisance serait seulement complémentaire, permettant d'étoffer une offre en matière d'accueil de bateaux de plaisance quasiment inexistante pour l'instant, et permettrait l'arrivée de nouvelles entreprises industrielles liées à la mer et à la navigation de plaisance dans la zone intercommunale de Toul-ar-Braz. « Cette mixité entre pêche et plaisance sera un atout pour le port » assure Jean-Luc Tanneau, maire du Guilvinec. Deux projets existent en fait : l'un de 240 places, juste en amont du port de pêche, l'autre de 800 places en aménageant l'arrière-port. Les écologistes s'opposent à ce dernier projet : l'arrière-port est « d'une remarquable biodiversité et une nourricerie indispensable pour le repeuplement de la mer » s'indigne par exemple un membre de l'association "Bretagne vivante".
Un nouveau projet, plus modeste, prévoit 338 nouvelles places dont 121 sur pontons côté Guilvinec et 130 dans l'arrière-port avec une darse en eau ; des lignes de mouillage moins denses côté Treffiagat, avec 22 places pour l'escale et un bâtiment d'accueil. Le chantier pourrait être entrepris en 2025.

## Politique et administration
La commune est l'ancien chef-lieu du canton et adhère à la communauté de communes du Pays Bigouden Sud.

### Administration municipale
Le nombre d'habitants au dernier recensement étant compris entre 2 500 et 3 499, le nombre de membres du conseil municipal est de 23.

### Instances judiciaires et administratives
Guilvinec relève du tribunal d'instance de Quimper, du tribunal de grande instance de Quimper, de la cour d'appel de Rennes, du tribunal pour enfants de Quimper, du conseil de prud'hommes de Quimper, du tribunal de commerce de Quimper, du tribunal administratif de Rennes et de la cour administrative d'appel de Nantes.
La commune accueille la brigade de proximité de la circonscription de gendarmerie et un bureau de poste.

### Jumelages
Au 19 avril 2013, Guilvinec est jumelée avec Sévrier en Haute-Savoie.
Le jumelage avec Schull dans le comté de Cork en Irlande  a eu lieu le 23 mai 2014. La charte de jumelage fut signée par le Président du comité de jumelage de Schull et le maire du Guilvinec, Jean-Luc Tanneau. La pêche et la plaisance réunissent ces deux communes en plus des échanges entre enfants des écoles et l'attrait touristique des deux villes.

## Population et société

### Démographie
Guilvinec a été créée en 1880 à partir d'une scission de la commune de Plomeur.
L'évolution du nombre d'habitants est connue à travers les recensements de la population effectués dans la commune depuis 1881. Pour les communes de moins de 10 000 habitants, une enquête de recensement portant sur toute la population est réalisée tous les cinq ans, les populations de référence des années intermédiaires étant quant à elles estimées par interpolation ou extrapolation. Pour la commune, le premier recensement exhaustif entrant dans le cadre du nouveau dispositif a été réalisé en 2005.

En 2022, la commune comptait 2 677 habitants, en évolution de −0,26 % par rapport à 2016 (Finistère : +2,16 %, France hors Mayotte : +2,11 %).
| 1881  | 1886  | 1891  | 1896  | 1901  | 1906  | 1911  | 1921  | 1926  |
| ----- | ----- | ----- | ----- | ----- | ----- | ----- | ----- | ----- |
| 1 968 | 2 603 | 2 939 | 3 620 | 3 884 | 4 092 | 4 429 | 4 584 | 4 715 |

| 1931  | 1936  | 1946  | 1954  | 1962  | 1968  | 1975  | 1982  | 1990  |
| ----- | ----- | ----- | ----- | ----- | ----- | ----- | ----- | ----- |
| 4 518 | 4 522 | 4 741 | 4 804 | 5 037 | 5 012 | 4 604 | 4 091 | 3 365 |

| 1999  | 2005  | 2006  | 2010  | 2015  | 2020  | 2022  | - | - |
| ----- | ----- | ----- | ----- | ----- | ----- | ----- | - | - |
| 3 042 | 3 012 | 3 033 | 2 892 | 2 704 | 2 693 | 2 677 | - | - |

Commentaire : La population du Guilvinec a augmenté très rapidement depuis la création de la commune jusqu'en 1926, présentant un aspect de ville champignon : la commune gagne 2 747 habitants entre 1881 et 1926, sa population étant multipliée par 2,4 en 45 ans, en raison de l'essor de la pêche et des activités liées à la pêche pendant cette période. La période 1926-1946 connaît une stabilité démographique ; la commune atteint son maximum démographique en 1962 avec 5 037 habitants ; depuis, la crise de la pêche a entraîné un spectaculaire déclin démographique, Guilvinec perdant 2 145 habitants entre 1962 et 2010, doit - 42,8 % en 48 ans.
Guilvinec connaît un solde naturel négatif : pour la période 1999-2007, 439 décès et seulement 217 naissances ont été enregistrées ; pour la période 2007-2012, le déficit naturel moyen annuel est de - 1,1 % l'an ; en 2014, 16 naissances et 54 décès ont été enregistrés ; le taux d'accroissement naturel est largement négatif (pour la période 2007-2012, il est de - 11,3 pour mille, le taux de natalité étant de 7, 1 pour mille et le taux de mortalité de 18,4 pour mille). Par contre le solde migratoire, lui aussi négatif entre 1968 et 1999, est devenu depuis légèrement positif : + 0,4 % l'an entre 2007 et 2014. Le vieillissement de la population est important : en 2012, 40,0 % de la population avait 60 ans et plus, alors que 16,2 % seulement étaient âgés de 0 à 19 ans. La crise de la pêche explique qu'en 2012 56,7 % des actifs de la commune travaillaient ailleurs qu'au Guilvinec. Les logements vacants sont nombreux (12,1 % des logements en 2012) et l'augmentation du nombre des résidences secondaires est sensible (25,3 % du total des logements en 2007 ; 30,1 % en 2012), celui des résidences principales stagnant en valeur absolue (1 583 en 2007 ; 1 582 en 2012), mais diminuant en pourcentage (64,4 % du total des logements en 2007 ; 57,8 % en 2012).

### Enseignement
La commune est rattachée à l'académie de Rennes. Cette académie fait partie de la zone B pour son calendrier de vacances scolaires, depuis 2015.
Elle administre une école élémentaire communale de 100 élèves (année scolaire 2012-2013) et dispose d'une école élémentaire privée de 98 élèves (année scolaire 2012-2013).
Le département gère deux collèges : Paul-Langevin (public) et Saint-Joseph (privé).
Le lycée professionnel maritime de Guilvinec forme aux métiers de la mer (pêche, marine marchande, voire Marine nationale) et à certains métiers à terre (transformation du poisson). Il assure également la formation continue des marins en activité. Il est situé à Treffiagat.

### Sports
Le club de football du Guilvinec est le  FCTGV (Treffiagat-Guilvinec) : il dispose d'un stade de 500 places en termes de capacite qui se nomme Amédée Biguais.

### Cultes
Culte catholique
La paroisse catholique de Guilvinec fait partie de l'ensemble paroissial de Stereden-Vor dans le doyenné de Pont-l'Abbé (Diocèse de Quimper et Léon).

## Économie

### Revenus de la population et fiscalité
En 2010, le revenu fiscal médian par ménage était de 22 064 €, ce qui plaçait Guilvinec au 27 882e rang parmi les 31 525 communes de plus de 39 ménages en métropole.

### Emploi
En 2009, la population âgée de 15 à 64 ans s'élevait à 1 720 personnes, parmi lesquelles on comptait 66,8 % d'actifs dont 57,1 % ayant un emploi et 9,7 % de chômeurs.
On comptait 1 642 emplois dans la zone d'emploi, contre 1 876 en 1999. Le nombre d'actifs ayant un emploi résidant dans la zone d'emploi étant de 951, l'indicateur de concentration d'emploi est de 172,7 %, ce qui signifie que la zone d'emploi offre près de deux emplois pour chaque habitant actif.

### Entreprises et commerces
Au 31 décembre 2010, Guilvinec comptait 324 établissements : 35 dans l'agriculture-sylviculture-pêche, 24 dans l'industrie, 16 dans la construction, 193 dans le commerce-transports-services divers et 56 étaient relatifs au secteur administratif.
En 2011, 21 entreprises ont été créées à Guilvinec, dont 11 par des autoentrepreneurs.
Les Transports Guiffant, entreprise créée en 1936 (initialement  un autocar transportant des voyageurs) par Louis Guiffant, s'est ensuite spécialisée dans le transport du poisson frais du port à la gare du Guilvinec pour le train Birinik avant de transporter des produits de la mer dans toute la France, et même dans la décennie 1970 jusqu'en Europe de l'Est et au Proche-Orient. En 2022 l'entreprise, qui compte environ 75 salariés, est rachetée par les "Transports Delanchy", basés à Guidel, en raison du départ à la retraite de Luc Guiffant, petit-fils du fondateur de l'entreprise.

#### Pêche

##### Activité portuaire

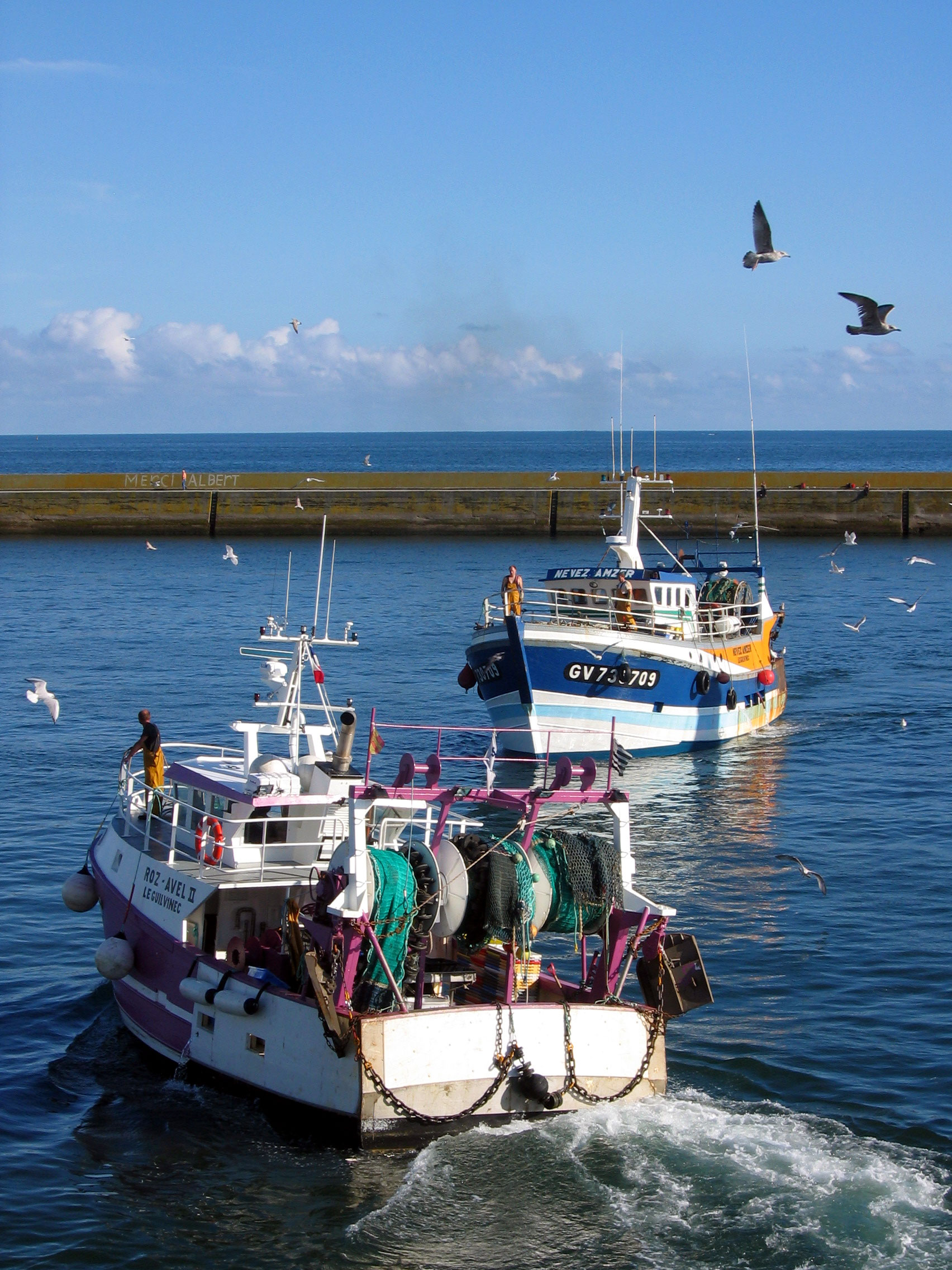
Retour de pêche des petits côtiers, en 2008.

La commune du Guilvinec partage avec la commune voisine de Treffiagat-Léchiagat le plus important port de pêche artisanale de France. La flottille du port se compose au 31 décembre 2011 de 101 navires (du canot au chalutier hauturier) pour 415 marins :
- 31 navires, embarquant 64 marins, pratiquent la petite pêche (marées de moins de 24 heures) ;
- 23 navires, embarquant 78 marins, pratiquent la pêche côtière (marées de 24 à 96 heures) ;
- 47 navires, embarquant 273 marins, pratiquent la pêche au large (marées de plus de 96 heures)[b 5].

L'activité portuaire s'est développée par la construction du côté du port de Léchiagat de nouveaux quais, d'une darse avec un élévateur à bateaux (slipway), et d'un grand et large espace accueillant des chalutiers en réparation, qui ont donné un regain de dynamisme à l'ensemble des deux ports associés.
Dans le classement en valeur débarquée des bateaux français, il est en 2012 le premier port de pêche français (62,8 millions €), devant Lorient et Boulogne. Il est le troisième en tonnage (17 923 t), après Boulogne et Lorient. Ces installations sont équipées :
- de 1 000 m linéaire de quai ;
- d'un élévateur à bateaux d'une capacité de 350 t ;
- d'une longue et grande halle à marée ;
- d'un système de vente informatisé à la criée;
- d'une chambre froide (stockage) de 700 m2 ;
- d'une chambre froide (déchets) de 80 m2 ;
- d'une gare de marée réfrigérée de 1 300 m2 ;
- d'un contrôle informatisé de la livraison[172].

En 2011, on comptait 98 acheteurs agréés. Près de 30 % des achats s'effectuaient sur Internet.
En 2011, l'activité fut très bonne : le tonnage progressait de 15 %, la valeur de 17 %. Les trois espèces les plus pêchées étaient :
- la lotte, 3 966 t, pour une valeur de 21,3 millions € ;
- la raie, 2 119 t, pour une valeur de 4,3 millions € ;
- l'églefin, 1 989 t, pour une valeur de 2,7 millions €.

La langoustine se situait à la huitième place en tonnage (704 t) et à la deuxième place en valeur (7,3 millions €).
Furic marée au Guilvinec qui faisait partie du groupe de mareyage Océalliance employait en 2019 - 140 salariés et expédiait 10 000 tonnes de poissons.
La criée  vit essentiellement de la pêche hauturière. La réduction des zones de pêche due au Brexit affecte fortement le secteur économique de l'union européenne lié à la pêche. 65 millions d'indemnités ont été allouées par la Commission européenne pour financer la déconstruction des navires hauturiers. Le plan de casse concerne 90 bateaux de pêche en France ce qui aura des conséquences sur l'emploi au-delà des pêcheurs concernés. 26 bateaux de pêche hauturière sont concernés par le plan de casse post-Brexit dans le quartier maritime du Guilvinec,,.
L'Oxalis, construit en 1961 et d'abord basé à Lesconil, est en 2023 le plus vieux malamock (bateau de pêche) en activité au Guilvinec.
En 2023 10 889 tonnes de poisson (pour une valeur de 50 471 000 euros) ont été débarquées au Guilvinec.

##### Lycée maritime du Guilvinec

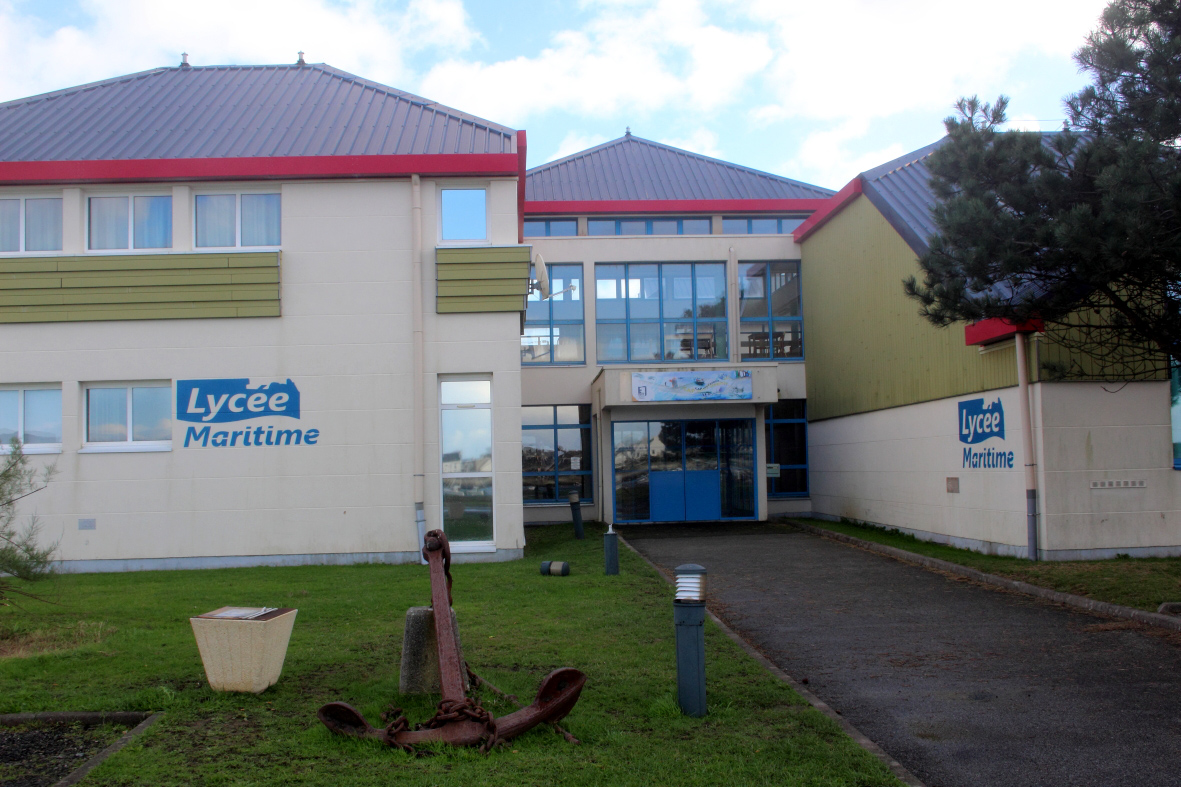
Le lycée maritime

Le Lycée public professionnel, est en fait situé sur le territoire de la commune de Treffiagat, à proximité de l'arrière-port, accueille les élèves du CAP au Baccalauréat Professionnel, avec une ouverture vers les formations supérieures, BTS Pêche et gestion de l'environnement marin (PGEM), avec aussi une formation  complémentaire Mécatronique navale. Les formations de marin offrent des opportunités pour évoluer dans les métiers de la mer. Le Lycée possède des outils de formation de qualité avec : trois simulateurs pour la navigation, la machine et la radio et un navire école à poste au port du Guivinec. À partir de Septembre 2023, une option "voile" pour le Bac professionnel Commerce et gestion des entreprises maritimes sera ouverte

##### Découverte de la pêche en mer
Le centre « Haliotika, la cité de la pêche » permet de découvrir les produits de la mer, le quotidien des marins-pêcheurs, l'évolution de leur métier et celle du port du Guilvinec.

##### Quartier maritime de Guilvinec
De 1919 à 2009, Guilvinec est chef-lieu d'un quartier maritime portant son nom. Les quartiers maritimes disparaissent le 1er janvier 2010, jour où les services chargés de la mer et du littoral sont réorganisés. Les quartiers d'immatriculation sont conservés.
Le quartier maritime du Guilvinec, qui comprend les ports du Guilvinec, Lesconil, Loctudy et Saint-Guénolé, comptait 740 bateaux de pêche et 3 000 marins en 1965, 225 bateaux et 677 marins en 2021. Deux plans de sortie de flotte ont envoyé 114 bateaux à la casse dans les décennies 1990 et 2000. S'y sont ajoutés des cessations d'activité dues aux retraites et vieillissement des pêcheurs, des bateaux non repris en raison des aléas économiques.
Près de 20 900 tonnes de poissons ont été débarquées en 2022, dont 13 617 tonnes au Guilvinec même. La pêche y génère 2 300 emplois directs et indirects. Le plan de sortie de pêche post Brexit de 2023 devrait envoyer à la casse 26 chalutiers bigoudens supplémentaires. Jusqu'à 600 emplois liés à la mer sont menacés.

#### Chantiers navals
Le Guilvinec est le site historique du chantier Glehen, créé en 1911 au fond du port. En 2018 un gros hangar y est installé avec à l'arrière des bureaux. La taille des navires augmentant, le passage sous le pont de Léchiagat se révèlant de plus en plus épineux. Aussi, en 2001, le site de Douarnenez devient-il le principal centre de production. Le siège social reste au Guilvinec, qui garde un site de réparations situé le long du quai des chalutiers.
Un autre gros hangar abrite les "Chantiers Navals Hénaff" en arrière de la route longeant le port, construisant de petites embarcations en bois uniquement.

## Culture locale et patrimoine

### Monuments historiques
La commune dispose d'un monument classé et de deux monuments inscrits aux monuments historiques.
- Le menhir de Lanvar est classé depuis le 4 juin 1962[187]. D'époque néolithique, environ 3000 av. J.-C., il est situé dans l'agglomération au lieu-dit Kervennec.
- Le manoir de Kergoz (« vieux village » en breton) est inscrit partiellement depuis le 11 mai 1932[188].

Le manoir de Kergoz
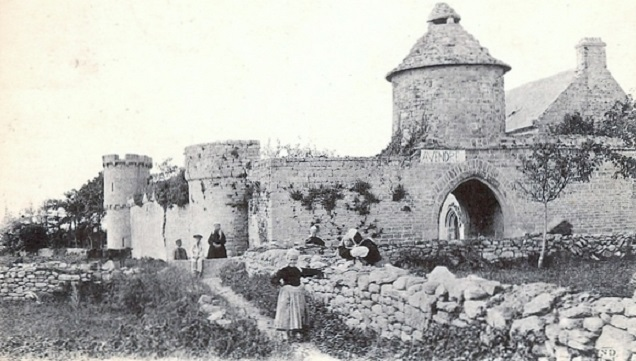
Le manoir vers 1900.
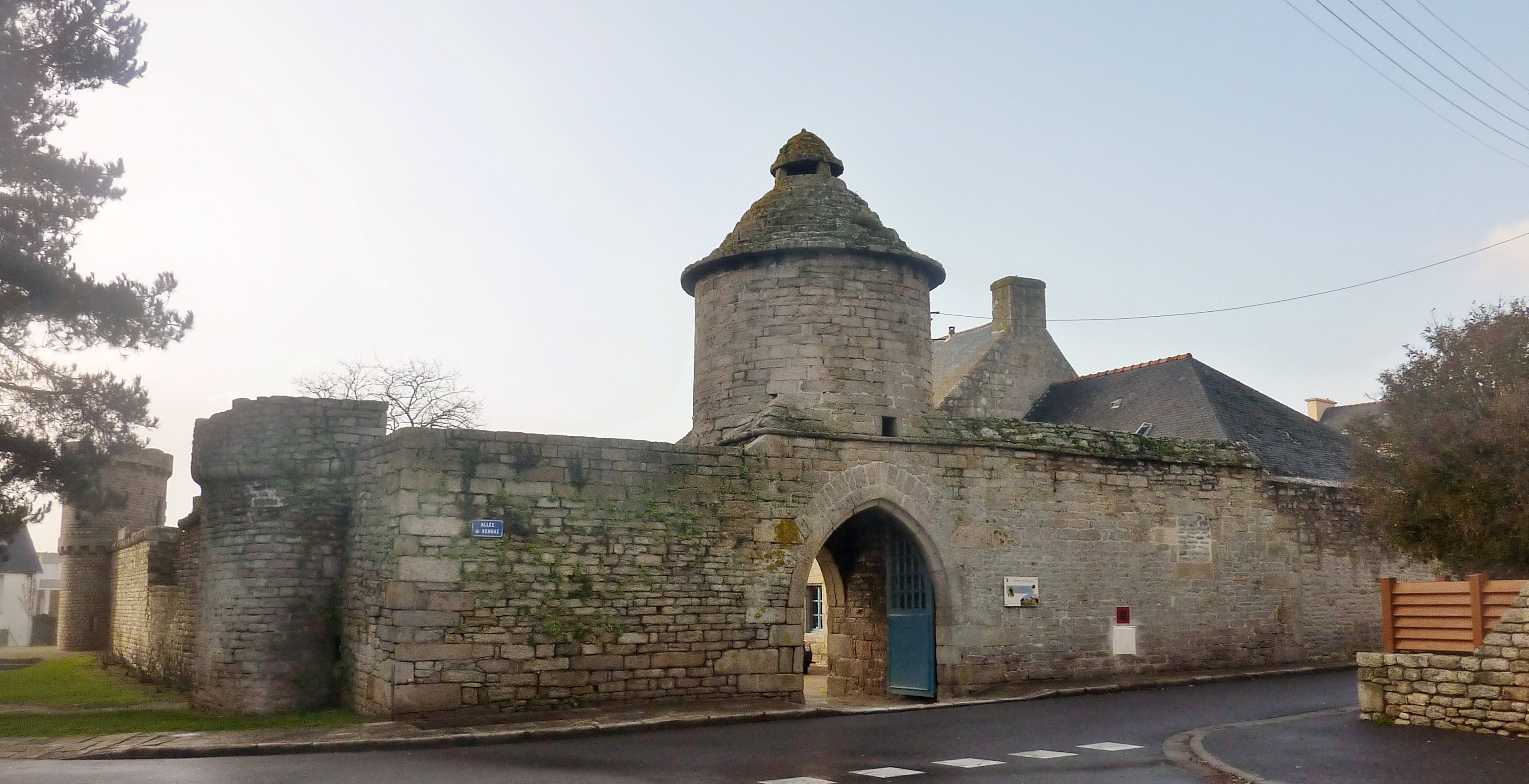
L'entrée du manoir.
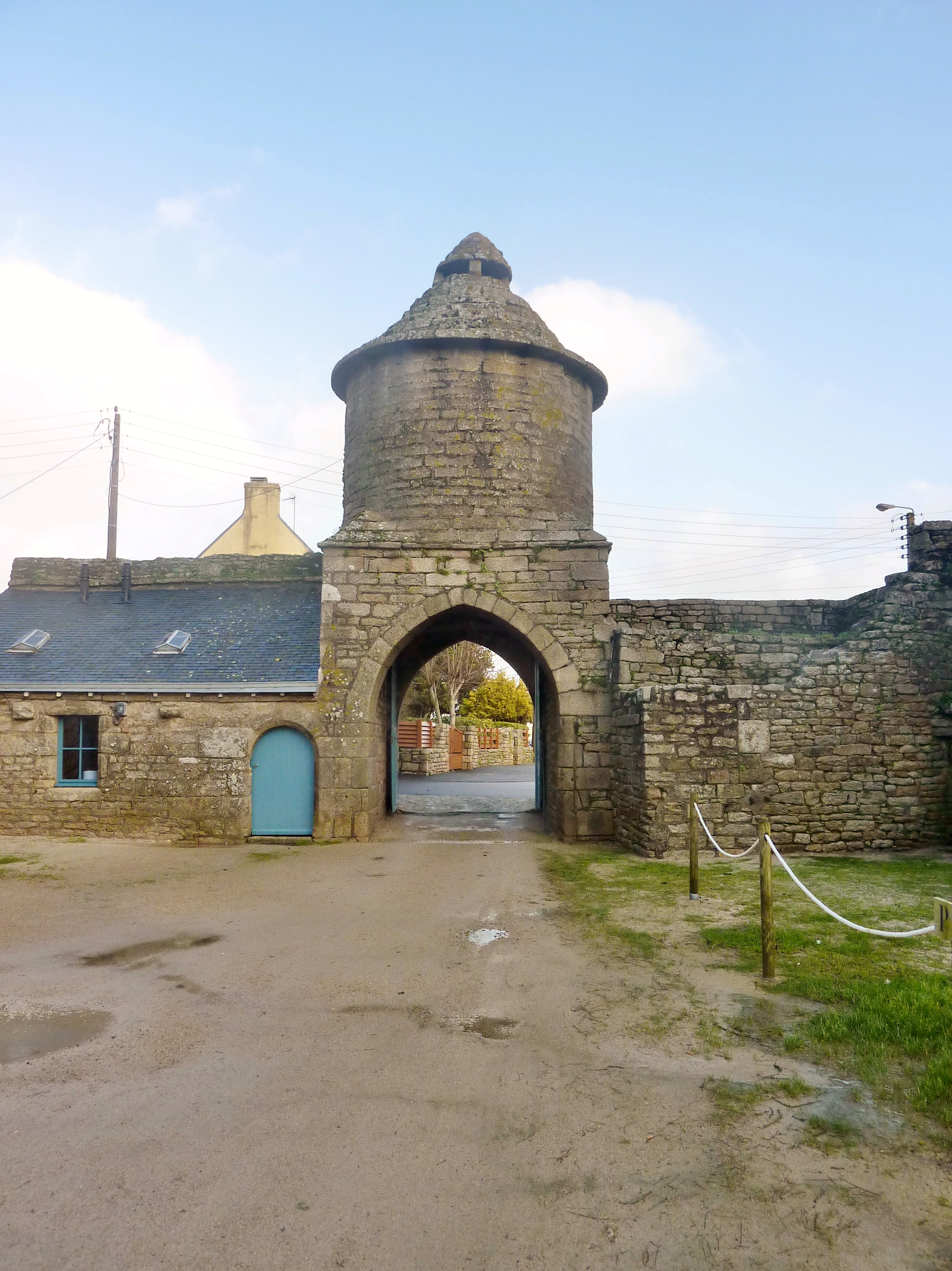
L'entrée du manoir et son pigeonnier.
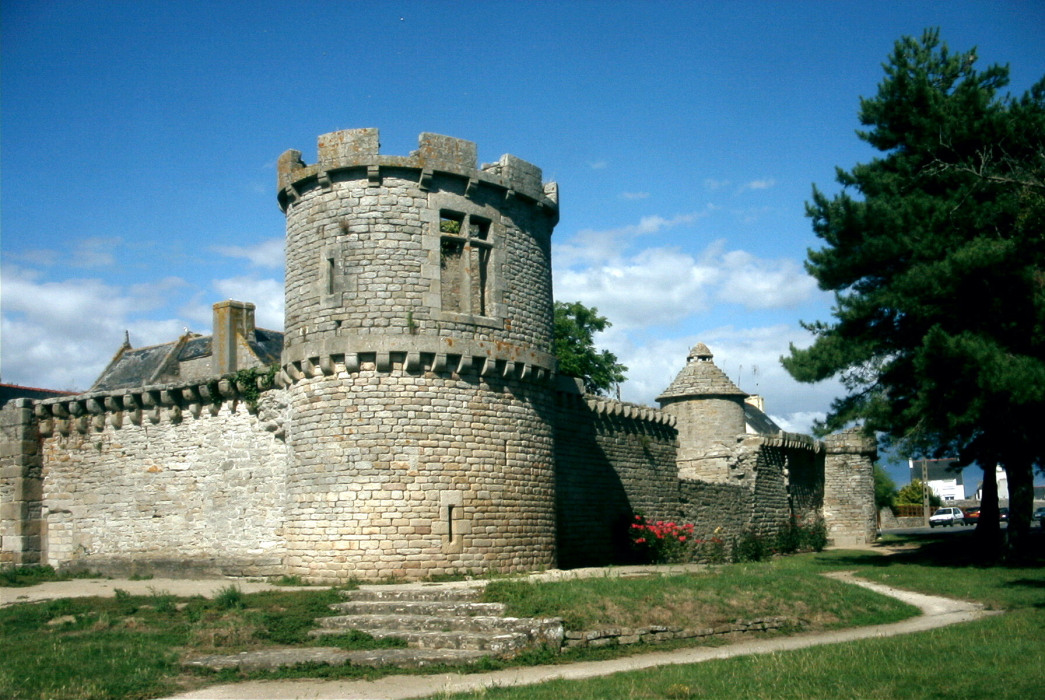
Vue extérieure, les remparts.
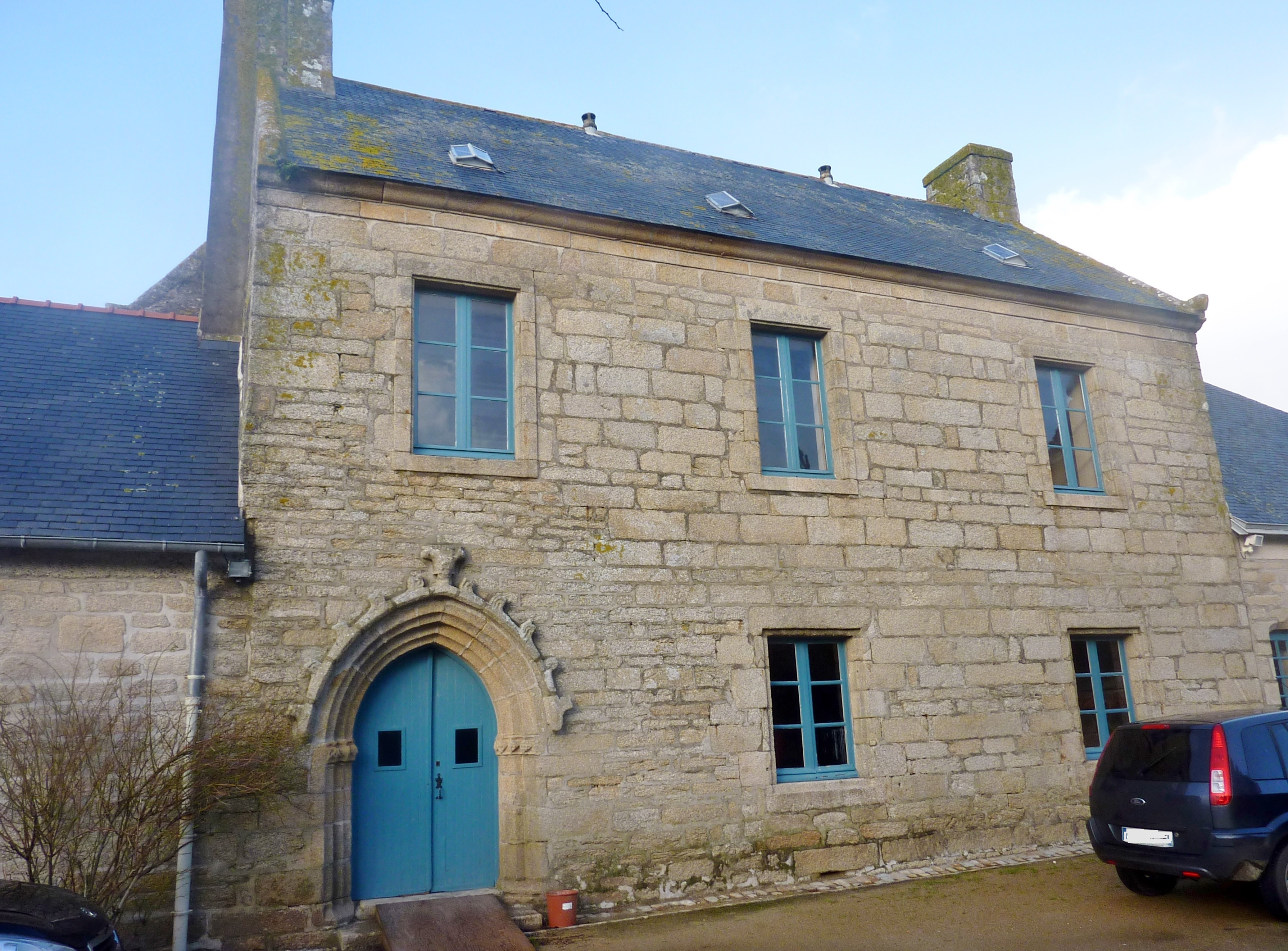
Façade du bâtiment principal.

- La chapelle Saint-Trémeur, inscrite au titre des monuments historiques par arrêté du 4 mars 1935[189]. Elle est dédiée à saint Trémeur, située près d'un vallon et d'un étang de barrage dunaire. Construite durant la première moitié du XVIe siècle par le seigneur de Kergoz. Deux stèles de l'âge du fer sont situées sur le placître et témoignent de l'ancienneté de l'occupation du site. Selon la tradition, au XVIIIe siècle, les naufragés inconnus et les pauvres y étaient enterrés. En ruine après la Révolution française, elle fut restaurée en 1817 ; une fontaine (restaurée) se trouve en son contrebas de la chapelle : elle était censée guérir les migraines et les maux de tête[27]. À proximité se trouve l'ancien four banal à pain de Prat an Ilis (« pré de l'église » en breton). Depuis 2009, elle a été à nouveau restaurée grâce à une souscription et avec l'aide de la Fondation du patrimoine[190] et sert désormais de lieu d'exposition durant l'été[191].

La chapelle Saint-Trémeur
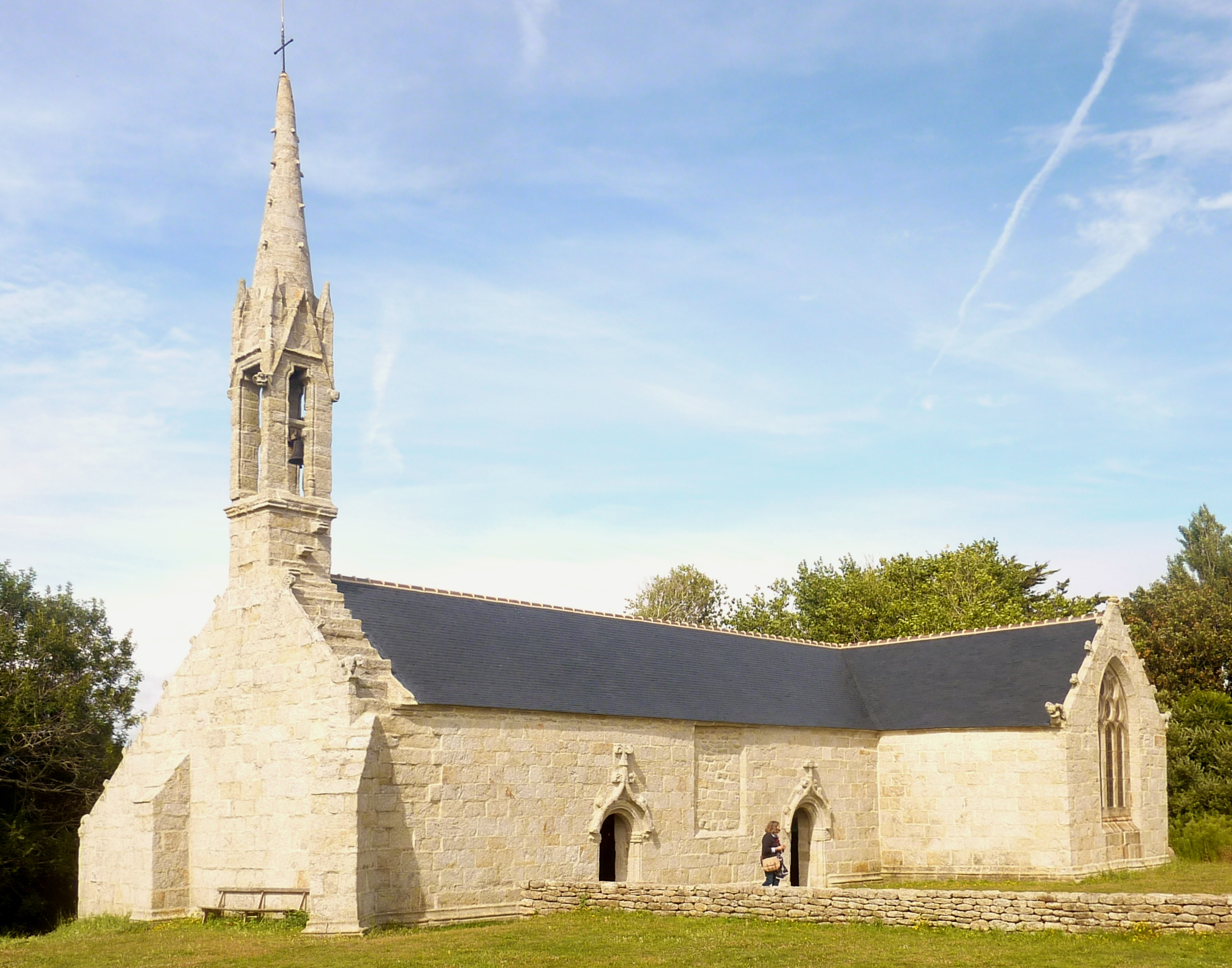
Vue extérieure.
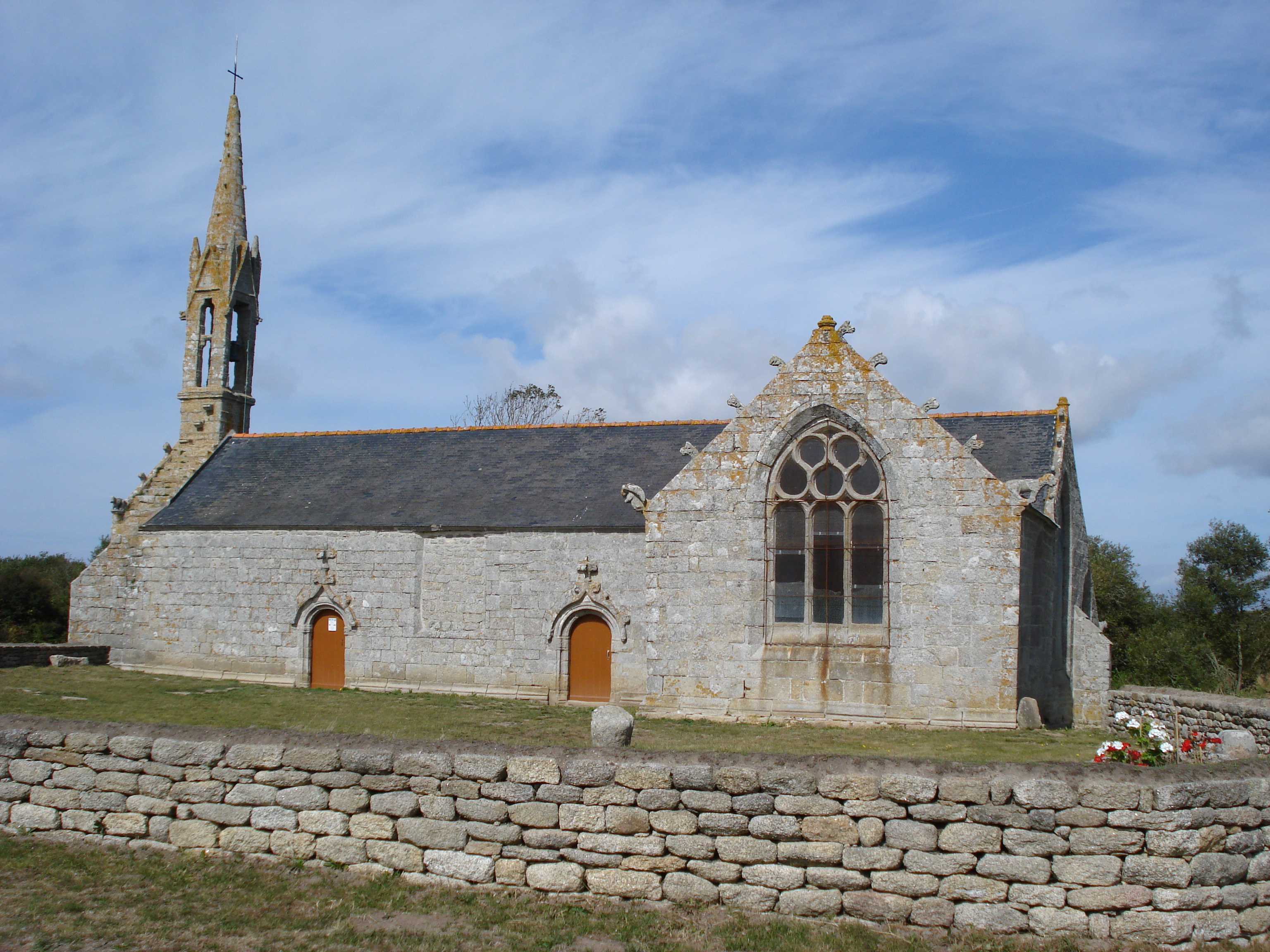
Vue extérieure.
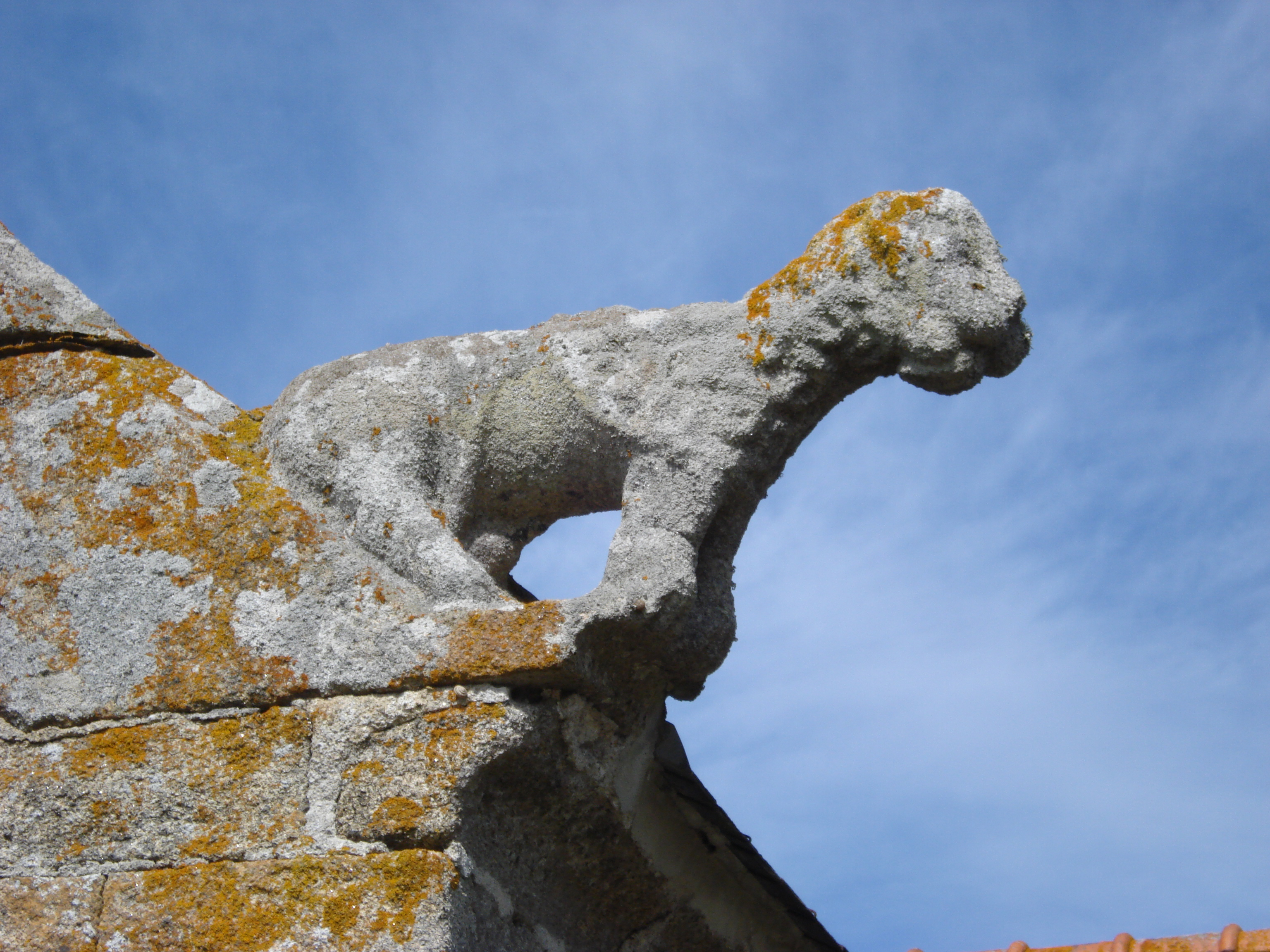
Vue extérieure, détail d'une sculpture.
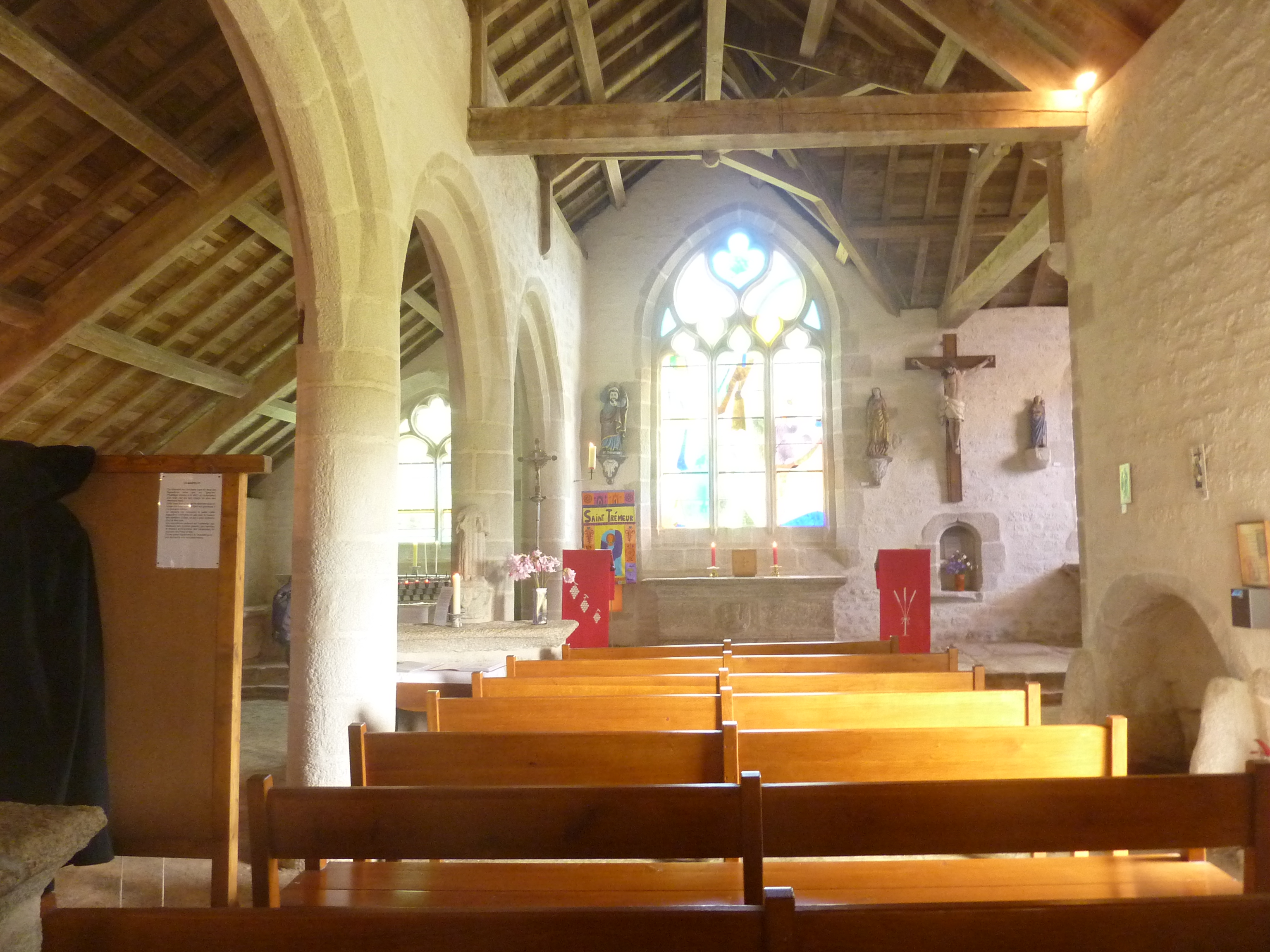
Vue intérieure d'ensemble.
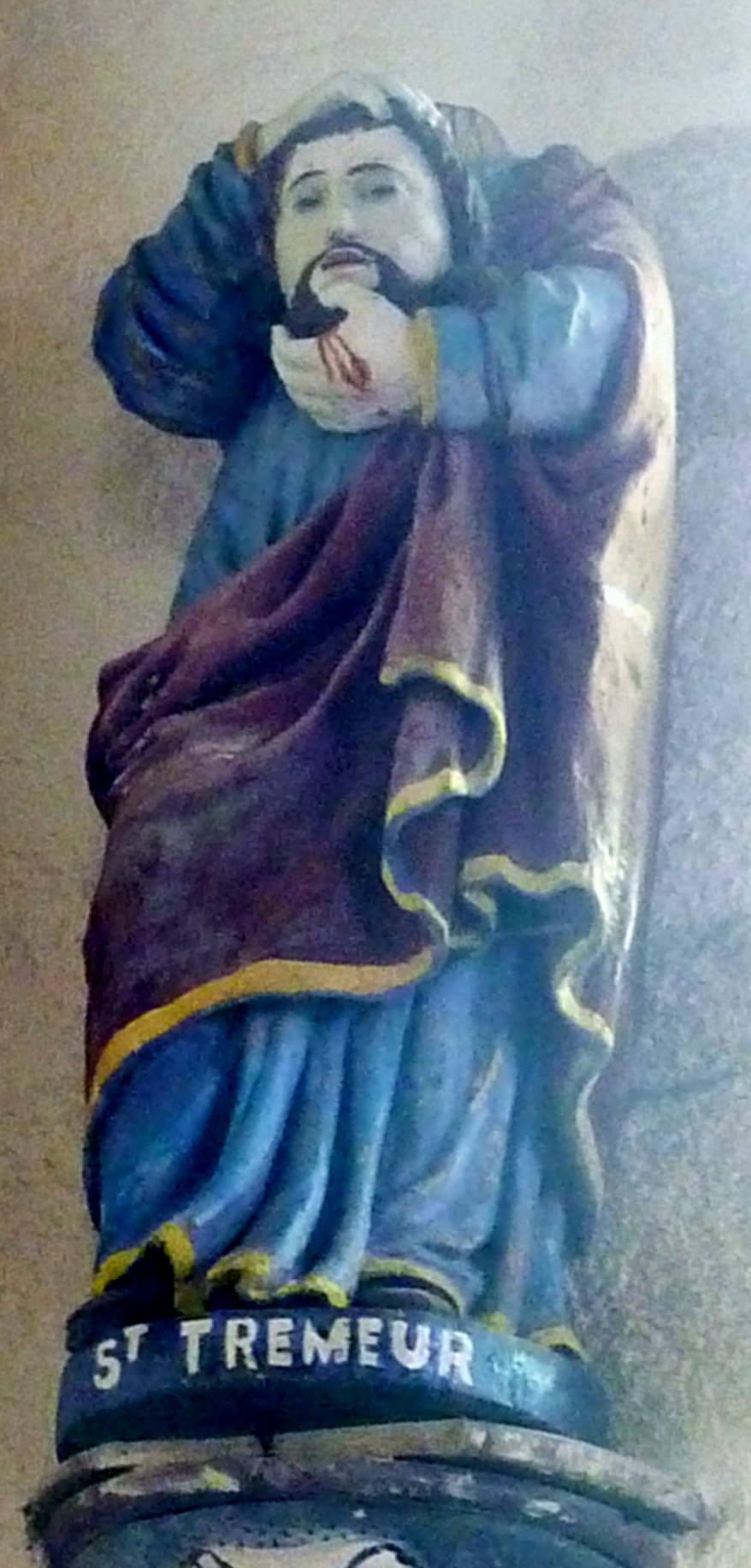
Statue de saint Trémeur.
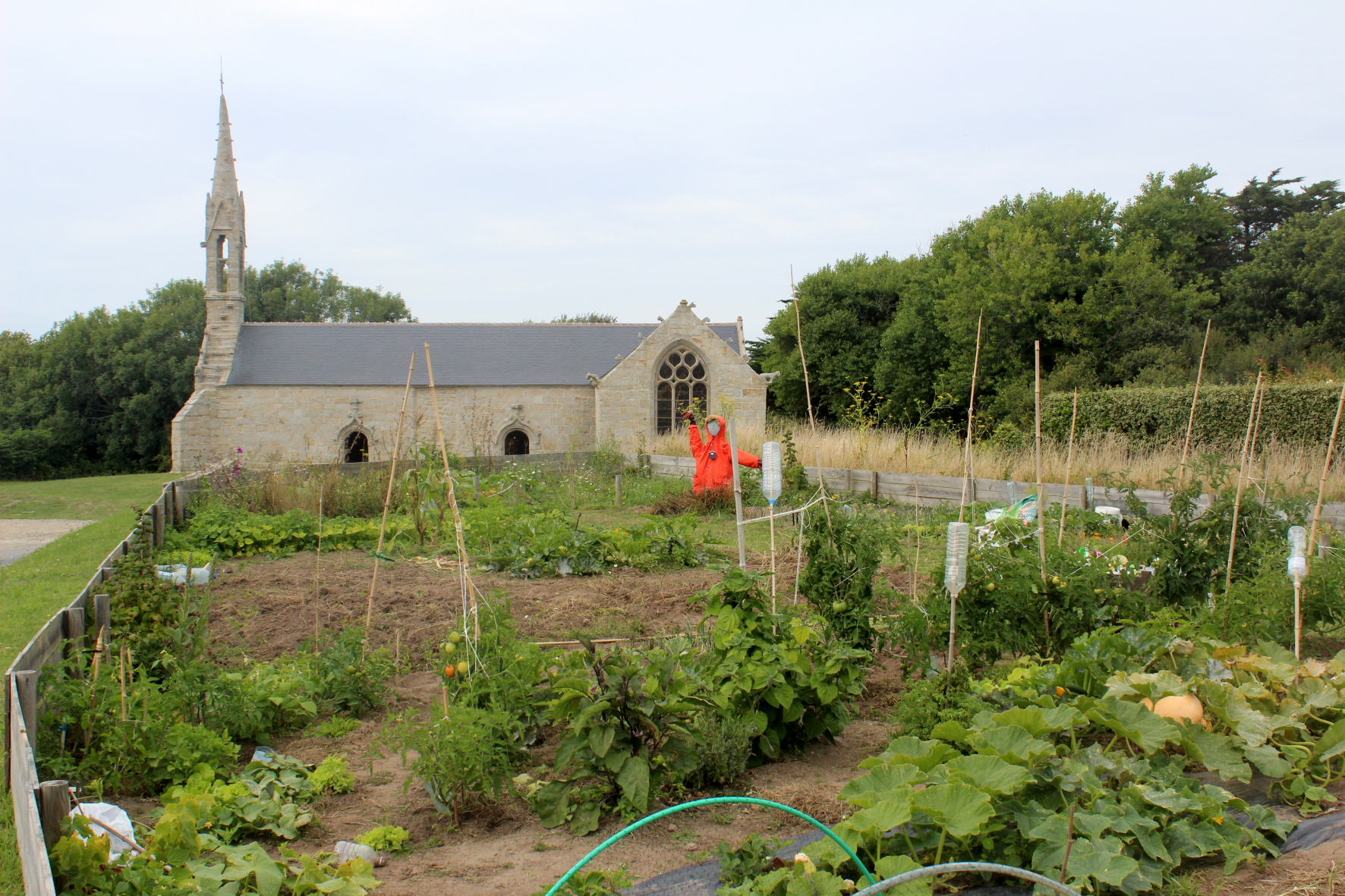
Le jardin partagé devant la chapelle.
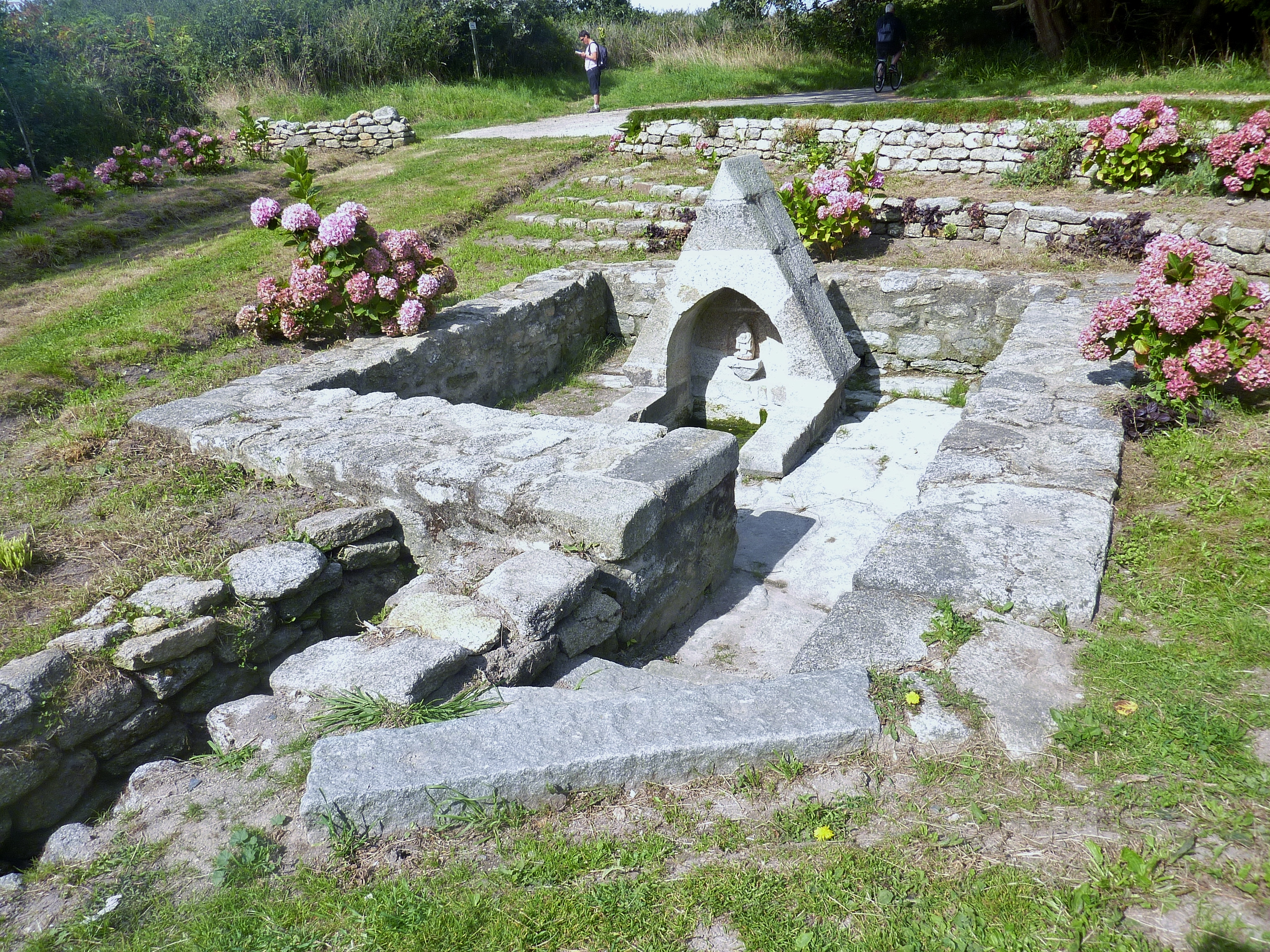
La fontaine Saint-Trémeur.
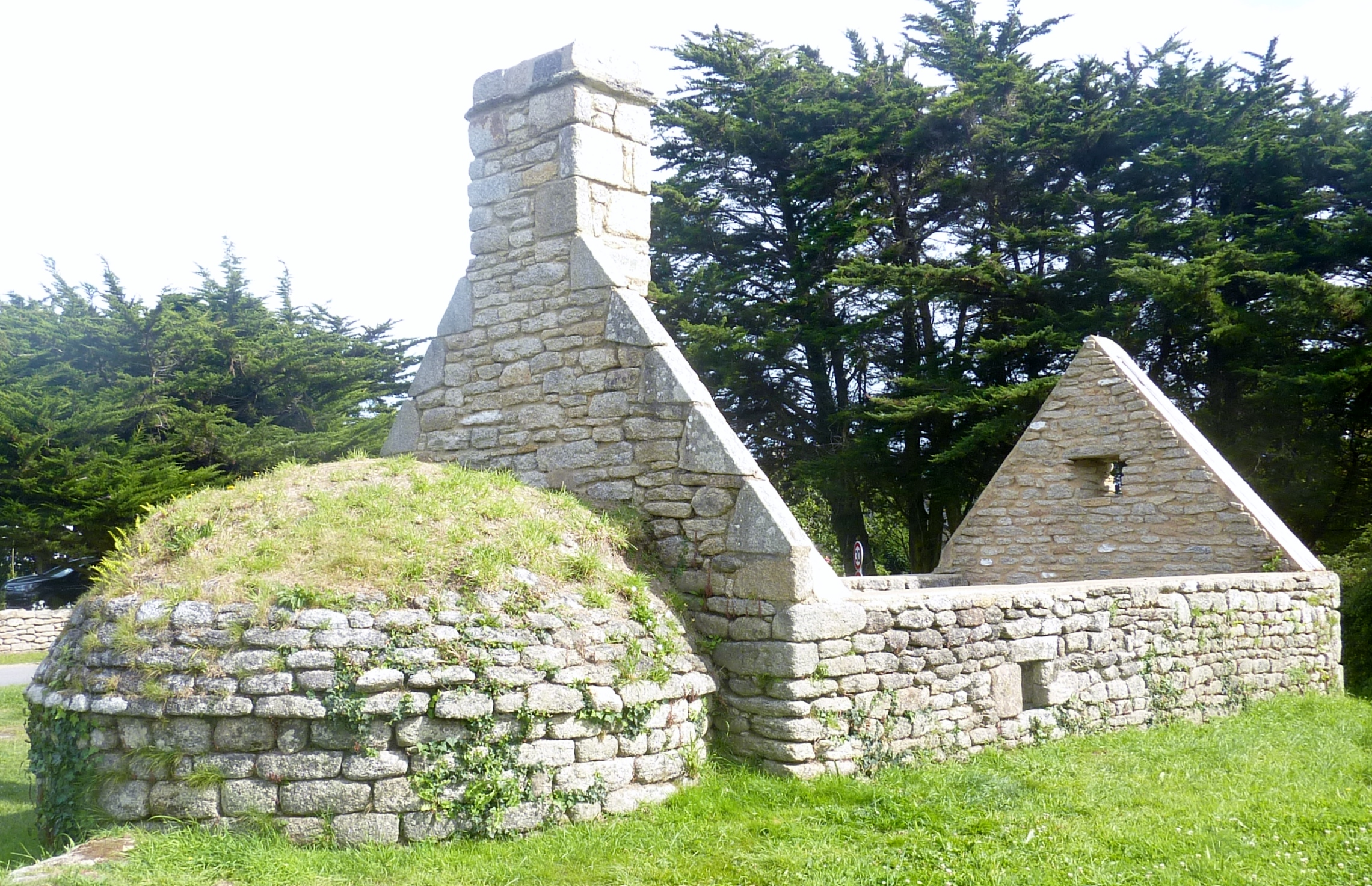
L'ancien four à pain de Prat an Ilis (XVIe siècle).
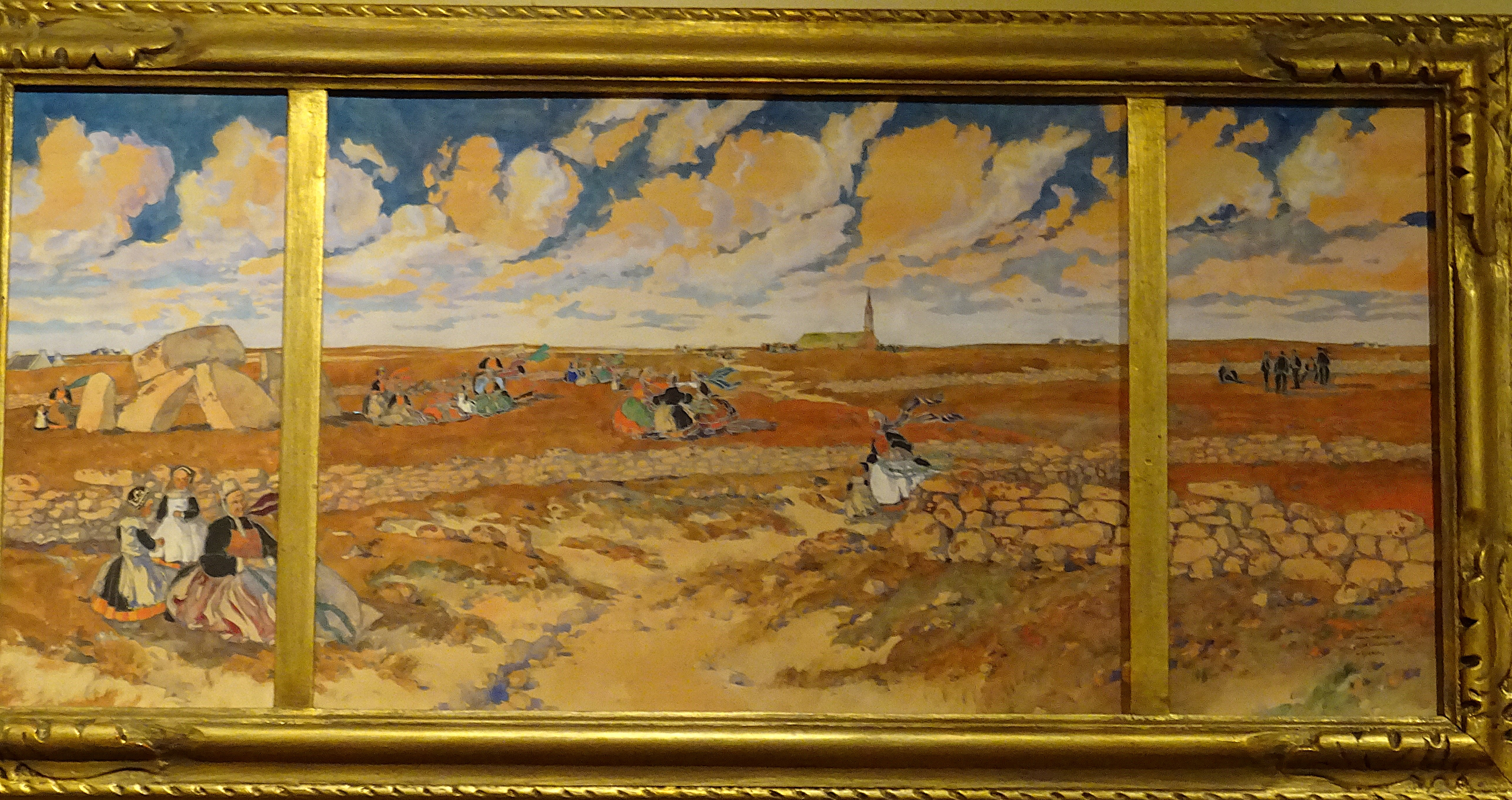
Ernest Guérin: Soir de pardon, Saint-Trémeur, Le Guilvinec.

Par ailleurs, la commune possède six objets classés aux monument historique : un canon en bronze situé à l'hôtel de ville, depuis le 2 mai 2005 et cinq tableaux : trois du peintre Lucien Simon Une parade de cirque forain et Une vue du vieux port de Douarnenez depuis le 2 mars 1994 et Le bal à Sainte-Marine depuis le 14 avril 1997,,, Une marine du peintre Désiré Lucas depuis le 14 avril 1997 et Les Sardiniers du peintre Gérard Legout depuis le 2 mars 1994.

#### Autres monuments
- Église Sainte-Anne (1887-1918-1993), place Dixmude, avec une tapisserie de l'abbé Maurice Morel (1908-1991) et les vitraux non figuratifs de Jean Mingam (1927-1987).
  - La commune possède huit croix et calvaires[198] dont :
- Croix d'un chemin de Plomeur (environs du XVIIe siècle), déplacée face à la mer, devant l'Abri du marin, vers 1940 ;
- La croix de Lanvar.
- Four à pain du village de Prat-an-Ilis (granite, environs du XVIe siècle).
- Canon de marine fabriqué à Rimini (cuivre, XVIe siècle).
- Carrière de granite à gros grain sur le littoral de Men-Meur (environs du bas Moyen Âge au XVIIe siècle).
- Carrière de granite de la lande de Saint-Trémeur (Id.).
- Môle (1897-1900) et phare (vers 1922).
- Abri du marin (1900, agrandi en 1923), fondé par Jacques de Thézac.
- Monument aux marins péris en mer (depuis 1901).
- Villa Le Corre de Men-Meur (1910).
- Cimetière de bateaux de l'arrière-port, avec une trentaine de carcasses en bois enfouies dans la vase mais visibles (entre 1920 et 1970).
- Maison construite par l'industriel nantais M. Riom (petit-fils d'Alfred[réf. nécessaire]) en 1920-1921, achetée par la commune en 1952 pour y installer l'hôtel de ville en 1956.

### Patrimoine culturel
L'adhésion à la charte Ya d'ar brezhoneg a été votée par le Conseil municipal le 4 février 2006.

### Personnalités liées à la commune

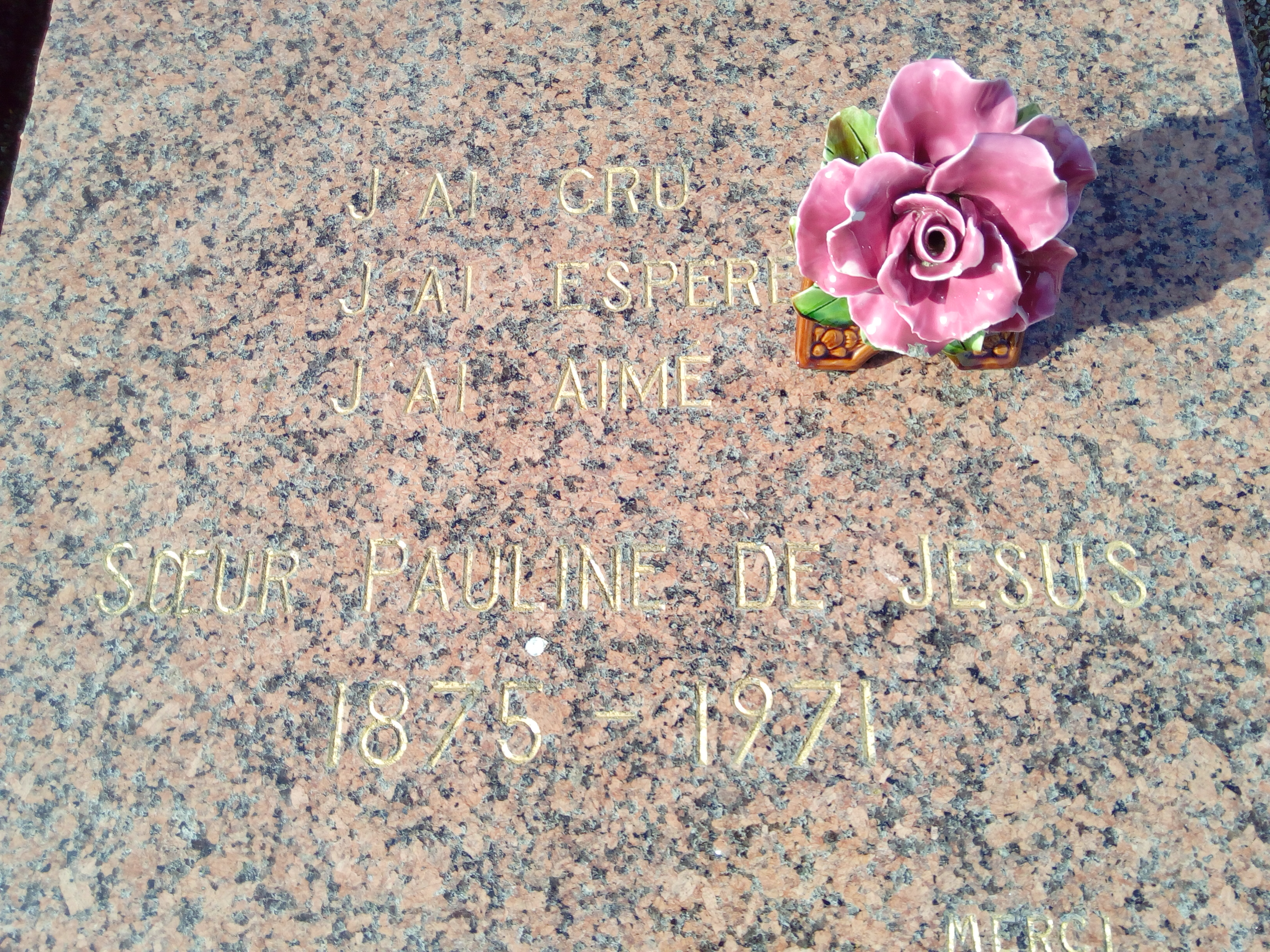
Détail de la tombe de sœur Pauline, cimetière de Guilvinec.

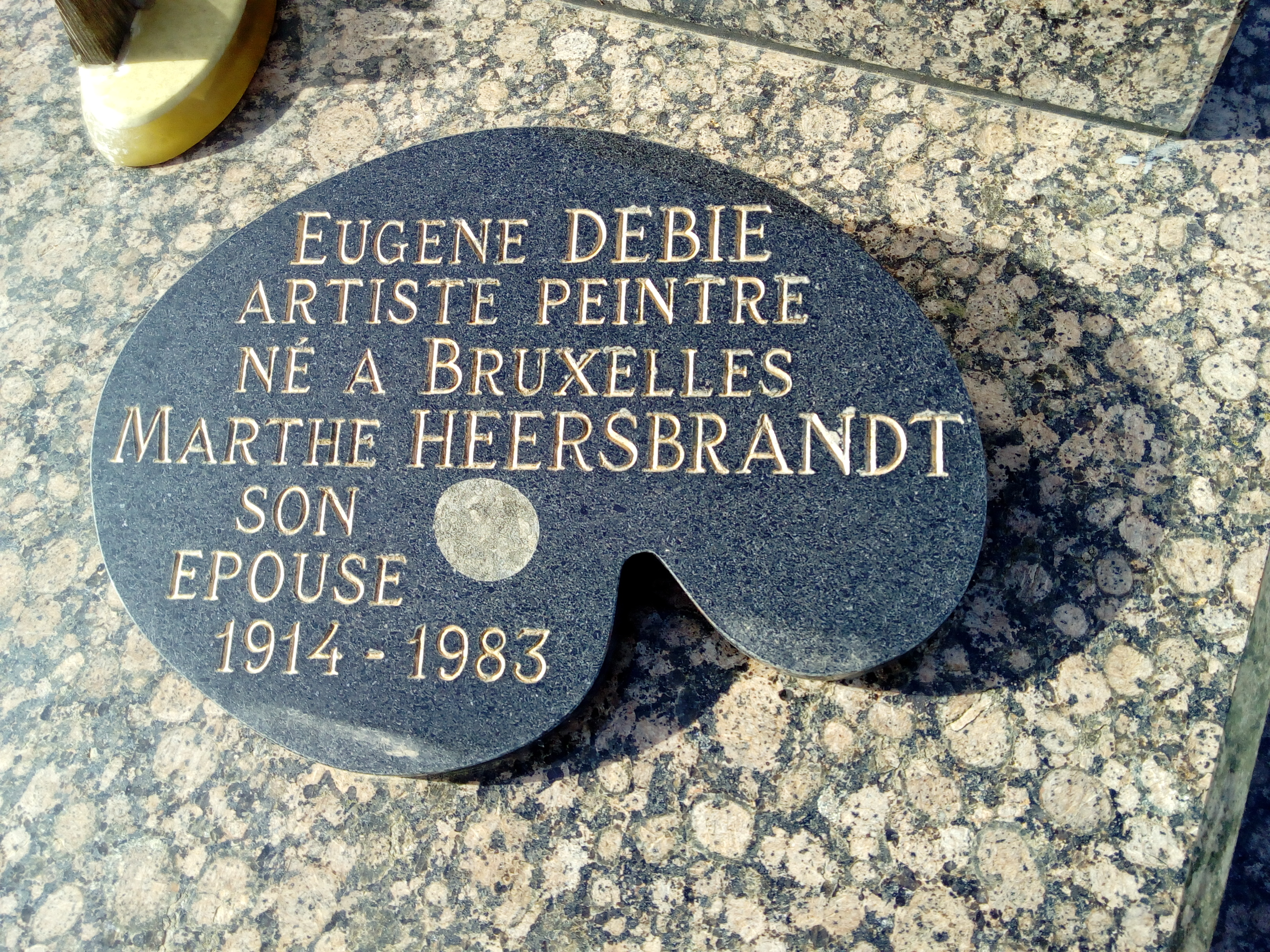
Tombe d'Eugène et Marthe De Bie, détail.

- Guy Autret de Missirien (1599-1660), historien et généalogiste, tient son « ménage d'été » au manoir de Kergoz jusqu'en 1653[27].
- Sœur Pauline de Jésus, religieuse de la congrégation des filles du Saint-Esprit (1875-1971), qui développa l'artisanat du picot  à Guilvinec au début du XXe siècle, pour lutter contre la crise de la sardine.
- Edmond Ceria (1884-1955), peintre, y séjourna et peignit le village et les environs du Guilvinec.
- Roger Guillamet (1910-2000), Compagnon de la Libération né, décédé et inhumé à Guilvinec. Une rue de la commune porte son nom.
- Eugène De Bie (1914-1983), peintre belge, séjourne à Guilvinec de 1947 à 1960, puis se partage entre la Belgique et Guilvinec jusqu'à sa mort. Il repose au cimetière de Guilvinec[199].
- Pierre-Jean Berrou, historien spécialiste du pays Bigouden, né dans cette ville en 1930, et décédé en 2023, toujours au Guilvinec.
- François Le Signor, imprimeur et éditeur, fondateur des éditions Le Signor à la fin des années 1970, à Guilvinec[200].
- Georges Tanneau, marin et écrivain, né à Guilvinec en 1937, mort à Pont-l'Abbé en 2013.
- Louis Mélennec (né à Guilvinec en 1941), médecin, juriste, historien, musicien. Il a enregistré sur disque le cantique des marins du Guilvinec, Da vartoloded ar Guivineg.

### Héraldique, logotype et devise
| Blason de Guilvinec | Blason  | Tranché: au premier d'or au crabe de gueules senestré d'une crevette du même posée en pal, au deuxième de gueules au bateau de pêcheur d'or; à la bande fascé ondé à plomb d'argent et d'azur brochant sur la partition. Devise / Cri« dalc'h mad » (tiens bon). |
| Blason de Guilvinec | Détails | Le statut officiel du blason reste à déterminer. |
| Blason de Guilvinec | Alias   | Tranché : au premier d'or au crabe de gueules senestré d'une crevette du même, au second de gueules au bateau de pêcheur d'or ; à la bande ondée d'argent et d'azur brochant sur la partition.                                                                   |